# Leopard 2
Der Leopard 2 ist ein Kampfpanzer aus deutscher Produktion. Er wird seit 1978 in Serie gebaut und ist der Nachfolger des Leopard 1. In der langen Produktionszeit entstanden diverse optionale Nachrüstmöglichkeiten und Spezifikationen für ausländische Abnehmer. Deshalb gibt es eine Vielzahl von Varianten des Leopard 2. Er wird ganz oder teilweise im Ausland in Lizenz gefertigt. Für den Hersteller KNDS Deutschland (ehemals Krauss-Maffei Wegmann) ist er mit rund 3600 gebauten Exemplaren ein kommerzieller Erfolg. Bis zum Jahr 2008 hat die Bundeswehr ihren Bestand an aktiven Leopard 2 von ehemals 2125 Stück im Jahr 1990 auf 328 Stück reduziert. Der Leopard-2-Panzer war ursprünglich als Rückgrat gepanzerter Streitkräfte und zur Abwehr gegnerischer Panzerverbände vorgesehen. Der Leopard 2 kam seither in einer Reihe von Konflikten zum Einsatz, zuletzt im Russisch-Ukrainischen Krieg.

## Geschichte

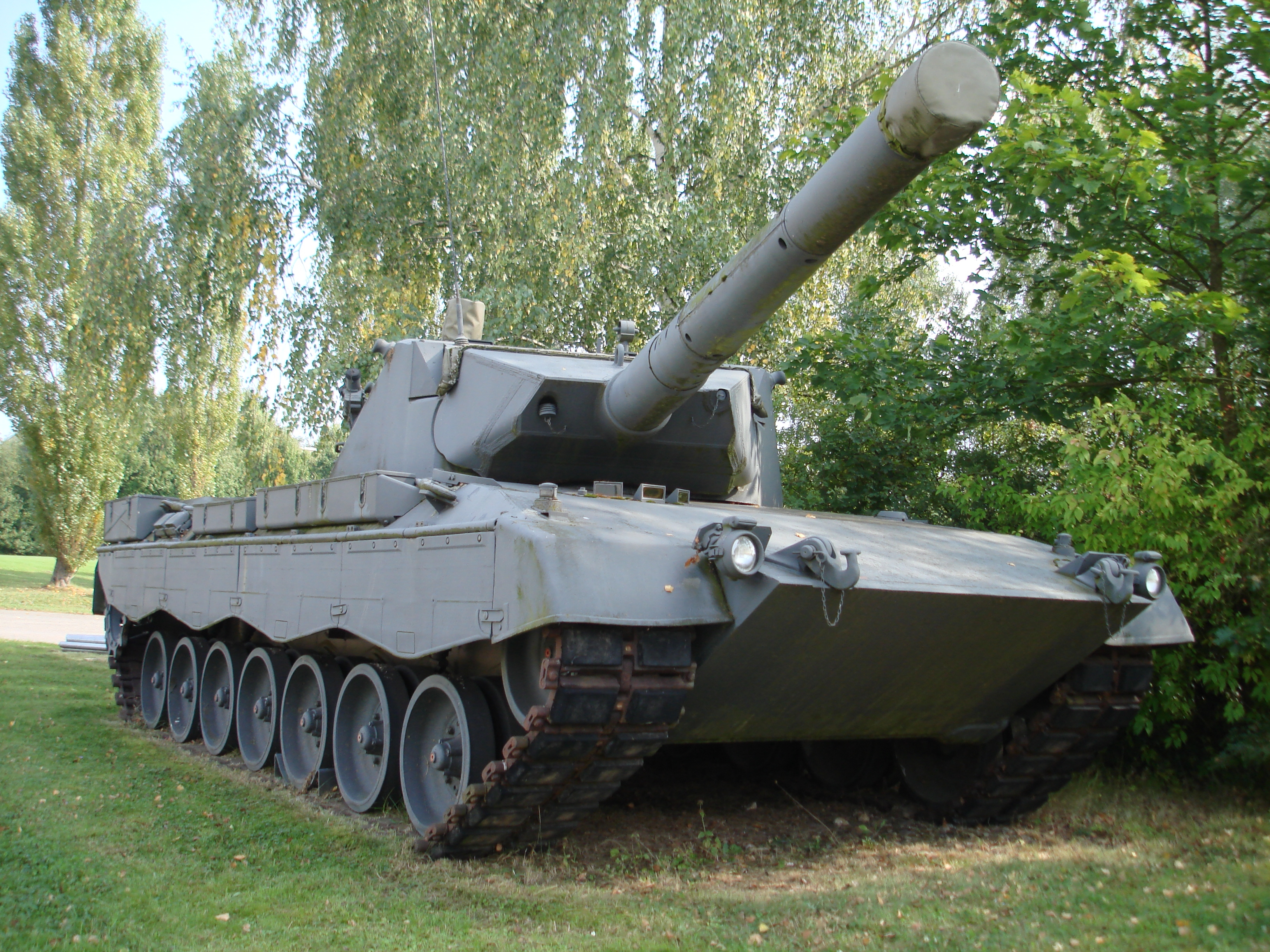
Leopard-2-Prototyp der ersten Generation. PT15 mit Turm T02 (aus Flussstahl und mit optischem Entfernungsmesser EMES 12) und 105-mm-Bewaffnung. Zusammen mit dem PERI R12 wurde diese Kombination auch im Leopard 1A4 eingebaut.

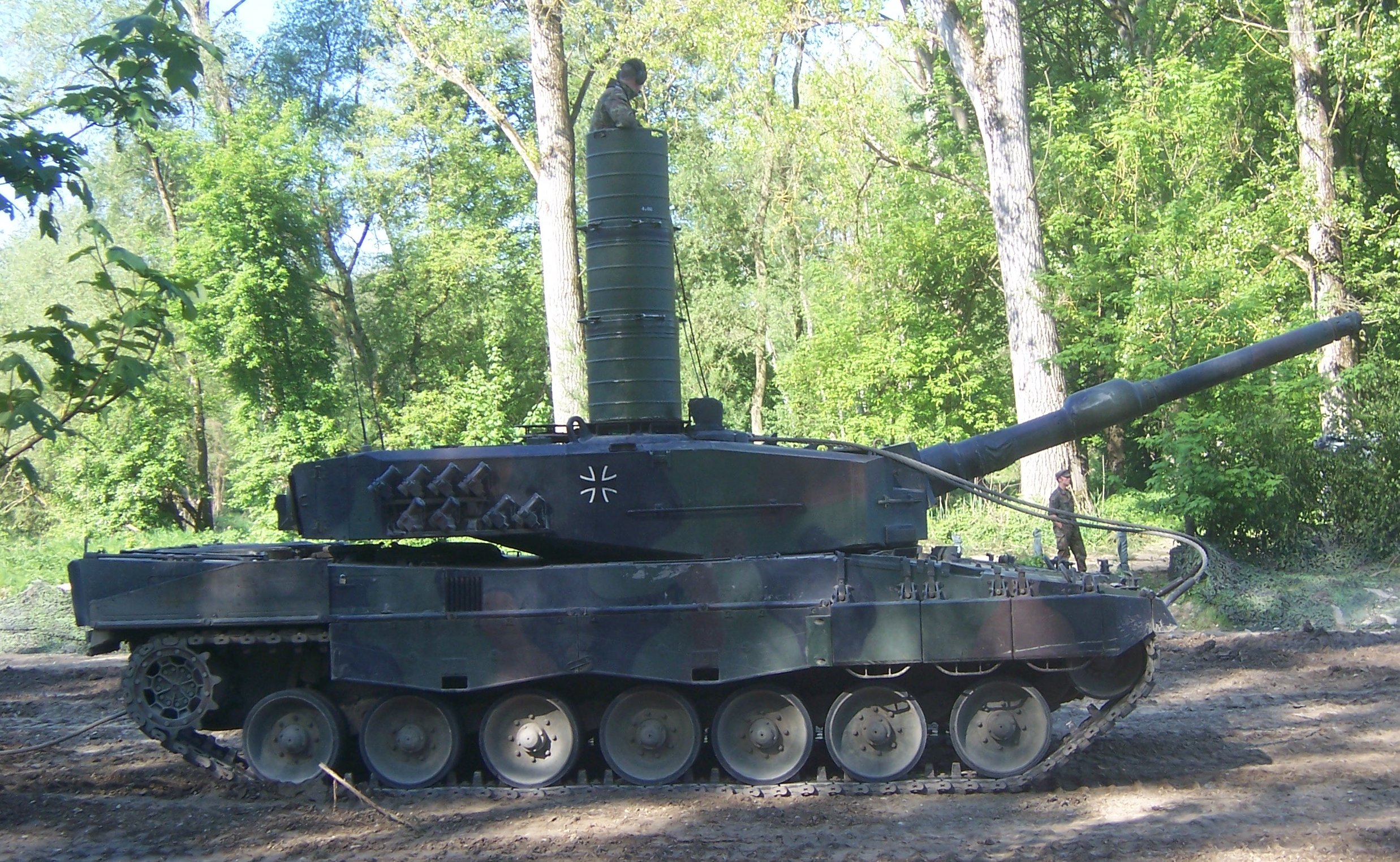
Leopard 2 mit einem Unterwasserfahrschacht für die Donau-Durchquerung in Münchsmünster

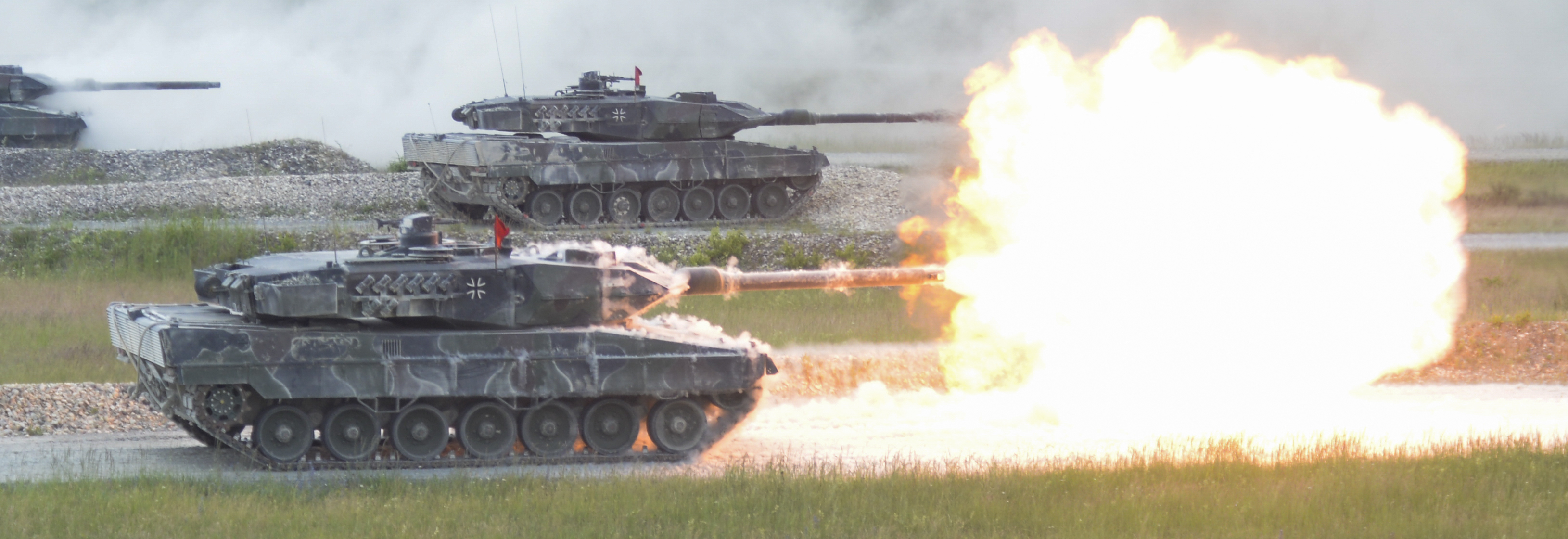
Ein Leopard 2A6 beim Schuss

Der Kampfpanzer Leopard 2 hat seine Wurzeln in einem bilateralen Rüstungsprojekt zwischen den USA und der Bundesrepublik Deutschland. Beide Staaten strebten nach einer Ablösung der Modelle M48 Patton II in der Bundesrepublik und M60 in den USA. Daher wurde im August 1963 die Entwicklung eines einheitlichen Kampfpanzers für die jeweiligen Streitkräfte im Rahmen eines Regierungsübereinkommens beschlossen. Das Projekt mit dem Namen Kampfpanzer 70 (KPz 70 beziehungsweise englisch MBT 70) scheiterte jedoch an den sehr hohen Ansprüchen, die an dieses Fahrzeug gestellt wurden: Feuerkampf aus der Bewegung auf bewegte Ziele, Waffennachführung, automatischer Lader, 20-mm-Sekundärwaffensystem und die Anordnung des Fahrerstandes im Turm waren nur einige der Forderungen, die ihrer Zeit weit voraus waren. Nach sieben Prototypen und 830 Millionen DM Entwicklungskosten wurde das Programm im Jahre 1969 eingestellt; beide Partner ließen jedoch die Entwicklungsergebnisse des KPz 70 in ihre nationalen Panzerprojekte einfließen. Auf US-amerikanischer Seite wurde der M1 Abrams konstruiert, während in Deutschland der Leopard 2 entstand.
Der eigentliche Beginn der Entwicklung des Leopard 2 kann auf das Jahr 1970 zurückgeführt werden – nach der Einstellung des KPz-70-Projektes wurde entschieden, einen neuen, eigenen Kampfpanzer zu bauen; eine Kampfwertsteigerung des Leopard 1 wurde abgelehnt (Projektbezeichnung Vergoldeter Leopard). Der damalige Verteidigungsminister Helmut Schmidt legte fest, dass der Neubau auf der im Jahr 1968 begonnenen Experimentalentwicklung Keiler (Leopard 2K) von Krauss-Maffei, Porsche und Wegmann sowie den Baugruppen des gescheiterten Kpz-70-Projektes basieren sollte. Die durch den Ministerialdirektor Eberhardt, Abteilung Rüstung im Bundesministerium der Verteidigung angeregte Studie Eber (Leopard 2FK) mit der 152-mm-Kombinationswaffe M81 „Shillelagh“ wurde nicht weiterverfolgt.
Erste Prototypen des „Leopard 2K“ (Kanone) wurden zwischen 1972 und 1974 zur Erprobung gebaut. Die 16 Fahrgestelle erhielten die Bezeichnung PT (PT 1 bis 17, die 12 wurde nicht vergeben) und nutzten das weiterentwickelte Triebwerk des Kampfpanzers 70. Die 17 Türme der ersten Generation trugen die Bezeichnung T1 bis T17. Die Ähnlichkeit der Turmform zum Leopard 1A3 und 1A4 war beabsichtigt, da der Entfernungsmesser EMES 12 im Leopard 1 nachrüstbar sein musste. Die Panzerung von Wanne und Turm wurde aus Flussstahl gefertigt, PT/T 6 bis 10 sowie PT/T 13 bis 17 verfügten über eine Ausführung aus Panzerstahl. Als Hauptbewaffnung dienten Glattrohrkanonen im Kaliber 105 mm und 120 mm. Der Turm 11 erhielt die scheitellafettierte 20-mm-Maschinenkanone als Sekundärbewaffnung. Ebenfalls in der Erprobung befand sich neben der Drehstabfederung das hydropneumatische Federsystem des KPz 70.
Im Jahre 1973 folgte der erste Truppenversuch an der Kampftruppenschule 2 in Munster mit zwei Prototypen; weitere Erprobungen mit vier zusätzlichen Prototypen folgten im Sommer 1974. Die Klimaerprobungen 1975 auf dem Truppenübungsplatz Shilo/Kanada und in Yuma (Arizona) dienten dazu, die Belastbarkeit zu ermitteln. Weitere fünf Prototypen wurden an den Erprobungsstellen Trier, Meppen und Greding zur System- und Komponentenuntersuchung genutzt. Der Prototyp PT 7 wurde an die USA verkauft.
Die zweite Generation der Prototypen, die der späteren Serienversion zumindest äußerlich recht nahekommen sollten, waren die Leopard 2 AV. Aufgrund der Erkenntnisse aus dem Jom-Kippur-Krieg 1973 wurde der Panzerschutz entscheidend verbessert, was zu einer Umgestaltung von Wanne und Turm führte, jedoch auch das Gefechtsgewicht des Panzers weit über die angestrebte MLC 50 anhob und daher die MLC 60 als neue Obergrenze etablierte. Die bilaterale Studie eines Doppelrohr-Kasemattpanzers, bei der die MLC-50-Grenze eingehalten wurde, war kurzzeitig eine Alternative zur Leopard-2-Entwicklung, konnte sich jedoch nicht durchsetzen.
Aufgrund des neuen Schutzkonzeptes und des Wegfalls des Nachrüstens des Leopard 1 wurde der Turm 14 der ersten Generation zum T14 mod umgebaut. Wegen Vorbehalten gegenüber Laserentfernungsmessern wurde von Leitz mit dem EMES 13 ein passiver Entfernungsmesser gebaut, der auf dem Korrelationsprinzip basierte und über eine Basisbreite von 350 mm verfügte. Dies erlaubte Wegmann die Konstruktion des Spitzmaus-Turms. Letztlich führten die Forderung der USA nach einem besseren Schutzkonzept und die zur Verfügung stehende Verbundpanzerung zur eckigen Form des Serienturms. Ein für die elektrische Versorgung des Fahrzeugs bei stillstehendem Triebwerk und zum Vorheizen projektiertes Hilfstriebwerk aus den ersten Prototypen entfiel zugunsten eines größeren Tankvolumens. Erst 30 Jahre später wurde aufgrund der gemachten Erfahrungen während der Einsätze in Krisengebieten die Zusatzstromversorgung realisiert. Ferner wurde unter anderem die Feuerleitanlage (FLA) vereinfacht; die Optiken wurden primärstabilisiert, der Wannenboden minensicherer gestaltet und die Elektronik samt Hydraulik sowie Munition in das Turmheck eingebettet. Die bisher genutzten Nachtsichtgeräte wurden durch ein Wärmebildgerät ersetzt, das allerdings noch nicht zur Verfügung stand. Als Hauptbewaffnung waren Bordkanonen im Kaliber 105 mm und 120 mm vorgesehen. Die Panzerung bestand aus normalem Stahl, das Beschussfahrzeug wurde in Panzerstahl ausgeführt.
Einen weiteren wichtigen Schritt markierte 1976 die Vergleichserprobung des Leopard 2 AV (PT19/T19) mit 105-mm-Zugrohrkanone und des XM1 (Prototyp des heutigen M1-Kampfpanzers) in den Aberdeen Proving Grounds, Maryland/USA. Hier wurden erstmals die Vor- und Nachteile der beiden Waffensysteme ermittelt, wobei jedoch eine Festlegung der beiden Staaten auf einen gemeinsamen Kampfpanzer von beiden Seiten von vornherein verworfen wurde. Von den 117 aufgestellten Kriterien, von denen 77 bewertet wurden, erfüllte der Leopard 2 AV 61 und der XM1 48. Zusammengefasst in 17 Bewertungsgruppen wurden hingegen nur sechs vom Leopard 2 erfüllt, 16 vom XM1. Bewertet nach dem deutschen System, in dem jedes Kriterium einzeln bewertet und gewertet wurde, war der Leopard 2 dem XM1 deutlich überlegen. So fehlten dem XM1 das ABC-Schutzsystem, ein unabhängiges Periskop für den Kommandanten und die Möglichkeit zum Unterwasserfahren. Gemäß der Weisung des damaligen Verteidigungsministers Georg Leber musste jedoch jede Art eines Protestes unterbleiben. Die unterschriebene Absichtserklärung (MoU – Memorandum of Understanding), in der die Testbedingungen akzeptiert worden waren, verbot jeglichen Widerspruch. Stattdessen sollten möglichst viele Baugruppen der beiden Panzer identisch sein. Dazu kam es jedoch aufgrund der fortgeschrittenen Entwicklungsphase des deutschen Systems sowie einer unterschiedlichen Auffassung über die Leistungsfähigkeit der jeweiligen Eigenproduktion nur in Ansätzen. Wesentliche Änderungen auf dem Weg zum Serienfahrzeug waren schließlich der Einbau der 120-mm-Glattrohrkanone sowie die Entscheidung zum Einbau des in Lizenz gefertigten Laserentfernungsmessers der US-amerikanischen Firma Hughes, der gegenüber dem EMES 13 günstiger und serienreif war. Für das Wärmebildgerät WBG-X von Zeiss wurde das WBG-Grundgerät (US-Common Modules) von Texas Instruments ausgewählt. Nach dem Abschluss der Tests wurde die mitgebrachte 120-mm-Waffenanlage noch vor Ort in den AV montiert, um die Machbarkeit aufzuzeigen.
Die US-Amerikaner lehnten die deutsche Glattrohrkanone zunächst ab und hielten an der 105-mm-Kanone M68 (Variante der britischen Royal Ordnance L7) fest, übernahmen jedoch die deutschen Ketten sowie die Munitionshalterungen. 1985 wurde die 120-mm-Glattrohrkanone dann doch aus US-amerikanischer Lizenzfertigung im M1 – dann als M1A1 bezeichnet – eingebaut. Pläne zum Einbau der amerikanischen Gasturbine in den Leopard wurden durch das Unternehmen Maschinenbau Kiel (MaK) im Jahr 1977 und 1978 an einem Prototyp untersucht, aufgrund des fortgeschrittenen Entwicklungsstadiums jedoch verworfen, weil dazu die Wanne noch einmal hätte geändert werden müssen.
Im Jahre 1977 wurde das damalige Unternehmen Krauss-Maffei als Generalunternehmer zur Lieferung von 1800 Kampfpanzern Leopard 2 bestimmt, 810 Panzer (45 %) entfielen auf das Unternehmen MaK (seit dem Jahr 2000 Rheinmetall Landsysteme), wobei die Panzertürme bei den Firmen Wegmann & Co. in Kassel und Rheinmetall in Düsseldorf gefertigt wurden. Die Produktion sollte in fünf Baulosen erfolgen. Am Projektende waren es jedoch acht Lose mit zusätzlichen 325 Leopard 2. In den Varianten A0 bis A4 wurden 2125 Exemplare für die deutschen Streitkräfte produziert. Insgesamt beteiligten sich an der Fertigung 1500 Unternehmen.
Im September 1977 wurde bei einer Heeresschau in Köln-Wahn der Leopard 2 AV erstmals der Öffentlichkeit vorgeführt. Nach drei Vorserienfahrgestellen zu Truppenversuchszwecken wurde der erste in Serie gefertigte Kampfpanzer vom Typ Leopard 2 am 25. Oktober 1979 in München der Panzerlehrbrigade 9 in Munster übergeben.
Die Entwicklungskosten für das Leopard-2-Programm betrugen laut Beschaffungsanweisung 359,4 Millionen Deutsche Mark, jedoch ohne die Weiterentwicklung des Triebwerks aus dem Programm Kampfpanzer 70 und die Entwicklung der 120-mm-Glattrohrkanone samt Munition zu berücksichtigen. So stiegen die Kosten real auf 600 Millionen DM, was alle Posten von der Experimentalentwicklung bis zur Serienreife (1967 bis 1984) einschließt. Als Systempreis für einen Leopard 2 werden im 21. Jahrhundert Zahlen von drei bis sieben Millionen Euro genannt, die aufgrund von Inflation und Wechselkursen schwanken und außerdem von der bestellten Stückzahl abhängen. Der Preis beinhaltet neben dem Fahrzeug technische Unterstützung sowie Ersatzteile über einen gewissen Zeitraum.
Der Leopard 2 sollte noch bis 2030 im Dienst der Bundeswehr stehen und dann von einem Nachfolger abgelöst werden, dessen Entwicklung 2015 unter der Bezeichnung Main Ground Combat System (MGCS) als deutsch-französisches Projekt begonnen hat. Das Programm verzögert sich jedoch. Als mögliche Alternative dazu stellte Rheinmetall im Jahr 2022 die Eigenentwicklung KF51 Panther vor. KNDS präsentierte 2024 wiederum den Leopard 2A-RC 3.0 Demonstrator.

## Funktionsbeschreibung
Der Leopard 2 ist ein Kampfpanzer der dritten Nachkriegsgeneration mit vierköpfiger Besatzung. In konventioneller Bauweise mit Hecktriebwerk ausgeführt, war er für das Konzept des Gefechtes der verbundenen Waffen zur Panzerbekämpfung im Zusammenwirken mit dem Schützenpanzer Marder entworfen worden. Er ist das Hauptwaffensystem der Panzertruppe der Bundeswehr sowie ausländischer Nutzerstaaten.
Er besteht aus einer Wanne mit aufgesetztem selbsttragendem Turm mit einer 120-mm-Glattrohrkanone als Hauptbewaffnung, einer Nebelmittelwurfanlage und zwei Maschinengewehren unterschiedlichen Typs je nach Nutzerstaat als Sekundärbewaffnung. Die Feuerleitanlage im Turm ermöglicht es dem Richtschützen, sowohl im Stand als auch aus der Fahrt mit stehenden oder sich bewegenden Zielen den Feuerkampf zu führen.
Der Panzer wurde mehrmals Kampfwertsteigerungen unterzogen. In der Version A5 wurde an der Turmfront eine Zusatzpanzerung angebracht; ein eigenes Wärmebildgerät für den Kommandanten machte diesen vom Richtschützen unabhängig. Mit dem Restlichtverstärker für den Fahrer ist der Panzer voll nacht- und eingeschränkt allwetterkampffähig. Mit der Version A6 wurde die Feuerkraft gesteigert. Im Vergleich zur Standardkanone L/44 ist die L/55 1,30 Meter länger und ermöglicht eine bessere Umsetzung der Pulverenergie in Geschossgeschwindigkeit. Dies wiederum erhöht Reichweite, Schusspräzision sowie Durchschlagsleistung bei APFSDS-Geschossen.
Zum Schutz der vierköpfigen Besatzung verfügt er wie alle Panzer des Kalten Krieges über eine ABC-Schutz- und Belüftungsanlage mit einer Leistung von 300 m³/h, wodurch die Durchhaltefähigkeit in mit ABC-Kampfmitteln kontaminierten Gebieten sichergestellt werden soll. Die maximale Einsatzdauer wird dabei mit 48 Stunden angegeben.
Wie andere Kampfpanzer kann auch der Leopard 2 Gewässer ohne Hilfe von Pioniertechnik durchqueren. Bis 1,20 Meter Wassertiefe ist er ohne Aufbauten oder Vorbereitungen watfähig. Mit dem mitgeführten faltbaren 50 Zentimeter hohen Tiefwatschacht steigt seine Tiefwatfähigkeit auf 2,25 Meter; durch einen dreiteiligen starren, nicht mitgeführten Unterwasserfahrschacht ist er bis zu einer Wassertiefe von 4 Metern unterwasserfahrfähig. Das heißt, er verschwindet komplett unter Wasser. Beim Tiefwaten wird die Tauchhydraulik zugeschaltet und eine Tauchkappe aus Gummi auf der Kanonenmündung angebracht. Bis zum 2A4 musste zusätzlich vom Ladeschützen über eine Handpumpe die Turmdrehkranzdichtung aufgepumpt werden, beim A5 mit geringeren Fertigungstoleranzen entfiel diese Maßnahme. Die Tauchhydraulik schließt dabei Be- und Entlüftungen am Motor und öffnet eine Brennluftklappe am Motorschott im Panzerinneren. Über diese saugt der Motor beim Tiefwaten und Unterwasserfahren die Verbrennungsluft durch die Kommandantenluke mit aufgesetztem Tiefwat- oder Unterwasserfahrschacht an. Der Kommandant steht bei der Durchfahrt in diesem Schacht und unterstützt den Fahrer. Da ein Wassereintritt nicht vollständig zu vermeiden ist, verfügt das Fahrzeug über zwei Lenzpumpen, und die Besatzung ist mit Tauchrettern und Schwimmkragen ausgestattet.
Zur Kommunikation verfügen die Panzer der Bundeswehr jeweils über zwei UKW-Funkgeräte SEM (Sender/Empfänger, mobil) 80/80 oder 80/90. Wie bei der Sekundärbewaffnung kann auch hier die Ausstattung variieren. Zur Reduzierung der Wärmesignatur und zur Unterstützung des passiven Panzerschutzes ist der Leopard 2 mit einer infrarotreduzierenden Beschichtung versehen.

## Technische Beschreibung

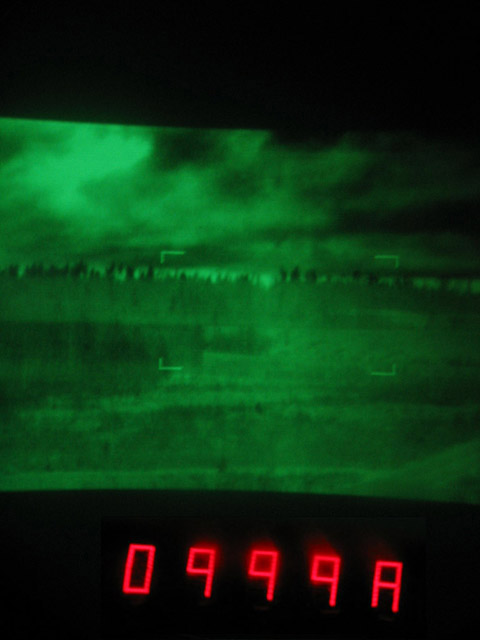
Blick durch das Hauptzielfernrohr mit aktivem Wärmebildgerät, vierfache Vergrößerung. Im Bild die Entfernungsmessung (2.–4. Stelle 999 oder Anzeige „Laser Aus“) des Lasers, die Feuerbereitschaft (1. Stelle – 0 nicht feuerbereit) und gewählte Munitionssorte (5. Stelle)

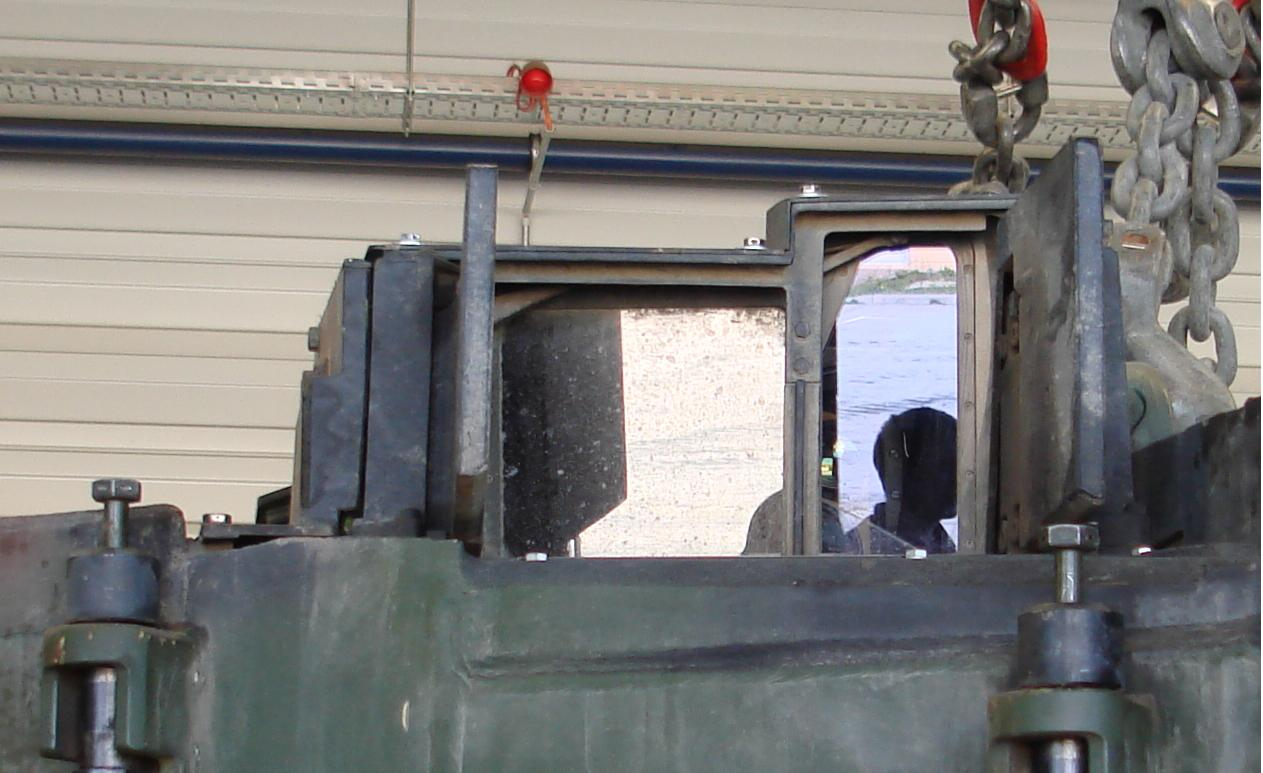
Ausblick des EMES 15. Durch die Zusatzpanzerung des A5 höher gelegt. In Fahrtrichtung rechts der Wärmebildkanal, im schmalen Fenster links der Tagsichtkanal und Laserentfernungsmesser

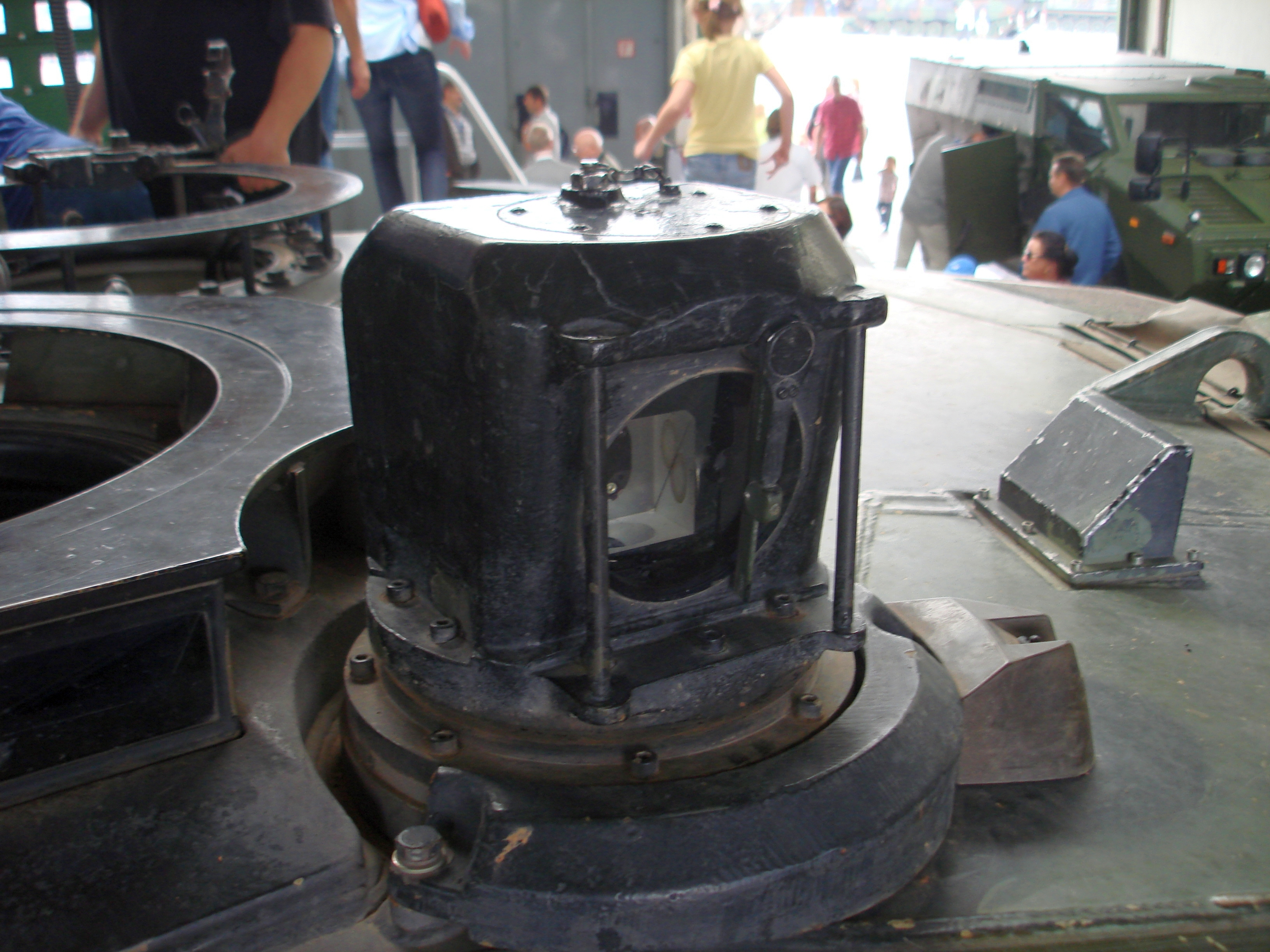
PERI R17 des Kommandanten. Der Winkelspiegel (rechts) des Richtschützen entfällt bei der Kampfwertsteigerung zum A5.

### Bewaffnung
Die Bewaffnung besteht aus der Waffenanlage mit der Hauptwaffe und der Feuerleit- und Zielausrüstung und der Sekundärbewaffnung.
Die Hauptwaffe des Leopard 2 ist die Rheinmetall 120-mm-Glattrohrkanone mit Rauchabsauger für flügelstabilisierte KE-Unterkaliber-Wucht- oder Vollkaliber-Mehrzweckgeschosse. Sie ist schildzapfengelagert und verfügt über einen Höhenrichtbereich von −9° bis +20° und einen Schwenkbereich von 360°. Beim Drehen über das Panzerheck wird die Bordkanone automatisch durch die Heckabweiserfunktion angehoben und verhindert zwischen den Turmstellungen 5 Uhr und 7 Uhr das Berühren der Bordkanone mit dem Fahrzeugheck. In diesem Bereich kann die Bordkanone nicht unter +3° gerichtet werden.
Als Sekundärbewaffnung dienen ein rohrparalleles (koaxiales) Maschinengewehr („Blenden-MG“), ein Maschinengewehr zur Fliegerabwehr neben der Einstiegsluke des Ladeschützen („Fliegerabwehr-MG“) sowie eine Mehrfachwurfanlage (MWA) mit 2 × 8 Wurfbechern seitlich am Turm zum Verschießen von Nebelwurfkörpern für den Selbstschutz. Seit Mai 2005 verfügen die Streitkräfte zum Großteil über eine neue Mehrzweckwurfanlage (MZWA) mit der Anordnung 6/2 (sechs Becher obere Reihe, zwei Becher untere Reihe) je Seite. Die neue Anlage ist in der Lage, Spreng- oder nichtletale Munition zu verschießen.
Für Manöver und die Darstellung des Feuerkampfes mit und ohne Ausbildungsgerät Duellsimulator verfügt der Leopard über Aufnahmen für das KADAG (Kanonen-Abschuss-DArstellungs-Gerät), öfter auch unter der Abkürzung DARKAS (DARstellung-Kanonen-AbSchuss) bekannt. Die Anordnung ist dabei bis zum Leopard 2A4 über der Bordkanone und ab A5 vorne links auf der Keilpanzerung des Turmes.
Neben der Bordbewaffnung verfügt die Besatzung über Handfeuerwaffen zur Selbstverteidigung. Bei der Bundeswehr sind das zwei MP7, zwei P8, eine Signalpistole HK P2A1, vier Handgranaten und die beiden MG3 des Panzers mit insgesamt 4750 Schuss, gegurtet mit Weichkern-Leuchtspur im Verhältnis drei zu zwei.

#### Waffenstabilisierung
Der Turm beziehungsweise die Hauptwaffe verfügt beim Leopard 2A4 über eine hydraulische Waffennachführanlage (WNA-H22); Kampfpanzer ab der Ausführung A5 sind mit einer elektrischen Waffennachführanlage (EWNA) ausgestattet. In Kombination mit der Zentrallogik/Hauptverteilung, den Zieleinrichtungen, dem Feuerleitrechner, den Bediengeräten und dem internen Panzerprüfgerät RPP 1-8 bilden die Baugruppen die Feuerleitanlage des Kampfpanzers.
In der automatisch stabilisierten Betriebsart STAB EIN – werden Fahrbewegungen automatisch kompensiert. Durch die Messung der Bewegung mit Kreiseln und durch die motorischen Richtantriebe wird die Kanone in der Höhe und der Turm zur Seite von der Waffennachführanlage stabilisiert und den Sollwerten der führenden Zieleinrichtung (EMES oder PERI) nachgeführt. Diese sogenannten Ausblickbaugruppen können durch ihre eigene Stabilisierung mit sehr geringen Abweichungen das anvisierte Ziel im Blickfeld halten. Richtschütze oder Kommandant müssen das Ziel mit der führenden Optik lediglich anvisieren und bewegten Zielen gegebenenfalls folgen. Durch das Drücken des Tasters für den dynamischen Vorhalt wird zusätzlich die Fahrbewegung eines Ziels automatisch berücksichtigt. Die Hauptwaffe bleibt so trotz der Bewegung des Fahrzeugs stets auf das Ziel ausgerichtet. Aufgrund der Masseträgheit von Kanone und Turm und mechanischen Begrenzungen kann bei starken Bewegungen zwar kurzzeitig die Visierlinie verloren werden, die Kanone wird aber meist in Sekundenbruchteilen auf den von den Optiken anvisierten Punkt automatisch nachgeführt. Wird während einer Abweichung von der Visierlinie ein Schuss ausgelöst, wird dieser vom Rechner erst freigeben, sobald die Waffe nachgeführt wurde.
Eine weitere Betriebsart ist TURM AUS – in der die Stromversorgung des Turmes ausgeschaltet ist, lediglich die Funkanlage, die Beleuchtung und der MG-Lüfter werden versorgt. Das Richten und Abfeuern erfolgt manuell, die Waffe ist nicht stabilisiert. In der Betriebsart BEOBACHTEN erfolgt eine volle Stromversorgung im eingeschränkten Betrieb. Für den Richtschützen ist das grobe Richten möglich, die Optik wird der Bordkanone nachgeführt, was dazu führt, dass sich das Strichbild bei geänderten Werten verändert. Es können alle Zieleinrichtungen genutzt werden, in dieser Betriebsart ist jedoch kein Schießen aus der Fahrt möglich. Gegen bewegte Ziele ist ein manueller Vorhalt nötig. Für das Hochfahren des Turmes in STAB EIN benötigt die Technik etwa 25 Sekunden.
Die jüngste Generation der Waffenstabilisierung mit dem Produktnamen GTD chaser wird von dem Unternehmen Vincorion aus Wedel produziert. Das modular aufgebaute System wurde auf der Messe Eurosatory Paris 2024 vorgestellt. Das System basiert auf vorkonfigurierten und vorqualifizierten Komponenten wie den Sensoren, der Steuerelektronik, der Leistungselektronik und die elektrischen Antriebe. Dank des modularen Aufbaus kann das System an die Konfiguration des Fahrzeugs angepasst werden, wie an die jüngste Weiterentwicklung des Leopard 2, den A-RC 3.0.

#### Zielgeräte
Als Hauptzielgerät dient das EMES 15 mit einem CE628-Laser von Zeiss-Eltro Optronic als elektro-optischer Entfernungsmesser. Der Nd:YAG-Laser misst Entfernungen bis 9990 Meter auf 10 Meter genau, wobei lediglich Schussentfernungen zwischen 200 und 4000 Metern berücksichtigt werden. Bei Messungen unter 200 Metern wird vom Feuerleitrechner mit dem Aufsatzwert für 1000 Meter gerechnet, Werte über 4000 Meter müssen manuell eingegeben werden. Bei Mehrfachechos des Lasers kann ab dem Leopard 2A5 zusätzlich zum Letztecho das Erstecho gewählt werden. Mit dem zwölffach vergrößernden Hauptzielfernrohr (HZF) gekoppelt ist es die primäre Zieloptik für den Richtschützen. In der Betriebsart STAB EIN ist das EMES 15 die führende Optik für Turm und Bordkanone. Als zweites Zielgerät steht dem Richtschützen das Turmzielfernrohr (TZF) FERO Z18 zur Verfügung. Beim Ausfall der Feuerleitanlage dient es als Notoptik. Eine Skala im Strichbild unterstützt beim Einstellen der geschätzten Schussentfernung.
Ebenfalls integriert in das EMES 15 ist ab 1983 das Wärmebildgerät WBG-X von Zeiss; es ersetzt das PZB 200 als Nachtzielgerät. Eine vier- und zwölffache Vergrößerung erlaubt das Beobachten und Bekämpfen sowohl am Tag wie auch in der Nacht. Mit einem Detektor aus Quecksilber-Kadmium-Tellurid, der auf etwa −190 °C gekühlt werden muss, verlangt das WBG eine Vorkühlzeit von ungefähr 15 Minuten. Die Anzeige ist grün-monochrom mit einer wählbaren Polarität von schwarz oder weiß, so dass Wärmequellen besonders hell oder dunkel erscheinen. Bei ausreichendem Temperaturunterschied einzelner Objekte sind diese in einem beobachteten Geländeabschnitt sehr gut zu erkennen. Starker Regen, Schnee sowie dichter Nebel mit hohem Wasseranteil reduzieren die Reichweite des Wärmebildgerätes.
Der Kommandant verfügt mit dem Periskop R17 (PERI R17) über ein eigenes Beobachtungs- und Zielgerät, jedoch ohne Entfernungsmessfunktion. Die stabilisierte Optik mit zwei- und achtfacher Vergrößerung erlaubt ein unabhängiges Arbeiten vom Richtschützen. So kann der Kommandant selbständig Ziele beobachten, dem Richtschützen Ziele zuweisen und ihn überwachen. Dazu verfügt das PERI über folgende Einstellmöglichkeiten: Mit dem Drücken der KH-Taste (Kommandant führt Hauptwaffe) schwenkt der Turm auf die Visierline des PERI ein, das Ziel kann vom Richtschützen oder vom Kommandanten bekämpft werden. Mit der Auswahl ZÜ (Zielüberwachung) schwenkt dagegen das PERI auf die Visierline des EMES ein, der Kommandant sieht das Ziel des Richtschützen. Durch Umschalten auf den Direktsichtadapter – eine optische Verbindung zwischen EMES und PERI – ist das vom Richtschützen genutzte Bild des EMES übertragbar.
Mit dem PERI R17A2 und dem integrierten Wärmebildgerät TIM (Thermal Imaging Modul) wird ab dem Leopard 2A5 die Führbarkeit bei Nacht erleichtert. Zur besseren Rundumsicht wurde es an die linke Lukenseite des Kommandanten verlegt. Der Ausblickkopf des PERI ist erhöht aufgesetzt. Als Wärmebildmodul wurde das OPHELIOS-P verbaut, dessen Bild über einen Monitor direkt unterhalb der Winkelspiegel ausgegeben wird. Es ist zusätzlich möglich, das Bild des EMES darzustellen. Das WBG hat eine vierfache, zwölffache und 24-fache Vergrößerung. Zwei feste Indexpositionen für 6 Uhr und 12 Uhr ermöglichen es, die Visierlinie des PERI unabhängig von der Turmstellung zur Längsachse der Panzerwanne auszurichten.
Mit der Nachrüstung des Attica-Wärmebildmoduls, das sich in den kanadischen, dänischen sowie in einigen deutschen Panzern wiederfindet, wird dem Kommandanten und Richtschützen eine wesentlich bessere Zielerfassung ermöglicht, da durch die höhere thermische Auflösung geringere Temperaturunterschiede zwischen Objekt und Umgebung klarer erkennbar sind. Das Wärmebildgerät der dritten Generation wird von KNDS Deutschland (ehemals KMW) auch im A7+ eingesetzt und findet sich ebenfalls im Puma sowie in der Aufklärungsdrohne Luna wieder.
Ein Feldjustierspiegel nahe der Mündung der Kanone ermöglicht dem Richtschützen beim Einschalten der Feldjustieranlage Korrekturen der Justage der Zielausrüstung auf die Hauptwaffe, um Abweichungen der Seelenachse des Rohres auszugleichen, die durch thermische sowie mechanische Belastungen auftreten. Hauptzielfernrohr und Kanone befinden sich bei eingeschalteter Justieranlage in einem konstruktiv festen Winkel, worauf vom Spiegel ein Referenzstrahl reflektiert wird, mit der sich Abweichungen zur Justiermarke erkennen lassen.

#### Munition

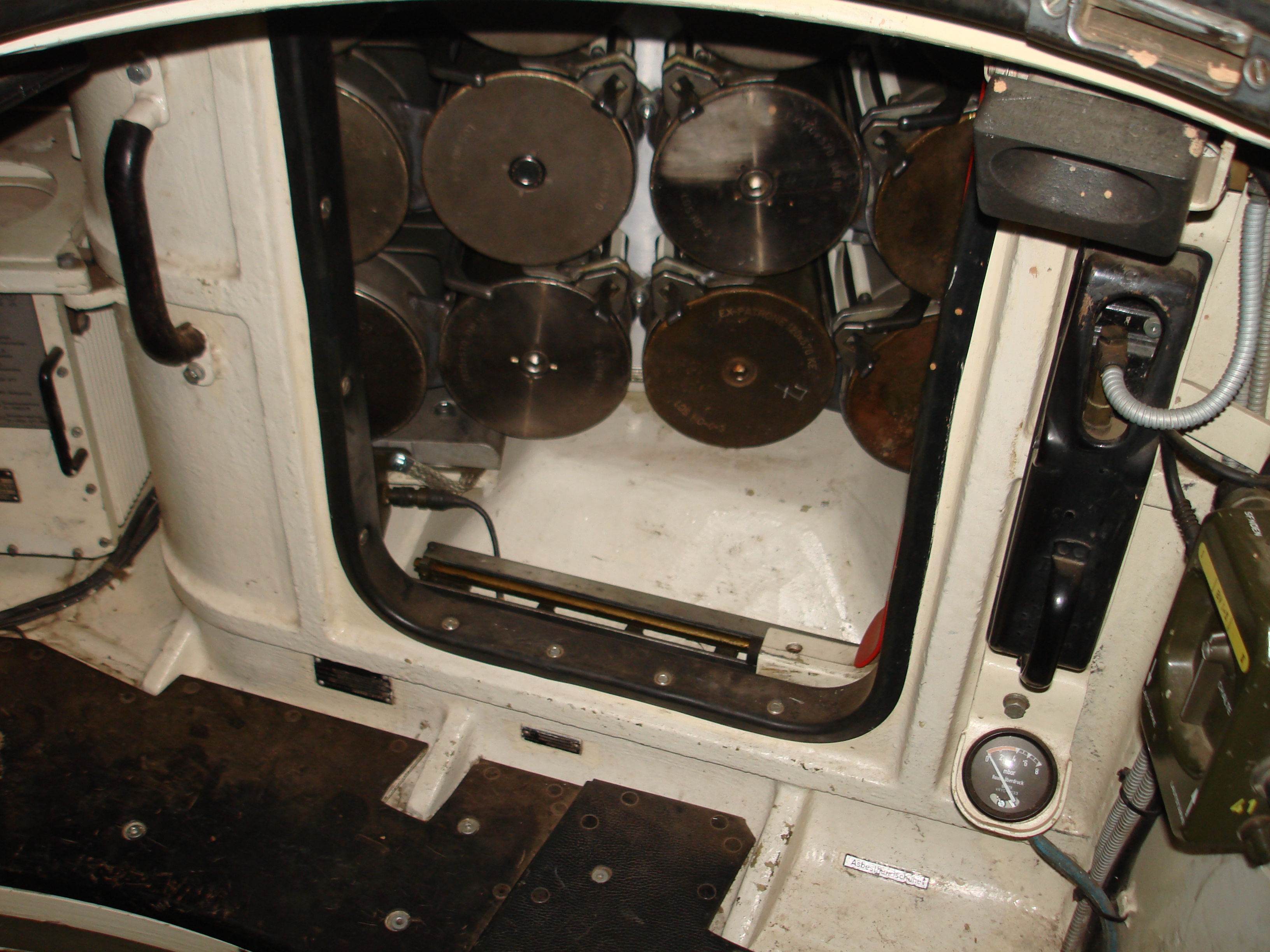
Munitionsbunker im Turmheck für die Bereitschaftsmunition mit gelagerten EX-Patronen

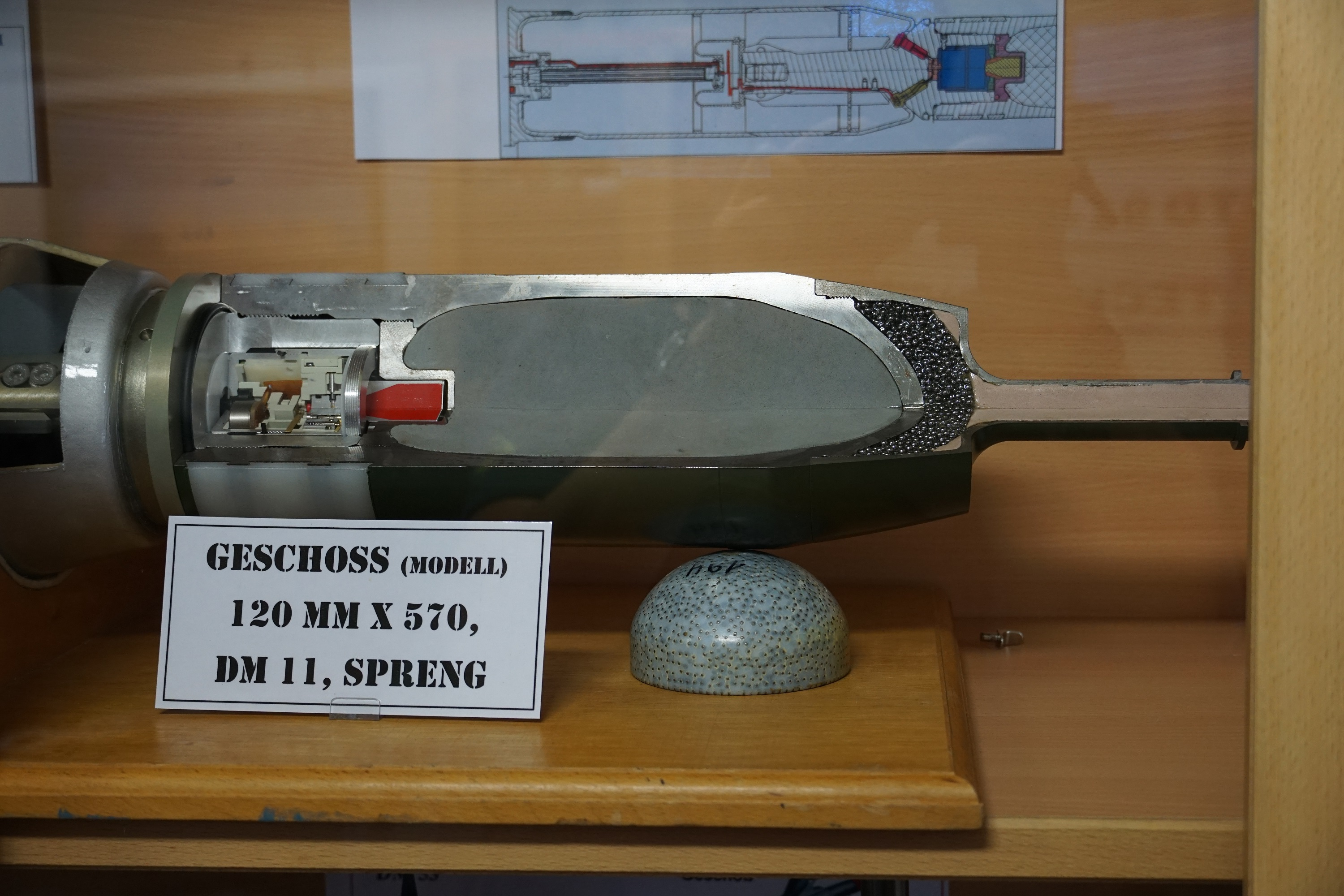
DM11-Mehrzweckmunition

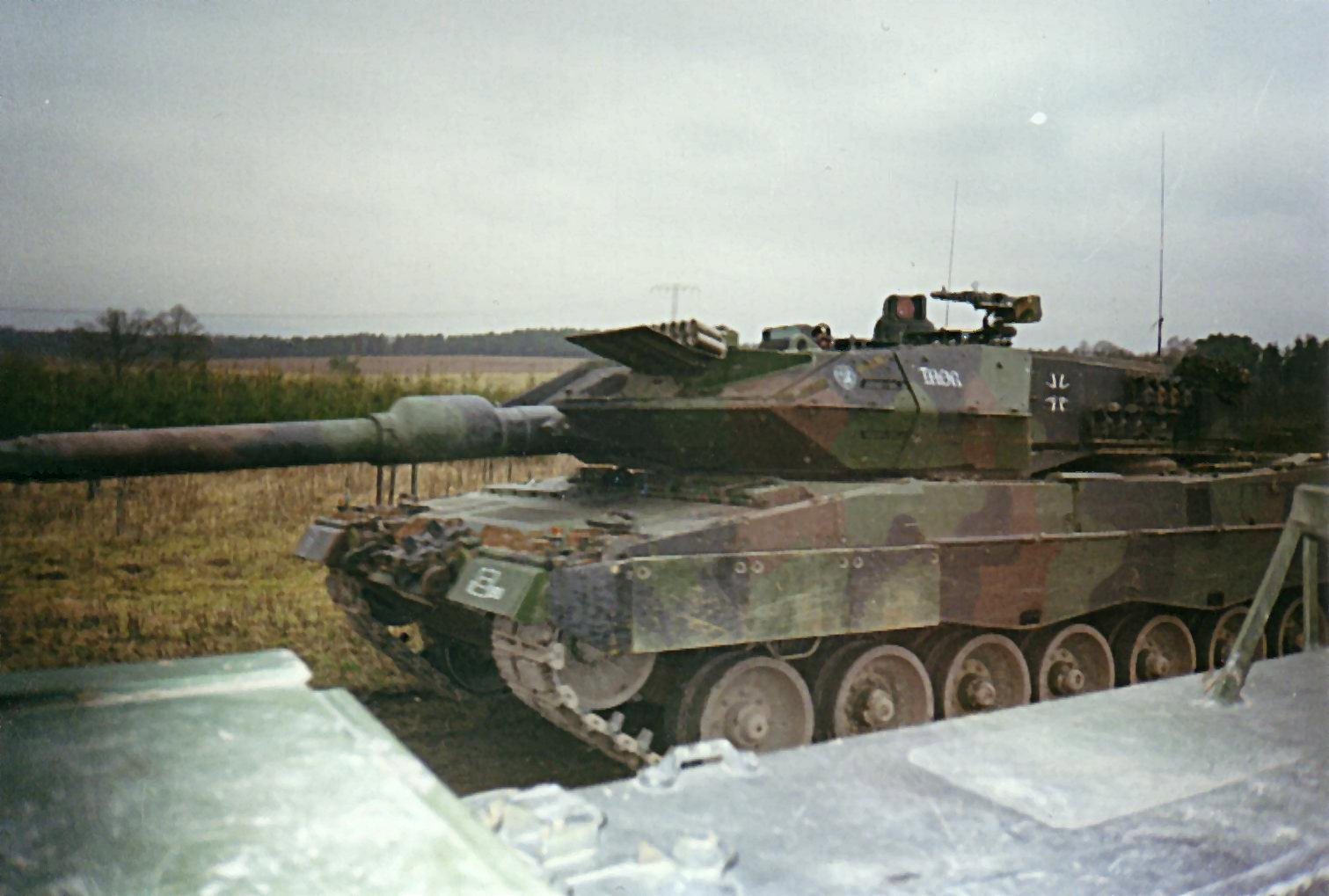
KADAG auf einem Leopard 2A5. Der Kampfpanzer verfügt noch über die leichte Kettenblende der ersten Generation (hintere Segmente der Kettenschürze). Die vorderen Segmente gehören zur schweren Kettenblende und sind Teil der Frontpanzerung (ab dem sechsten Baulos verstärkt).

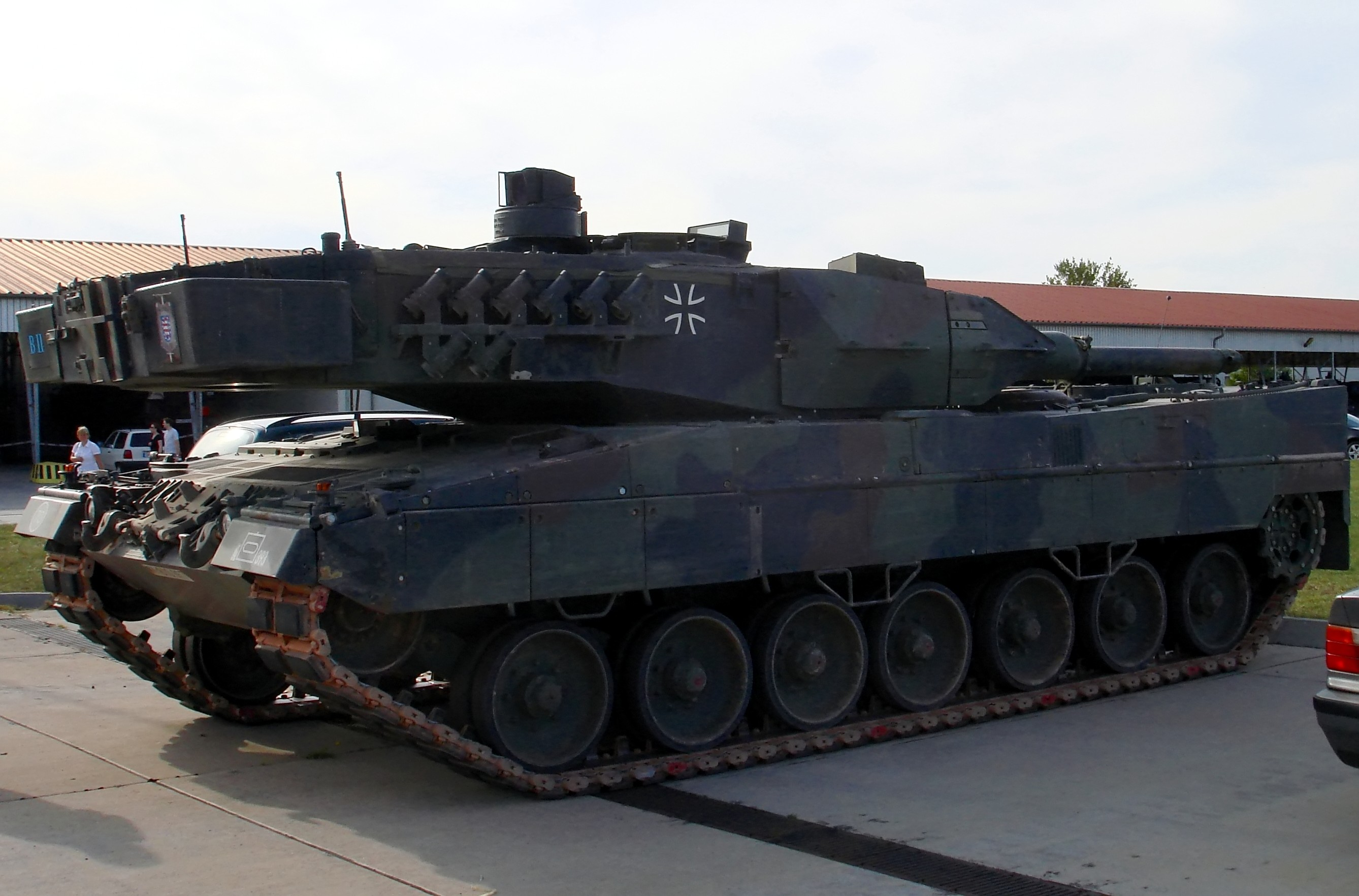
Variante des 2A5 mit der neuen Mehrfachwurfanlage, neuer schwerer Kettenblende (erste vier Segmente der Kettenschürze) sowie verbesserter Ausführung der leichten Kettenblende (letzte Segmente der Schürze) der dritten Generation.

Die Kampfbeladung an Munition für die Kanone befindet sich sowohl im Turmheck als auch in der Panzerwanne. Die Bereitschaftsmunition hinter einer druckdichten Schott-Tür im Turm enthält 15 Patronen (die unterschiedlichen Typs sein können) und ist für den Ladeschützen jederzeit zugänglich. Die 27 Patronen (ab A6M reduziert auf 22 Patronen) in der Wanne (in Fahrtrichtung links vom Fahrer) sind nur zugänglich, wenn sich der Turm in einer bestimmten Position befindet (3 Uhr – aus Sicherheitsgründen dann festgezurrt).
Der Leopard 2 verfügte anfangs über zwei Munitionsarten. Das gegen feindliche Kampfpanzer eingesetzte Geschoss ist die KE-Munition (BW-Bezeichnung für Kinetische Energie, NATO-Bezeichnung APFSDS(-T) Armor Piercing Fin-Stabilized Discarding Sabot-Tracer), ein panzerbrechendes Wuchtgeschoss mit Treibkäfig und Leuchtspur. Gegen gehärtete und weiche Ziele, darunter auch Infanterie, wird die MZ-Munition (BW-Bezeichnung für Mehr-Zweck-Munition, NATO-Bezeichnung HEAT-MP-T High Explosive Anti Tank Multi Purpose – Tracer), ein Hohlladungsmehrzweckgeschoss mit Leuchtspur, eingesetzt. Beide Geschossarten sind flügelstabilisiert. Alle Munitionssorten bestehen aus teilverbrennbaren Hülsen, gefertigt aus Zellulose, Nitrozellulose, Harz sowie stabilisierenden Zusätzen und hinterlassen beim Verschuss nur den Hülsenboden aus Stahl.
Bei der KE-Munition wird mit Hilfe eines Treibspiegels ein flügelstabilisiertes Pfeilgeschoss mit einem Kaliber von etwa 38 Millimetern aus gesintertem Wolframcarbid aus der 120-mm-Glattrohrkanone verschossen. Das Geschoss hat, je nach Munitionstyp und Bordkanone (DM 33 + L/44), eine Mündungsgeschwindigkeit von 1640 m/s (also ungefähr fünffache Schallgeschwindigkeit). Die Wirkung des KE-Geschosses basiert auf Bewegungsenergie; es enthält keinen Sprengstoff; seine Wirkung ist allein abhängig von seiner Auftreff-Energie. Nach dem Auftreffen auf dem Ziel und während der Penetration der Panzerung verdrängt der Pfeil durch seine hohe kinetische Energie Panzerungsmaterial. Dringt er bis in den Kampfraum vor, verursacht er an der Innenseite einen Splitterregen. Durch den Luftwiderstand verringert sich mit zunehmender Entfernung die Geschwindigkeit des Penetrators und damit auch seine Bewegungsenergie und Durchschlagsleistung.
Das MZ-Geschoss hat eine Mündungsgeschwindigkeit von 1140 m/s. Die Geschwindigkeit hat keine erwähnenswerte Auswirkung auf die Durchschlagskraft. Diese ist begründet in der Ausbildung des Geschosses als Hohlladungsgeschoss. Infolgedessen hat auch die Schussentfernung keinen Einfluss auf die Zielwirkung. Infolge der beim Durchschlag verursachten extremen Wärme kommt es im Panzer meist zu Sekundärexplosionen. Gegen die Insassen wirken Druck und Splitter aus schmelzflüssigem Material. Die Durchschlagsleistungen gegen homogene Panzerplatten betragen etwa 600 Millimeter beim MZ- und über 800 Millimeter beim KE-Geschoss.
Aufgrund der Verbesserungen bei der Schutztechnologie gegen Hohlladungsgeschosse entwickelte Rheinmetall ein HE-Geschoss (Sprenggranate). Sie ersetzt die alte und nicht mehr produzierte MZ-Munition bei der Bundeswehr und verbessert die Wirksamkeit des Leopard 2 gegen Flächenziele, gegen Stellungen hinter Deckungen, in Unterständen und Gebäuden, gegen Infanterie, Schützenpanzer sowie leichtgepanzerte Transportfahrzeuge. Die Mündungsgeschwindigkeit des 19 Kilogramm schweren Geschosses beträgt mit der L/55 etwa 1100 m/s und ermöglicht Kampfentfernungen bis 5000 Meter. Dazu verfügt die Munition neben einem Zeitzünder über einen Aufschlagzünder mit und ohne Verzögerung. Der Zünder wird dabei entweder manuell über ein separates Zünderstellgerät oder automatisch über eine Anbindung an den Feuerleitrechner gestellt. Mit Hilfe des Zeitzünders ist es möglich, die Munition in der Luft in einem vorgegebenen Abstand zum Ziel detonieren zu lassen. Die Munition wurde 2014 als DM11 eingeführt. Der Stückpreis beträgt ca. 9000 Euro.
Neben dieser Munition verfügen die Streitkräfte auch über Übungsmunition für den scharfen Schuss. Die Bundeswehr setzt sie für die KE- und MZ-Üb-Geschosse ein. Beide sind lichtblau markiert. Aufgrund des Sicherheitsbereiches von 90 Kilometern für die KE-Gefechtsmunition benutzt die Panzertruppe zum scharfen Schuss in Deutschland fast ausschließlich die Übungsvariante der KE-Munition. Der Penetrator der KE-Üb besteht aus einem leichteren Material und besitzt ein Lochkegelleitwerk. Auf den ersten 2000 Metern entsprechen die außenballistischen Eigenschaften weitgehend denen der Gefechtsmunition, erst auf größere Distanzen gibt es rapide zunehmende Abweichungen. Der Sicherheitsbereich beträgt 22 Kilometer, mit verbesserter KE-Üb (APFSDS-T-TP, TP steht dabei für Target-Practice) liegt er bei 7,5 Kilometern. Die MZ-Üb (HEAT-T-TP) gleicht bis auf den Gefechtskopf der Gefechtspatrone DM 12 A2. Diese hat einen Betonkopf, um die Schäden im Zielgebiet und somit die Kosten zu reduzieren.
Rheinmetall bewarb außer den üblichen Munitionssorten für den Leopard 2 auch einen Nachrüstsatz namens LAHAT, mit der eine weitere Leistungssteigerung erzielt wird. LAHAT ist eine lasergesteuerte Rakete der Israel Aerospace Industries mit einer effektiven Reichweite von mehr als 6000 Metern, die aus der Bordkanone oder aus einem positionsunabhängigen Startgerät abgefeuert wird. Die Verbesserung umfasst ebenfalls ein lasergestütztes Feuerleitsystem zur Waffenlenkung. Die Rakete ist gegen alle bekannten Störversuche unempfindlich und kann gegen Panzer, Hubschrauber sowie Ziele außerhalb der Sichtweite der Besatzung eingesetzt werden.
Darüber hinaus stehen je nach Nutzerstaat PELE- und Canistermunition zur Verfügung.
| Name                 | Typ | Masse – Patrone in kg | Masse – Penetrator/Geschoss in kg | Mündungsgeschw. in m/s         | Kampfentfernung in m | Einführung/Anmerkung |
| -------------------- | --- | --------------------- | --------------------------------- | ------------------------------ | -------------------- | --- |
| DM12                 | MZ  | 23,2                  | 13,5                              | ca. 1140                       | ca. 2600             | 1979 |
| DM12A1               | MZ  | 23,2                  | 14,1                              | ca. 1140                       | ca. 2600             | Nachfolger der DM12 |
| DM13                 | KE  |                       | –                                 | ca. 1650                       | ca. 3200             | 1979 |
| DM23                 | KE  |                       | –                                 | ca. 1650                       | ca. 3500             | 1983 |
| DM33                 | KE  | 19                    | 4,6                               | ca. 1650                       | ca. 3500             | 1987 |
| DM43/DM43A1 (LKE I)  | KE  | 20                    | 7,2 mit Treibkäfig                | 1740                           | –                    | Internationaler Einsatz |
| DM53 (LKE II)        | KE  | 21,4                  | ca. 5                             | 1670 (L/44) 1750 (L/55)        | 4000                 | 1999 |
| DM53A1/DM63 (LKE II) | KE  | ?                     | ca. 8,45                          | 1750 (L/55)                    | –                    | 2005 verbesserte LKE II, temperaturunabhängige SBDC-Treibladung; gesteigerte effektive Schussentfernung, Verschuss nur aus L/55. |
| DM73                 | KE  | ca. 21                | ca. 8,45                          | 1780 (L/55A1)                  | 5000                 | ca. 2022 Penetrator baugleich mit der bereits eingeführten DM63-Munition, dafür mit stärkerer Treibladung. Aufgrund des höheren Gasdrucks ist der Verschuss nur aus den neueren Panzerkanonen L/44A1 und L/55A1 möglich. |
| DM11                 | HE  | 29                    | –                                 | ca. 950 (L/44) ca. 1100 (L/55) | 5000                 | 2014 Kann durch ein Programmierkit bestehend aus einem „Ammunition Communication Module (ACM)“ zur Programmierung der Zünder, einer Schnittstelle (Interface-Box) zwischen ACM und Feuerleitrechner, die alle relevanten Daten für das ACM generiert und einem zusätzlichen Schaltkasten für das Ladeschützenbediengerät (Add-on Control-Box/ACB) aus jedem Leopard 2 verschossen werden. |

Anmerkung: Von der Bundeswehr genutzte Munition

### Panzerung

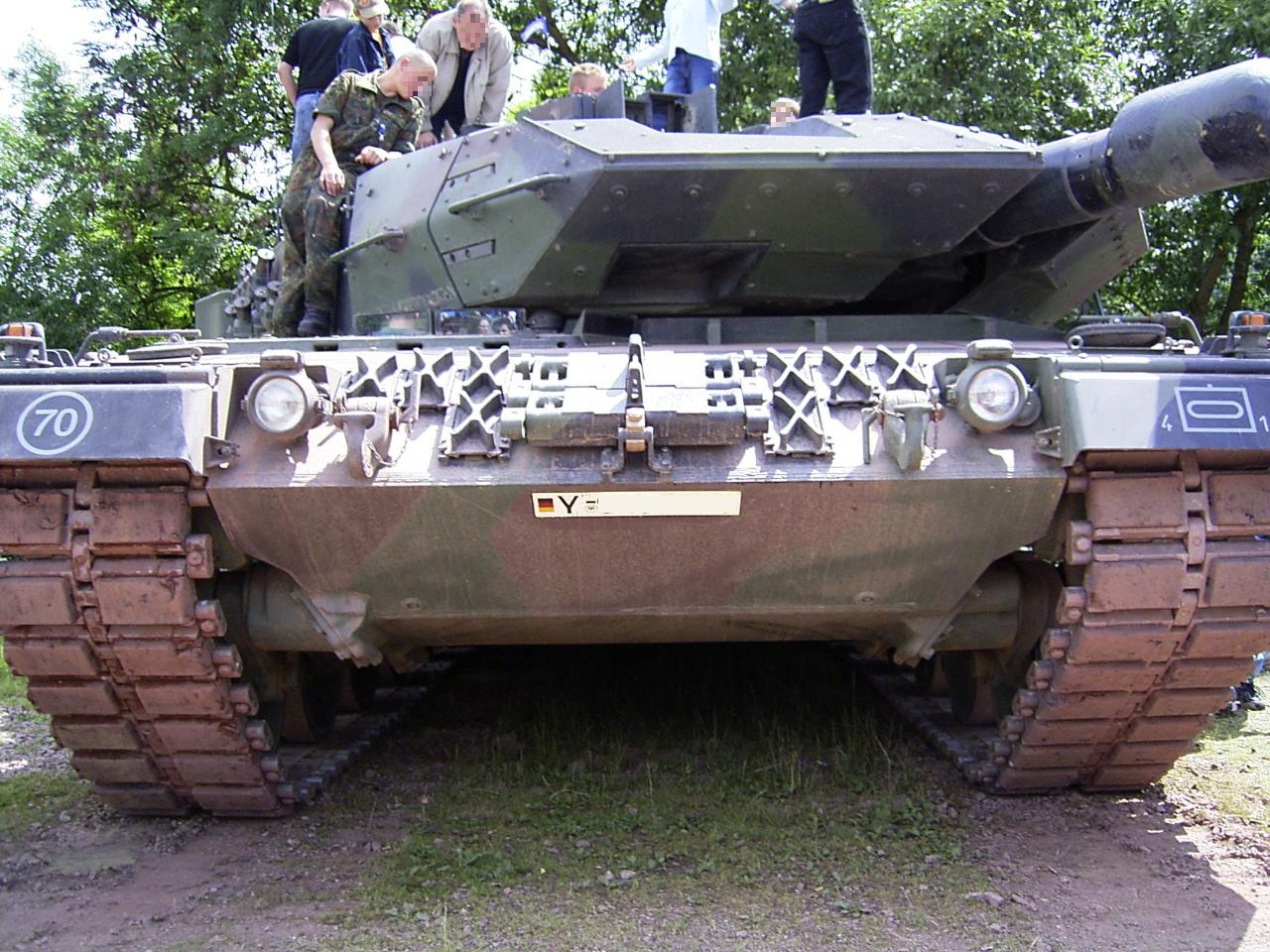
Detailaufnahme der Front eines 2A5. Auf der Wannenfront mit Ersatzkettengliedern (Mitte) sowie mehreren Schneegreifern (links und rechts). Die Seitenteile der Keilpanzerung des Turms können abgeklappt werden und bieten Zugang zu weiterem Stauraum. Zu sehen ist ebenfalls die Verankerung der Schwingarme in der Wanne.

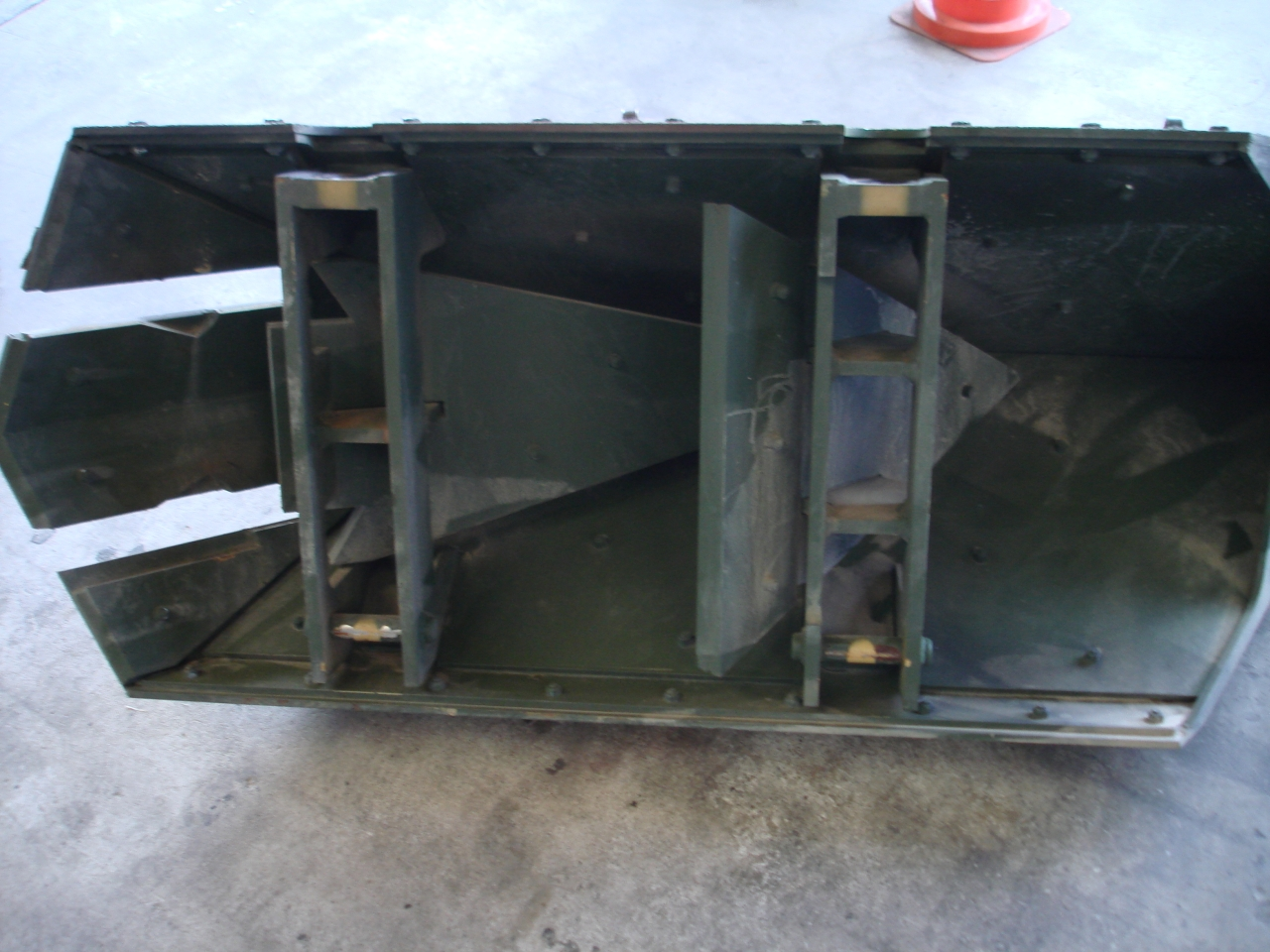
Rückansicht und Aufbau der linken Zusatzpanzerung (Keilpanzerung).

Der Leopard 2 ist durch eine Verbundpanzerung (auch bekannt als Mehrschicht- oder Kompositpanzerung) der dritten Generation (C-Technologie) geschützt. Der genaue Aufbau und die Stärke unterliegen der Geheimhaltung und richten sich nach der aktuellen Entwicklung der Waffentechnik. So besteht die Panzerung aus einer Mehrfach-Schottanordnung, bei der die Zwischenräume mit elastischem Gummi gefüllt sind. Als Materialien können verschiedene Stahlsorten mit unterschiedlichen Härtegraden und Verbundwerkstoffe wie Keramik, Kunststoff oder Kevlar zum Einsatz kommen. Der Aufbau folgt damit dem Chobham-Prinzip, ist jedoch keine Chobham-Panzerung. Besonderer Wert wurde auf eine starke Frontpanzerung gelegt.
Die Wanne und der Turm werden als Gehäuse mit integrierter Panzerung gefertigt; das heißt, die äußeren und inneren Panzerplatten übernehmen neben dem Schutz ebenfalls Karosseriefunktionen. Innerhalb dieser tragenden Struktur wird die eigentliche Panzerung in Form von Blöcken in die vorgesehenen Hohlräume eingesetzt, was dem Panzer seine eckige Form gibt.
Die seit dem Leopard 2A5 angebrachte Keilpanzerung an der Turmfront wurde dagegen als Schottpanzerung ausgeführt und hat die Aufgabe, die Bautiefe der Panzerung zu erhöhen, KE-Penetratoren zu brechen und Hohlladungsgeschosse (HL) vor der Grundpanzerung zu zünden. Dazu gliedert sich der Aufbau in der Regel in die Destabilisierungsstufe (Disturber), Brechstufe (Disrupter) und Erosionsstufe (Absorber). Das oft angenommene Abprallen der Geschosse tritt jedoch nicht auf, da KE-Munition des 21. Jahrhunderts auch noch bei Aufschlagwinkeln von 10° bis 15° wirkt.
Der Munitionsbunker im Turmheck verfügt über Ausblasmöglichkeiten (Blow-out-panels) an der Oberseite, um die Energie einer Explosion der dort gelagerten Munition nach außen abzuleiten. Der Innenraum des Panzers ist mit Gewebematten (Spall-Liner) aus hochfesten Fasern wie Aramid (Kevlar) ausgekleidet, um den Splitterkegel beim Durchschlagen der Panzerung zu reduzieren oder komplett zu verhindern.
Neben diesen Schutzfunktionen besitzt der Leopard 2 je nach Betreiberstaat weitere Panzerungselemente wie Bombletschutz für die Oberseite, Käfigpanzerung, erweiterten Minenschutz (siehe A6M) oder weitere Aufpanzerungen in Form der Verbundpanzerung Mexas oder AMAP von IBD Deisenroth Engineering (Ingenieurbüro Deisenroth).
Die verschiedenen Ausführungen des Leopard 2 verfügen über folgenden Panzerschutz (RHA-Äquivalent) gegen HEAT- und KE-Geschosse:
| Bauteil                    | Leopard 2A1–A3 | Leopard 2A4 | Leopard 2A5 | Stridsvagn 122 |
| -------------------------- | -------------- | ----------- | ----------- | -------------- |
| Wannenfront KE-Geschosse:  | 350–550 mm     | 600 mm      | 620 mm      | 620–780 mm     |
| Wannenfront HEAT-Granaten: | 520 mm         | 620–710 mm  | 620–750 mm  | 750–920 mm     |
| Turmfront KE-Geschosse:    | 500–550 mm     | 590–690 mm  | 850–930 mm  | 920–940 mm     |
| Turmfront HEAT-Granaten:   | 810 mm         | 810–1290 mm | 980–1730 mm | 1290–1960 mm   |

### Laufwerk und Antrieb
Der Panzer besitzt ein drehstabgefedertes Stützrollenlaufwerk mit Lamellendämpfern und hydraulischen sowie mechanischen Endanschlägen über den Schwingarmen der Laufradpaare. Seine Drehstäbe sind mit jeweils 50 kN vorgespannt. Er verfügt über eine Verbindergleiskette mit auswechselbaren Kettenpolstern des Unternehmens Diehl vom Typ 570 F (später FT). Beim Fahren im Schnee, auf Eis oder um die Griffigkeit der Kette zu steigern, können pro Seite 18 Kettenpolster in kurzer Zeit gegen gusseiserne Schneegreifer ausgetauscht werden.
Der Leopard 2 wird von einem flüssigkeitsgekühlten V12-Viertakt-FM-Mehrstoffmotor des Typs MTU MB 873-Ka 501 angetrieben. Mit einer Ladeluftkühlung und zwei Abgasturboladern ausgestattet leistet er 1100 kW (1500 PS) bei einer Drehzahl von 2600 min−1 und beschleunigt den Panzer auf eine Höchstgeschwindigkeit von offiziell 68 km/h. Die reale zu erreichende Endgeschwindigkeit variiert und kann je nach Untergrund bis zu 30 km/h darüber liegen. Überdrehzahlen ab 2850 min−1 werden durch die elektronische Motorkontrollanlage (MKA) verhindert. Bei kritischem Kühlflüssigkeitszustand oder Ölstand wird er automatisch abgeschaltet. Für Notfälle in Gefechtssituationen verfügt die MKA über eine verplombte Überbrückungsschaltung. Das maximale Drehmoment von 4700 Nm wird bei 1600 min−1 erreicht.
Das Aggregat entstammt dem Motorenprogramm Ka 500 der Kampfpanzer-70-Entwicklung. Im Vergleich besitzt der Ka 501 einen auf 47,6 Liter vergrößerten Hubraum, was sich in einem höheren Drehmoment und Lastannahmefähigkeit im gesamten Drehzahlbereich zeigt und die Beschleunigungsfähigkeit verbessert. Der Abscheidungsgrad der Kombinationsluftfilter sowie der Wirkungsgrad der Kühlanlage wurde verbessert und steigerte die Standfestigkeit. Die reine Vielstoff-Fähigkeit wurde bei der Weiterentwicklung durch MTU Friedrichshafen nicht weiterverfolgt, sodass mindestens eine Kraftstoffmischung von 60 % Diesel und 40 % einer anderen zugelassenen brennbaren Flüssigkeit notwendig wäre. Eine Trockensumpf-Druckumlaufschmierung sorgt auch bei Schräglage von 35° in Richtung der Kurbelwelle und 25° quer dazu für eine Ölversorgung an allen Schmierstellen. Die Versorgungsleitungen zum Fahrzeug sind mit selbstdichtenden Schnelltrennkupplungen ausgestattet. Ein über ein Vorgelege am Dieselmotor angebauter ölgekühlter 20-kW-Generator versorgt das 24-V-Bordnetz mit Strom.
Die zum Betrieb notwendige Brennluft wird über zwei seitlich am Motor angebaute Kombinationsluftfilter zugeführt. In ihnen wird die durch zwei kreisrunde Ansaughutzen auf der Triebwerksabdeckplatte eingesaugte Luft zunächst durch Zyklonfilter zu 95 % vom Grobstaub befreit. Dieser wird anschließend durch ein Grobstaubsauggebläse aus dem Triebwerksraum entfernt. Zwei weitere Feinfilterrundeinsätze binden die restlichen Staubpartikel. Das Abführen der Abwärme wird über zwei temperaturgesteuerte Ringkühler mit integrierten Gebläselüftern auf dem Getriebe realisiert. Diese sind durch eine Gummilippe vom Motor getrennt, um sie bei eingeschalteter Tauchhydraulik mit Wasser umspülen zu können. Die Gebläse sind in dieser Zeit abgeschaltet. Die erwärmte Abluft wird im Normalbetrieb über das große Heckgräting nach unten ausgeblasen und dort zur Kühlung der heißen Abgase genutzt, die durch zwei kreisrunde Grätings ebenfalls leicht schräg nach unten ausgestoßen werden. Für Unterwasserfahrten ist das Abgassystem mit Rückschlagklappen ausgestattet.
Zur Kraftübertragung auf die Kette dient das hydromechanische Schalt-, Wende- und Lenkgetriebe des Typs Renk-HSWL-354. Es vereint den Fahr-, Lenk- und Hilfsantrieb sowie die Bremsanlage in einem Gehäuse und ist mit dem Motor über Schnellspannvorrichtungen zum Triebwerksblock zusammengeflanscht. Der Fahrantrieb ist mit einem hydrodynamisch-mechanischen 4-Gang-Lastschaltgetriebe mit Wendestufe ausgestattet. Ein mechanisch überbrückbarer Drehmomentwandler wird als verschleißarme Kraftübertragung im unteren Drehzahlbereich genutzt; der Panzer fährt hierbei im Wandlerbetrieb. Oberhalb von 1300 min−1 wird mit Hilfe einer automatisch schließenden Überbrückungskupplung eine feste Verbindung erreicht, mit der die Motorleistung wie bei einer starren Welle übertragen wird. Die im Getriebe integrierte Betriebsbremse arbeitet dabei in zwei Stufen. Über 35 km/h wird der Panzer durch eine verschleißfreie hydraulische Strömungsbremse (hydrodynamischer Retarder) abgebremst. Unterhalb dieser Geschwindigkeit werden die Bremsscheiben mit einem Druck von >98 bar angesteuert. Dies ermöglicht so einem Leopard 2A4 bei einer Vollbremsung aus 70 km/h einen Bremsweg von nur 20,6 Metern.
Wie schon bei seinen Vorgängern ist das Antriebssystem als Gesamttriebwerksblock ausgelegt, was ein Wechseln des kompletten Antriebsstrangs mit Unterstützung eines Bergepanzers im Rahmen einer dynamischen Waffenschau innerhalb von 15 Minuten ermöglicht. Dabei laufen aber viele Tätigkeiten wie das Trennen des Seitenvorgeleges oder das Lösen der Heckplatte bereits im Voraus ab. Ein Wechsel nach Vorgabe der Technischen Dienstvorschrift wird mit vier Stunden angegeben.
Erwähnenswert ist noch der relativ niedrige Kraftstoffverbrauch des Leopard 2. Gegenüber dem oft als Vergleich herangezogenen US-amerikanischen Panzer M1 Abrams mit seiner Gasturbine vom Typ Honeywell AGT1500 liegt der Verbrauch bei rund der Hälfte. Den größten Vorteil hat der Mehrstoffantrieb dabei im Leerlauf- und Teillastbetrieb.
Zum Betrieb der elektrischen Systeme ohne laufendes Haupttriebwerk wurde im hinteren rechten Wannenheck ein Hilfstriebwerk (engl. auxiliary power unit, APU) installiert. Je nach Nutzerstaat leistet das Dieselaggregat 7,5 kW bis 17 kW. In den Betriebsstufen Auto und Load werden die Batterien dabei geladen und überwacht. In der Stufe Continuous befindet sich das Aggregat im Dauerbetrieb; es übernimmt dabei die vollständige Versorgung und entlastet die Batterien.

## Besatzung

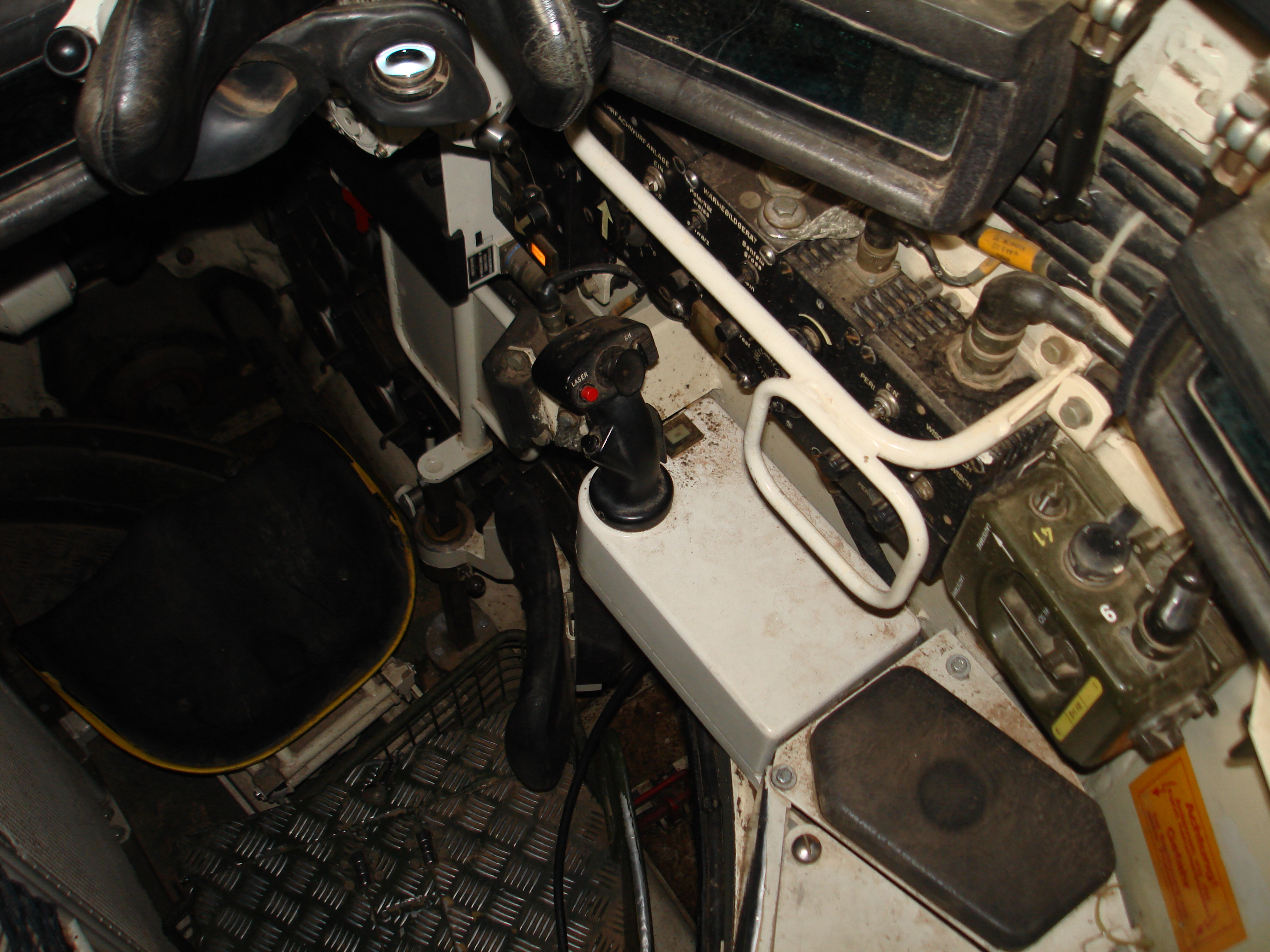
Kommandantenplatz im Leopard 2A4, oberhalb im Bild der monokulare (Ein-Auge) Einblick in das PERI; in Bildmitte der Richtgriff, rechts davon die Bediengeräte für die Feuerleitanlage, die Mehrfachwurfanlage, das Wärmebildgerät und PERI. Der untere Sitz gehört zum Richtschützenplatz.

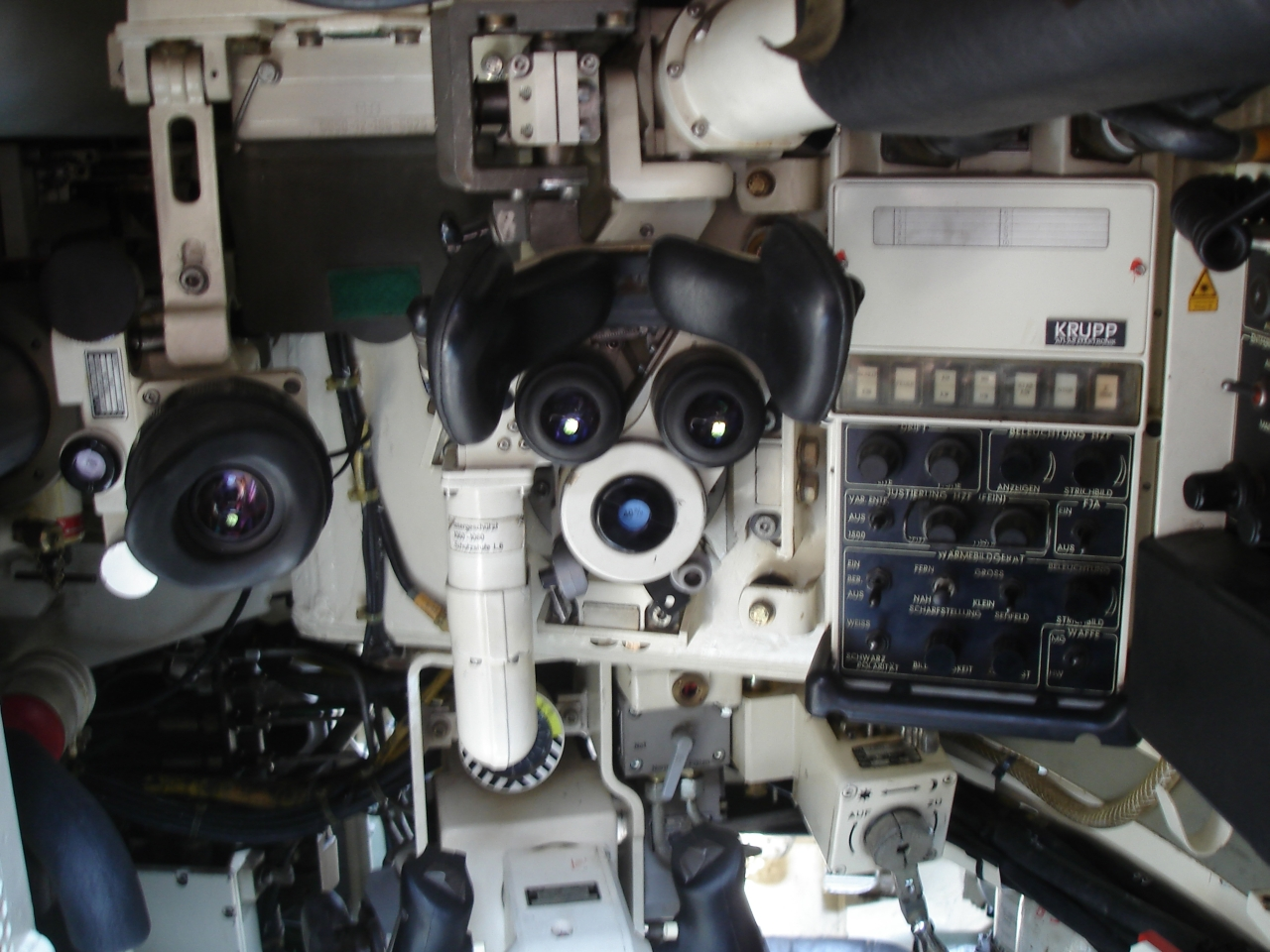
Richtschützenplatz im Leopard 2A4, mittig im Bild der Einblick für das Hauptzielfernrohr, links davon der Einblick für das Turmzielfernrohr. Am unteren Bildrand ist der Doppelgriff zum Richten und Abfeuern zu erkennen.

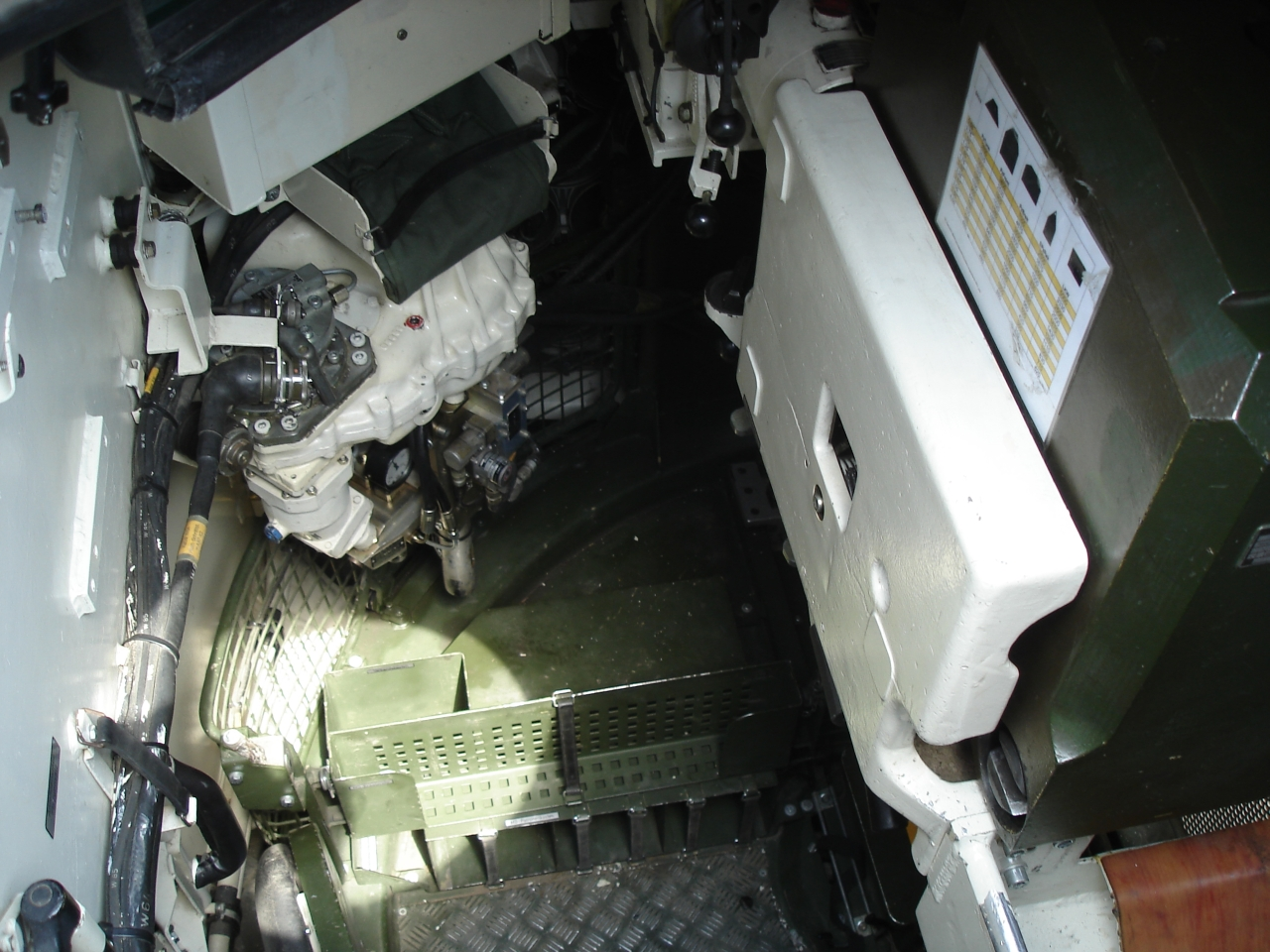
Platz des Ladeschützen. Rechts im Bild das Bodenstück der Bordkanone.

Der Leopard 2 hat vier Mann Besatzung (Kommandant, Richtschütze, Ladeschütze und Fahrer). Es folgt eine Tätigkeitsbeschreibung und Aufgabenverteilung bei einer deutschen Panzerbesatzung.

### Kommandant
Der Kommandant ist für den Kampfpanzer und seine Besatzung verantwortlich. Im Gefecht hat er eine Vielzahl von Aufgaben zu bewältigen:
1. Führen des Funkverkehrs mit dem Zugführer oder Kompaniechef
2. Aufklärung des Gefechtsfeldes und Zielzuweisung für den Richtschützen
3. Führen des Kampfpanzers im Zugverband durch entsprechende Anweisungen an den Fahrer
4. Führen des Feuerkampfes durch Übersteuerung des Richtschützen (in Not- oder Duellsituationen)
5. Bestimmung der zu verwendenden Munitionsart: (KE, MZ oder MG)

Dies ist nur eine Auswahl der wichtigsten Funktionen; hinzu kommen Pflichten zur Erfüllung des Fristenheftes (also der Wartung) und der Prüfliste und damit der Erhalt der Einsatzbereitschaft des Panzers. Eine mehrfache Belastung kommt hinzu, wenn der Kommandant des Panzers gleichzeitig Zugführer, Kompaniechef oder Bataillonskommandeur ist. Er ist dann nicht nur für die elementaren Aufgaben im eigenen Panzer zuständig, sondern muss auch noch die taktische Koordination, also Bewegung, Zielzuweisung und Feuerfreigabe für die ihm unterstellte Formation übernehmen.

### Richtschütze
Der Richtschütze ist stellvertretender Kommandant und muss bei dessen Ausfall die entsprechenden Funktionen, soweit noch möglich, übernehmen. Primär ist er jedoch für die Führung des Feuerkampfes und die Beobachtung des Gefechtsfeldes in seinem Beobachtungsbereich verantwortlich. Zudem muss er durch entsprechendes Bewegen des Turmes und der Bordkanone Beschädigungen am Turm durch Gelände oder Vegetation vermeiden. Bis zur Version A4 führte der Richtschütze den Feuerkampf weitgehend selbständig nach bestimmten Vorgaben, wobei zuerst Offensiveinheiten, zum Beispiel Kampfpanzer (danach richtete sich auch der Einsatz der Munition), bekämpft werden, der Kommandant konnte in Gefahrensituationen den Richtschützen übersteuern (Ausrichten auf ein Ziel, bekämpft durch Richtschütze). Ab Version A5 weist der Kommandant in der Regel dem Richtschützen das zu bekämpfende Ziel zu, da er über eine vom Turm unabhängige Beobachtungsmöglichkeit (PERI R17) verfügt, die ihm einen 360-Grad-Rundumblick ermöglicht, ohne den Turm bewegen zu müssen. Tritt jedoch eine Duellsituation ein, das heißt, erkennt der Richtschütze ein Ziel (beispielsweise einen feindlichen Kampfpanzer), das zur Bekämpfung des eigenen Panzers ansetzt, ist er angewiesen, dieses Ziel ohne jede weitere Rückfrage beim Kommandanten mit der aktuell geladenen Munition zu bekämpfen. Als Sekundärwaffe bedient er das achsparallel zur Bordkanone montierte Maschinengewehr.
Neben seinen Aufgaben im Gefecht ist er für die Erfüllung seiner Punkte im Fristenheft oder in der Prüfliste verantwortlich, das heißt, er kümmert sich zusammen mit dem Kommandanten um Wartung und Pflege rund um den Turm.

### Ladeschütze
Der Ladeschütze hat im Gefecht den körperlich anstrengendsten Auftrag: Er muss die 120-mm-Patronen aus dem Munitionsbunker im Turm entnehmen und damit die Bordkanone nachladen. Die oft angegebene Schussfolge von neun Schuss in der Minute (realistisch vier bis sechs Schuss/Minute) stellt schon eine sehr gute Leistung des Ladeschützen dar, da gerade beim Führen eines Feuerkampfes aus der Bewegung heraus schon leichtes Gelände den Ladeschützen vor eine physische Herausforderung stellt. Neben dem Nachladen der Bordkanone ist er auch für das achsparallele MG3 und 7,62-mm-FlaMG (Fliegerabwehr-MG) verantwortlich. Auch wenn es in dem ihm ursprünglich zugedachten Zweck wohl selten bis nie eingesetzt wird, hat der Ladeschütze auch die Möglichkeit, mit dem an seiner Luke angebrachten MG in das Kampfgeschehen einzugreifen. Wie Kommandant und Richtschütze ist auch der Ladeschütze für Wartungsarbeiten am Panzer verantwortlich. Außerdem ist der Ladeschütze meist als Einweiser für den Panzer zuständig und macht den Panzer klar zum Gefecht, das heißt, er deinstalliert die Rundumkennleuchte, deckt die Scheinwerfer ab, klappt die hinteren Kettenblenden hoch und entfernt die Schmutzfänger. Des Weiteren unterstützt er den Kommandanten am Funk, an der Karte und beim Führen des Kraftfahrers.

### Fahrer
Der Fahrer ist im Gegensatz zu den restlichen Besatzungsmitgliedern vorne rechts in der Wanne untergebracht und damit vom Rest seiner Besatzung praktisch isoliert. Er ist das einzige Besatzungsmitglied, das direkten Einfluss auf die Bewegungen des Panzers nehmen kann, und trägt damit eine besondere Verantwortung. Im Gefecht muss er das Fahrzeug so führen, dass es nie eine exponierte, also dem feindlichen Feuer ausgesetzte Position einnimmt. Er muss „ein Auge“ für das Gelände haben, möglichst günstige Stellungen erspähen und den Panzer dort positionieren. Der Kommandant gibt dem Fahrer grundsätzliche Marschbefehle beziehungsweise Ziele, die konkrete Ausführung bleibt dem Fahrer überlassen. Das Wählen der besten Fahrbewegungen wird dabei durch das unter Luke (also bei geschlossener Fahrerluke) stark eingeschränkte Sichtfeld erschwert. In bestimmten Notsituationen ist der Fahrer angewiesen, selbständig auszuweichen, so zum Beispiel bei einsetzendem Artilleriebeschuss. Für den Nachtkampf kann der Fahrer den mittleren seiner drei Winkelspiegel gegen ein Nachtsichtgerät austauschen. Zudem ist er für die Wartung der kompletten Wanne inklusive Triebwerk und Laufwerk etc. zuständig, wobei jedoch die anderen Besatzungsmitglieder, beispielsweise beim Einstellen der Kettenspannung, unterstützend mitwirken.
Im zivilen Straßenverkehr wird der Fahrer durch Kommandant und Ladeschütze unterstützt; diese helfen bei der Einschätzung der Verkehrssituation, warnen vor überholenden Fahrzeugen oder deuten nachfolgenden Fahrzeugen, mehr Abstand zu halten. In Deutschland muss der Fahrer während der Straßenfahrt über Luke fahren, das heißt, die Fahrerluke ist geöffnet und er sieht oben heraus. Der Fahrersitz kann dafür entsprechend höhenverstellt werden.

## LeoBen-Gemeinschaft
Um die Weiterentwicklung des Waffensystems Leopard und dessen Fahrzeugfamilie auf eine gemeinsame Basis zu stellen, wurde 1969 von Deutschland, Belgien, den Niederlanden und Norwegen die LeoBen-Gemeinschaft (Leopard-benutzende Staaten) gegründet. In mehrere Arbeitsgruppen aufgeteilt und von einem Lenkungsausschuss gesteuert, sind die Ziele die Versorgung zu vereinfachen, das Waffensystem gemeinsam weiterzuentwickeln, die Instandsetzung zu vereinfachen, die Leopard-Familie an kommende Bedrohungen anzupassen sowie Kosten zu senken.

## Varianten

### Varianten und Bestand der Bundeswehr

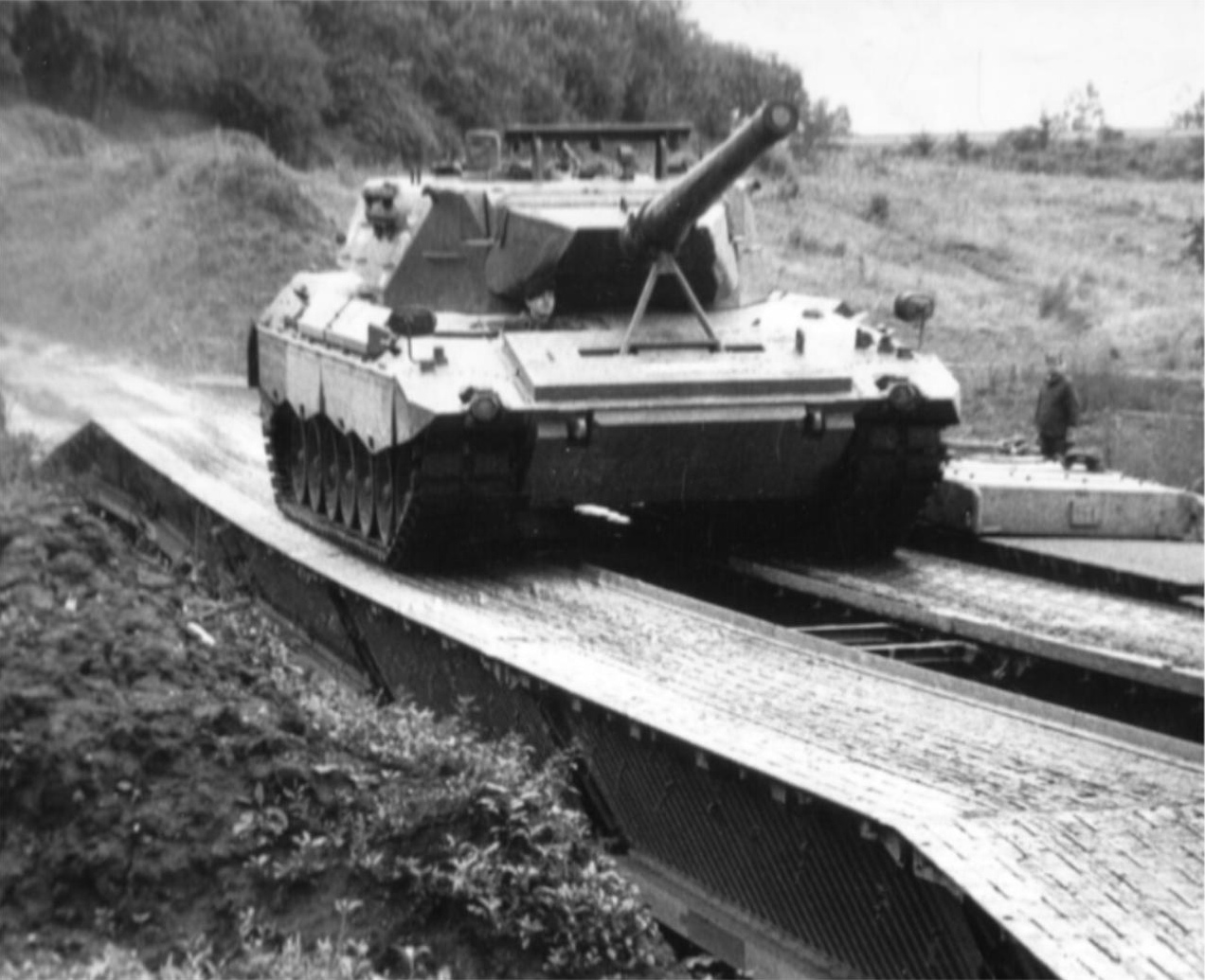
Leopard-2-Vorserie (Wanne Nr. 19) etwa 1980. Der Kampfpanzer diente als Belastungsfahrzeug bei einer Brückenerprobung der Pionierschule des Heeres. Die Variante verfügte über einen Schnittbildentfernungsmesser. Auf dem Turmdach wurden Zusatzscheinwerfer installiert und die Bordkanone ist festgezurrt.

Stand September 2013 verfügte die Bundeswehr über 155 Leopard 2A6 und 50 Leopard 2A6M sowie 20 Leopard 2A7. Von den zu diesem Zeitpunkt noch 125 Leopard 2A5 wurden auf Grundlage eines Vertrags aus November des gleichen Jahres 105 Kampfpanzer an Polen abgegeben. Hierdurch ergab sich ein Bestand von 245 Leopard 2 Kampfpanzern für die Bundeswehr in den Versionen A5 bis A7.
Alle Leopard 2A4 aufgelöster Verbände der Bundeswehr wurden verkauft. Die im Kalten Krieg übliche Langzeitlagerung war aufgegeben worden. Zehn Leopard 2A4 wurden demilitarisiert oder für Ausstellungen vorgesehen. Die Rüstungsunternehmen Krauss-Maffei Wegmann (seit April 2024 KNDS Deutschland) und Rheinmetall Landsysteme übernahmen ebenfalls einige Exemplare für interne Erprobungen sowie als Basisfahrzeuge für eventuelle Umbauten. Bereits 2008 war die Nutzung des Leopard 2A4 im Gefechtsübungszentrum des Heeres als Feinddarstellungsfahrzeug und an der Schule gepanzerte Kampftruppen eingestellt worden. Vereinzelt dienten sie noch an den Wehrtechnischen Dienststellen zur technischen Erprobung.
Nach der Annexion der Krim durch Russland im März 2014 beschloss die Bundesregierung im April 2015 den Bestand der Kampfpanzer der Bundeswehr nicht wie geplant auf 225 zu reduzieren, sondern auf 328 Fahrzeuge zu erhöhen. Dies wurde über den Rückkauf von 100 Panzern realisiert, die bei der Rüstungsindustrie eingelagert waren. Die Planung sah 320 Kampfpanzer für die Truppe vor während acht Leopard 2 dem Wehrbeschaffungsamt für technische Demonstrationszwecke (dem heutigen Bundesamt für Wehrtechnik und Beschaffung) zur Verfügung gestellt werden sollten.
In einem weiteren Schritt wurden ab 2019 insgesamt 104 Leopard 2 kampfwertgesteigert und auf den Rüststand A7V gebracht. Diese Modernisierungsmaßnahme umfasste alle 20 Leopard A7 der Bundeswehr, die 16 durch die Niederlande für das Panzerbataillon 414 zur Verfügung gestellten A6NL sowie 68 der zurückgekauften 100 Leopard A4. Am 12. Oktober 2023 wurde der letzte dieser insgesamt 104 beauftragten Kampfpanzer Leopard 2A7V an die Bundeswehr geliefert.
Im März 2019 billigte der Haushaltsausschuss des Deutschen Bundestages die Umrüstung weiterer 101 Leopard A6 und A6M auf ein dem Konstruktionsstand des A7V vergleichbares Niveau, um eine Anpassung an den Leopard 2A7V in Bezug auf Bedienung und Logistik zu erreichen. Unter anderem erhalten die Leopard 2 ein neues Zielsystem, neue Funkgeräte sowie modifizierte Feuerleitrechner. Die umgerüsteten Kampfpanzer werden unter der Versionsbezeichnung A6MA3/A6A3 geführt. Nach dem für das Jahr 2026 geplanten Abschluss der Umbaumaßnahme wird die Bundeswehr über 205 Leopard 2A7V (bzw. vergleichbar) verfügen.
Es folgte im März 2023 der Abschluss eines Vertrags über die Ausstattung von 17 Leopard 2A6 (ein Kompanieäquivalent plus Reserve) mit dem aktiven Schutzsystem APS Trophy von Rafael. Im Zuge der Einrüstung der APS werden auch diese Panzer auf den Stand A7V gebracht. Äußerlich erkennbar sind die Fahrzeuge mit der neuen Bezeichnung A7A1 an den Anbauten mit Elektronik und Werfern an beiden Turmseiten sowie vier angebauten Radargeräten. Der Zulauf ist für den Zeitraum 2024 bis 2025 vereinbart.
Mit Stand Mai 2022 verfügte die Bundeswehr insgesamt über 312 Leopard 2. Davon befanden zu diesem Zeitpunkt 99 zu Instandsetzungs- und Reparaturarbeiten bei der Rüstungsindustrie. Ein weiterer Leopard 2 wurde ausgesondert, so dass das Heer 212 Kampfpanzer im Bestand führte. In der Gesamtzahl von 312 Leopard 2 waren bereits 53 Fahrzeuge in der Ausführung 2A7V enthalten sowie 19 in der ältesten Ausführung A5. Letztere wurden und werden von der Bundeswehr nur noch zur Darstellung feindlicher Panzer im Gefechtsübungszentrum des Heeres eingesetzt und sind somit ausgemustert. Anfang 2023 galten von den rund 320 Leopard 2 der Bundeswehr nur 130 als kampfbereit.
Nach der Abgabe von 18 Kampfpanzern Leopard 2 an die Ukraine zur Unterstützung im Krieg gegen Russland im März 2023 wurde im Mai des gleichen Jahres ein Vertrag zur Wiederbeschaffung abgeschlossen. Die Panzer erhalten die Versionsbezeichnung Leopard 2A8 und sollen im Zeitraum 2025 bis 2026 ausgeliefert werden. Sie unterscheiden sich von der Version A7V lediglich durch die Entfernung von Einbauten, die nicht mehr benötigt werden, um Raum und Gewicht zu sparen, sowie die Digitalisierung aller Baugruppen. Der Vertrag enthielt eine Option für den Kauf weiterer Kampfpanzer Leopard 2A8. Im Juli 2024 stimmte der Haushaltsausschuss des Deutschen Bundestages der Beschaffung von weiteren 105 Kampfpanzern Leopard 2A8 aus diesem Rahmenvertrag zu. Die neuen Kampfpanzer sollen zwischen 2027 und 2030 an die Bundeswehr ausgeliefert werden.
Die Panzer werden im Heer seit Mitte 2014 in einem dynamischen Verfügbarkeitsmanagement durch die Heeresinstandsetzungslogistik GmbH betreut und der Truppe bei Bedarf zugeteilt.
| Baulos | Baujahr   | Variante | Stückzahl |
| ------ | --------- | -------- | --------- |
| 1      | 1979–1982 | 2A0      | 380       |
| 2      | 1982–1983 | 2A1      | 450       |
| 3      | 1983–1984 | 2A1      | 300       |
| 4      | 1984–1985 | 2A3      | 300       |
| 5      | 1985–1987 | 2A4      | 370       |
| 6      | 1988–1989 | 2A4      | 150       |
| 7      | 1989–1990 | 2A4      | 100       |
| 8      | 1991–1992 | 2A4      | 75        |
| Summe  |           |          | 2.125     |

Geplanter Bestand der Leopard-2-Versionen in der Bundeswehr nach Abschluss der laufenden Umrüstungen und Neubeschaffung (Stand Juli 2024)
| Version                       | Anzahl                        |
| ----------------------------- | ----------------------------- |
| A8                            | 123 (Auslieferung 2025–2030)  |
| A7A1                          | 17 (Auslieferung bis 2025)    |
| A6MA3/A6A3 (Vergleichbar A7V) | 50+51 (Auslieferung bis 2026) |
| A7V                           | 104                           |
| A6                            | 69                            |
| A5 (nur für GÜZ)              | 19                            |
| Summe                         | 433                           |

#### Leopard 2AV

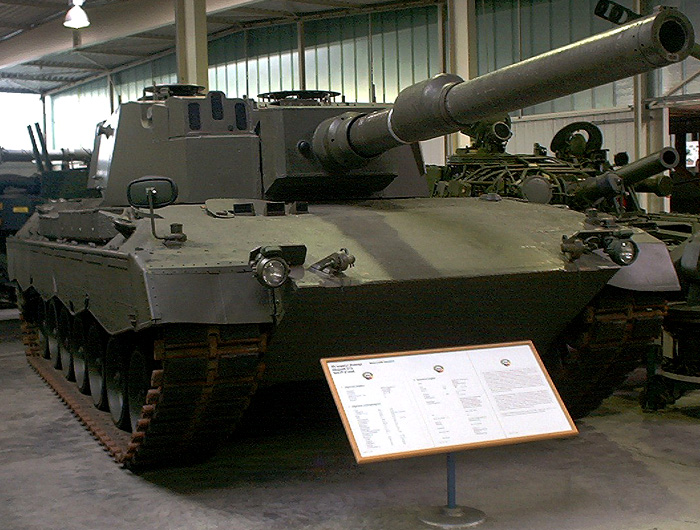
Prototyp Leopard 2 PT16 mit Turm T14mod in der Wehrtechnischen Studiensammlung Koblenz. Im Rahmen von Versuchsreihen zur Kampfwertsteigerung des Waffensystems erhielt der Turm später einen Autolader.

Prototyp des Leopard 2, auch als austere Version bezeichnet. Insgesamt existierten zwei Fahrgestelle (PT 19, 20), drei Türme (T19, 20, 21) und ein Beschussfahrzeug mit der Bezeichnung AV. Der Stückpreis betrug 1973 etwa 2,3 Millionen DM.

#### Leopard 2A0
Erste Serienversion. Gefertigt im Oktober 1979 bis März 1982 als erstes Baulos mit insgesamt 380 Fahrzeugen, davon 209 von Krauss-Maffei und 171 durch MaK. Die Grundausrüstung bestand aus dem Hauptzielfernrohr EMES 15, einem Laser-Entfernungsmesser, dem Rundblickperiskop PERI R17, dem Turmzielfernrohr FERO Z18, einer elektrisch-hydraulischen WNA-H22, einem Feuerleitrechner, einem Querwindsensor auf dem Turmdach sowie einem rechnergesteuerten Panzerprüfgerät RPP 1-8. Statt eines Wärmebildgerätes verfügten 200 Fahrzeuge des Loses über einen Restlichtverstärker (PZB 200 = Passives Ziel- u. Beobachtungsgerät). Zwei Fahrgestelle 10001 (KMW) und 20010 (MaK) dienten als Ausbildungsfahrzeuge.

#### Leopard 2A1
Zwei Baulose mit insgesamt 750 Fahrzeugen. Die Fertigung des Bauloses 2 erstreckte sich vom März 1982 bis November 1983 mit 450 Leopard 2A1, woran nahtlos das dritte Baulos mit den restlichen 300 Panzern anschloss. Die Endfertigung war im November 1984 abgeschlossen. Die Hauptänderungen umfassten vorwiegend das Baulos 2 und waren: Wegfall des Querwindsensors, Wärmebildgerät serienmäßig, einheitlicher NATO-Standard der Munitionshalterung der Hauptwaffe, verbesserte Fahrzeugelektrik, Trittbleche auf dem Triebwerksblock, Kommandantenperiskop 5 Zentimeter höher, geänderte Abgas-Grätings, Feldkabelanschlussstelle am linken Turmheck, Verlegung des Tankeinfüllstutzen seitlich zu den Nischenbehältern, Vergrößerung der Abdeckung der Ansaughutze für die Schutzbelüftungsanlage und Neuanordnung und Kreuzung der Abschleppseile am Fahrzeugheck. Im Baulos 3 erhielt der Kampfpanzer Detailverbesserungen im Innenraum.

#### Leopard 2A2
Nachrüstung aller 2A0 mit einem Wärmebildgerät. Das PZB 200 entfällt. Die Bezeichnung ändert sich zu 2A2.

#### Leopard 2A3
Baulos 4 mit Detailverbesserungen. Einbau einer neuen Funkanlage SEM 80/90 (VHF) mit kürzeren Antennen, verkürztem Staurohr für das Richtschützen-Hilfszielfernrohr und nunmehr Dreifarb-Tarnanstrich. Insgesamt wurden zwischen Dezember 1984 und Dezember 1985 300 Fahrzeuge gefertigt.

#### Leopard 2A4

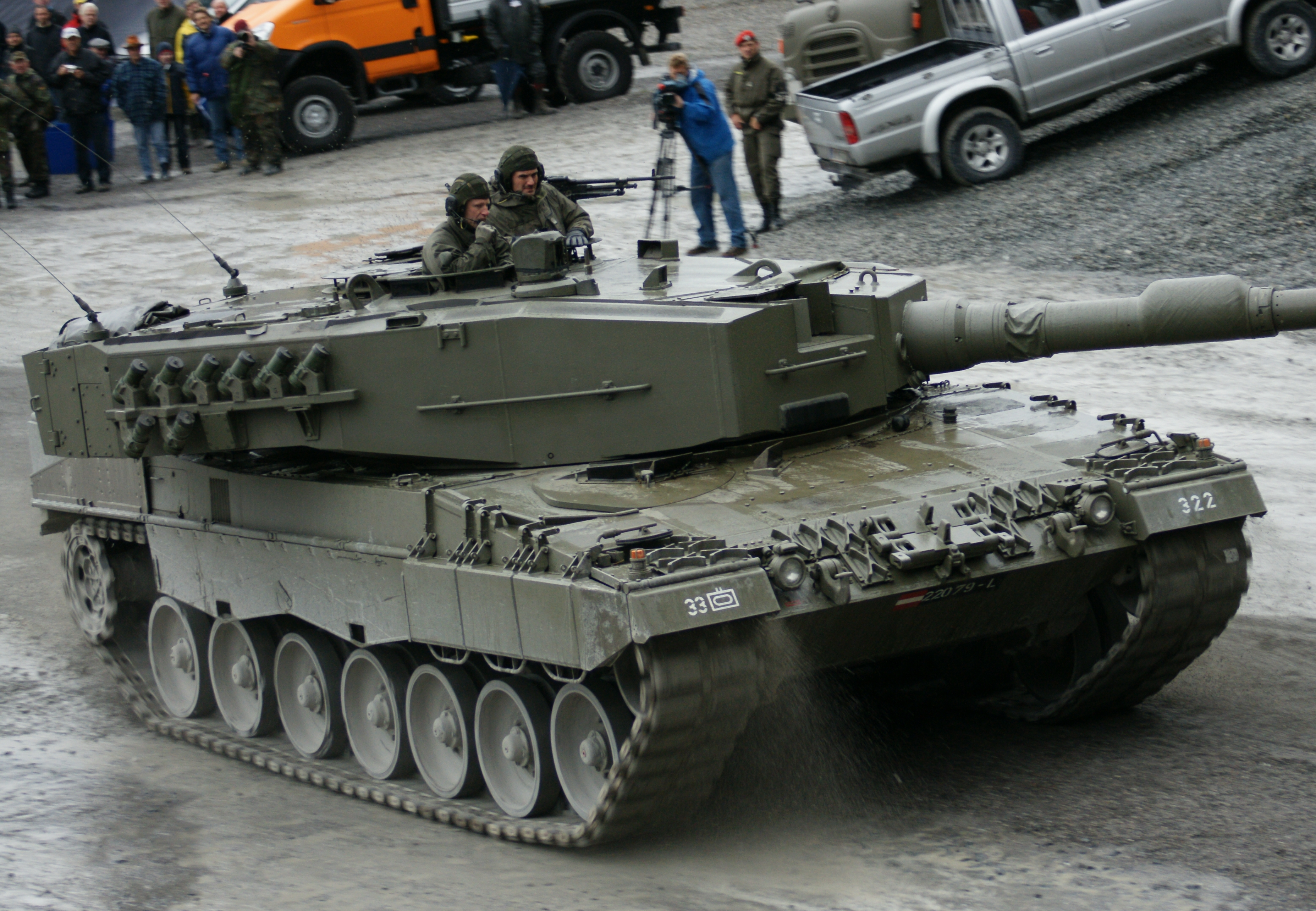
Leopard 2A4 (Österreichisches Bundesheer) mit neuer Mehrfachwurfanlage am Turm. Das Fahrzeug gehörte zu den Baulosen 5 bis 6. Die ersten Segmente der Kettenschürze hatten noch Führungsschienen, die ab dem 97. Fahrzeug des sechsten Bauloses durch Schutzelemente ersetzt wurden.

Die Fertigung des Leopard 2A4 erstreckte sich auf vier Baulose mit 695 Fahrzeugen. Das 5. Baulos der Fertigung begann im Dezember 1985 und endete im März 1987. Die 370 Leopard verfügten über einen digitalen ballistischen Rechner für zusätzliche Munitionsarten wie die der amerikanischen Streitkräfte, die Munitionsluke an der linken Turmseite entfiel und eine verbesserte Brandunterdrückungsanlage wurde eingebaut. Das Baulos 6 der Serie verfügte ab dem 97. Fahrzeug über einen verbesserten Panzerschutz der Turm- und Wannenfront, eine neue schwere Kettenschürze, neue Ketten der Firma Diehl, wartungsarme Batterien und instandsetzungsfreundliche Leitradabdeckungen. Zum Schutz der Soldaten wurde der Tarnanstrich auf zinkchromatfreie Lacke umgestellt. Die Fertigung der 150 Fahrzeuge erstreckte sich vom Januar 1988 bis zum Mai 1989. Das Baulos 7 mit 100 Fahrzeugen folgte nahtlos und endete ohne Änderungen im April 1990. Ab dem Januar 1991 folgte das letzte Baulos 8 mit 75 Fahrzeugen. Die Änderungen umfassten eine verbesserte leichte und schwere Kettenschürze in D-Technologie – mit gerader Unterkante und nur noch einer Aufstiegshilfe an den ersten Segmenten – und einen Feldjustierspiegel an der Mündung der Bordkanone. Der Spiegel wurde an allen Fahrzeugen nachgerüstet. Das Baulos endete am 19. März 1992 mit der feierlichen Übergabe des letzten produzierten Leopard 2A4 der Bundeswehr an das Gebirgspanzerbataillon 8.
Zur Vereinheitlichung wurde der Konstruktionsstand der Leopard-2-Flotte ab 1995 auf den Stand der A4 gebracht. Ein Großteil der Fahrzeuge sind Mischlose, bestehend aus Wannen des ersten Bauloses und Türmen aus dem sechsten bis achten Baulos. Zwei Fahrzeuge – Fahrgestell 11156/Turm 41164 (Truppenversuchsmuster maximum); Fahrgestell 11157/Turm 41265 (Truppenversuchsmuster minimum) – des achten Bauloses dienten schon zur Erprobung des Kampfwertsteigerungsprogramms von Krauss-Maffei.

#### Truppenversuchsmuster (TVM)

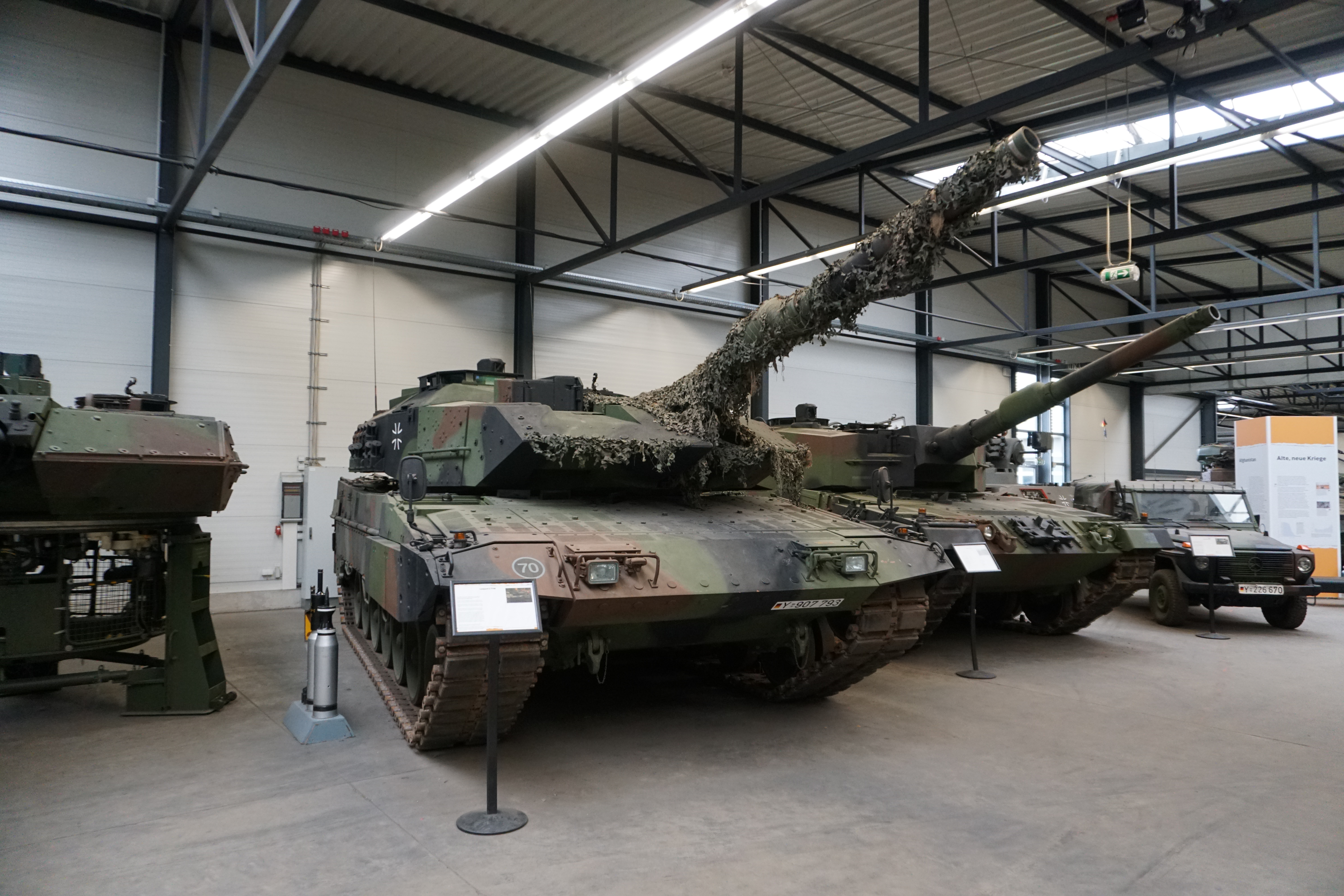
Leopard 2 TVM

Um den Umfang der geplanten Kampfwertsteigerung zu bestimmen, wurden vom Bundesamt für Wehrtechnik und Beschaffung mehrere Versuchsfahrzeuge in Auftrag gegeben. Die 1984 formulierten Vorgaben des BWB wurden 1989 im Komponentenversuchsträger (KVT) umgesetzt. Als Basis diente ein Serienfahrzeug aus dem 5. Baulos. Das vorwiegend auf Schutz ausgelegte Paket umfasste eine Aufpanzerung der Wannen- und Turmfront sowie des Turmdaches mit einer Mehrschichtpanzerung der 4. Generation. Der Innenraum wurde mit einem Splitterschutz (Spall-Liner) ausgekleidet. Eine elektrische Waffennachführanlage ersetzte die hydraulische und verbesserte durch Wegfall der Hydraulikflüssigkeit den passiven Schutz für die Besatzung. Um ballistische Löcher in der Panzerung zu beseitigen, erhielt der Fahrer eine Schiebeluke, der Ausblick des EMES 15 wurde höhergesetzt. Weitere notwendige Änderungen, die vorrangig der Anpassung dienten, waren die Verlegung des PERI R17 hinter die Kommandantenluke, ein neuer Kommandanten-Winkelspiegel und ein Erhöhen der Vorspannung der Drehstäbe. Das Gesamtgewicht stieg um sieben Tonnen und reduzierte die spezifische Leistung auf 17,7 kW/t. Der aus dem KVT – nach erfolgreicher Erprobung – geschaffene Instrumentenversuchsträger (IVT) diente zur Erprobung des Integrierten Führungs- und Informationssystems (IFIS), um Lageinformationen und Position des Kampfpanzers zu übertragen.
Die mit dem KVT gemachten Erfahrungen wurden im Truppenversuchsmuster 1 (TVM) auf zwei weitere Serienfahrzeuge des 8. Bauloses angewendet. Es entstanden im Zeitraum Winter 1990 bis Herbst 1991 der TVM-max (Maximalanforderung) und TVM-min (Minimalanforderung). Die beiden Versuchsmuster verfügten über die Vorsatzmodule an Turm und Fahrgestell, einen Bombletschutz auf dem Turmdach, Schiebeluken für Kommandant, Fahrer und Ladeschützen, Splitterschutz im Kampfraum, geänderte hydraulische Endanschläge und die erhöhte Drehstabvorspannung.
In einigen Teilbereichen wurden jedoch eine unterschiedliche Ausrüstung vorgenommen und Komponenten verschiedener Hersteller eingebaut. Der Kommandant des TVM-max verfügte mit dem PERI-R17A2 über das israelische Wärmebildgerät TIM 8-12 (El OP, seit 2000 Elbit Systems), dessen Bilder auf einem Monitor dargestellt wurden, die Navigation wurde durch ein Trägheitsnavigationssystem unterstützt. Die Richtantriebe des Turmes waren elektrisch ausgeführt. Der TVM-min erhielt mit dem PERI R17 TW eine Nachtsichtlösung auf TV-Basis mit Großfeldlupe sowie eine GPS-gestützte Navigationshilfe. Auf den Einsatz der Tippvisiere für den Kommandanten – mit denen das Kommandantenrundblickperiskop automatisch auf den entsprechenden Bereich eingeschwenkt werden konnte – wurde verzichtet. Ebenfalls nicht umgesetzt wurden die gepanzerten Nabendeckel des Laufwerkes und die Laser-Erstecho-Auswertung. Der Turm- und Waffenantrieb erfolgte über leistungsgesteigerte elektro-hydraulische Richtantriebe.
Ab Winter 1991 bis Frühjahr 1992 wurden beide Panzer durch die Panzertruppenschule im aktiven Truppendienst erprobt. Die Überlegenheit des elektrischen Richtantriebs zeigte sich schnell, die Monitorbetrachtung des vom Wärmebildgerät ausgegebenen Bildes wurde favorisiert. Die Tippvisiere und die Schiebeluken für Kommandant und Ladeschütze erwiesen sich zu der Zeit als nicht truppentauglich.
Die gewonnenen Erkenntnisse wurden am 30. März 1992 bis 3. April 1992 an der Bundesakademie für Wehrverwaltung und Wehrtechnik in Mannheim durch die drei Nutzerstaaten Deutschland, die Niederlande und die Schweiz erörtert. Der Umrüstungsumfang entsprach folgenden Kriterien: Einhaltung der finanziellen Obergrenze von 1,18 Millionen DM pro Fahrzeug, Wegfall von Komponenten mit hohem Entwicklungsrisiko und Einhaltung des Verladegewichts des Schwerlasttransporters SLT-56.
Nicht umgesetzt wurden daher die Turmdachzusatzpanzerung, der Bugschutz des Fahrgestells, der Splitterschutz im Fahrgestell und das Tippvisier. Hinzu kam dagegen die Heck-Videokamera für den Fahrer.
Die so festgelegte Konfiguration wurde mit dem Truppenversuchsmuster 2 – in einigen Publikationen auch als TVM 2 mod. bezeichnet – 1993 erprobt, an den sich 1994 Logistikversuche an der Technischen Schule Landsysteme und Fachschule des Heeres für Technik anschlossen. Der Konstruktionsstand während dieser Nachuntersuchungen entsprach dem des Leopard 2A5.

#### Leopard 2A5 KWS II

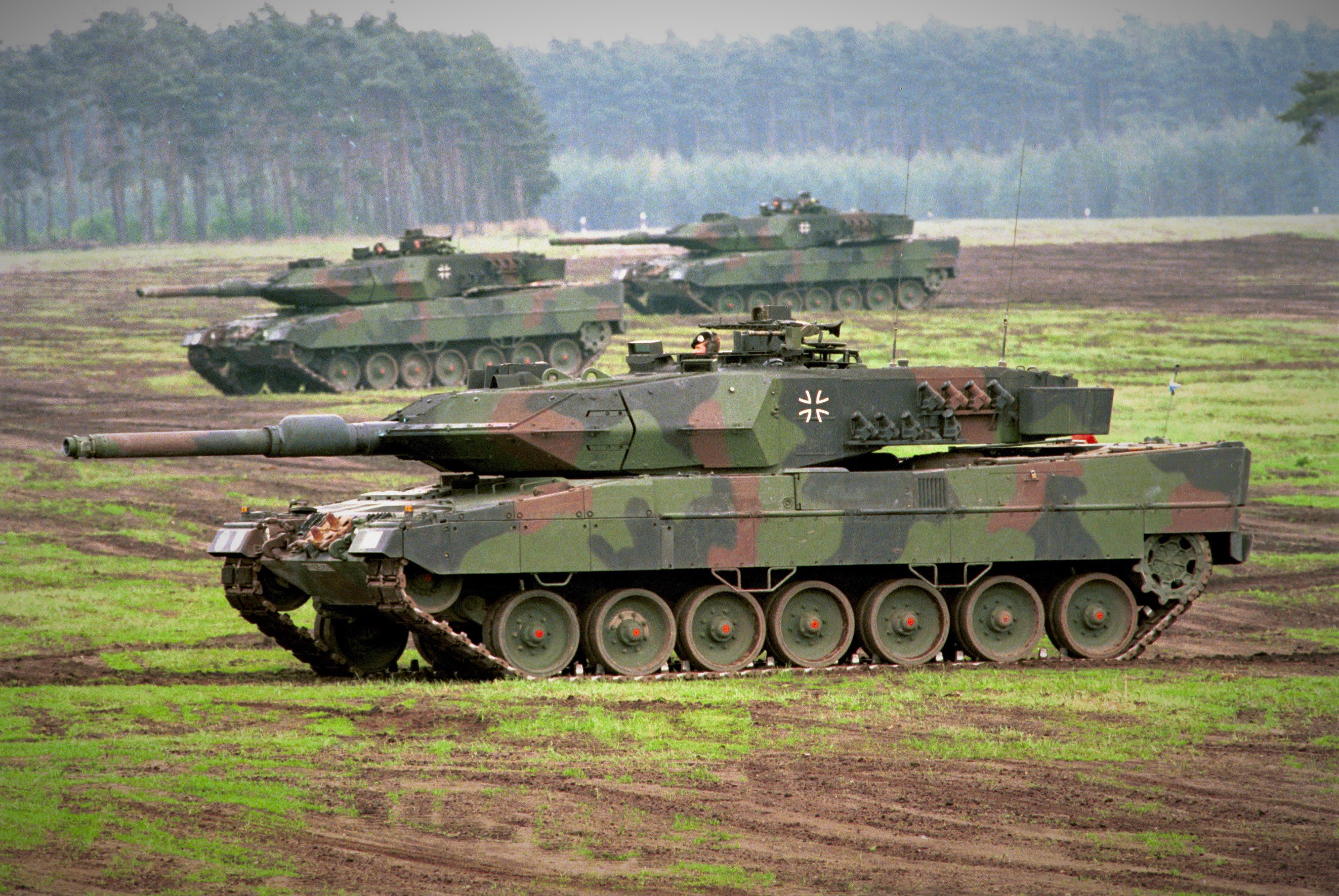
Leopard 2A5 der Bundeswehr

Der Leopard 2A5 ist die Umsetzung der als Mannheimer Konfiguration bekannten Kampfwertsteigerung (KWS) der Stufe 2. Wegen Finanzierungsproblemen bei der Umrüstung in der Bundeswehr verlief die Abwicklung in zwei Losen; im Jahr 1995 bis 1998 für Los 1 (225 Fahrzeuge) und 1999 bis 2002 für Los 2 (125 Fahrzeuge). Die Änderungen an den 2A4 umfassten eine Zusatzpanzerung an der Turmfront, leichte Kettenblenden der zweiten und dritten Generation (Bauform in D-Technologie mit gerader Unterkante), neues Kommandantenperiskop PERI R17A2 mit eigenem Wärmebildgerät (TIM, englisch Thermal Imaging Module), einen Digitalrechner, eine elektrische Waffennachführanlage, Rückfahrkamera und elektropneumatische Schiebeluke für den Fahrer, Splitterschutz aus Kevlar (Spall-Liner) an der Turminnenseite, gepanzerte Nabendeckel für die Laufrollen, Einbau von GPS und einem Trägheitsnavigationssystem sowie die Vorbereitung für die Glattrohrkanone L/55. Die Panzer sind ausschließlich Umbauten, bestehend aus den ältesten Türmen (zum Teil aus dem 1. Los) und den neuesten Wannen der Lose 6, 7 und 8. Diese sind leicht an der Kombination von zugeschweißter Munitionsluke am Turm und meist sechsteiligen schweren Kettenblenden an der Wanne zu erkennen. Der Grund hierfür lag darin, dass an der Wanne nicht viel geändert werden musste, es wurde lediglich die Fahrerluke geändert und die Rückfahrkamera angebracht. Die Türme hingegen wurden vollständig überarbeitet, daher konnten hier die ältesten verwendet werden. Die Gesamtkosten betrugen 347 Millionen DM für Los 1 und 272 Millionen DM für Los 2.

#### Leopard 2A6

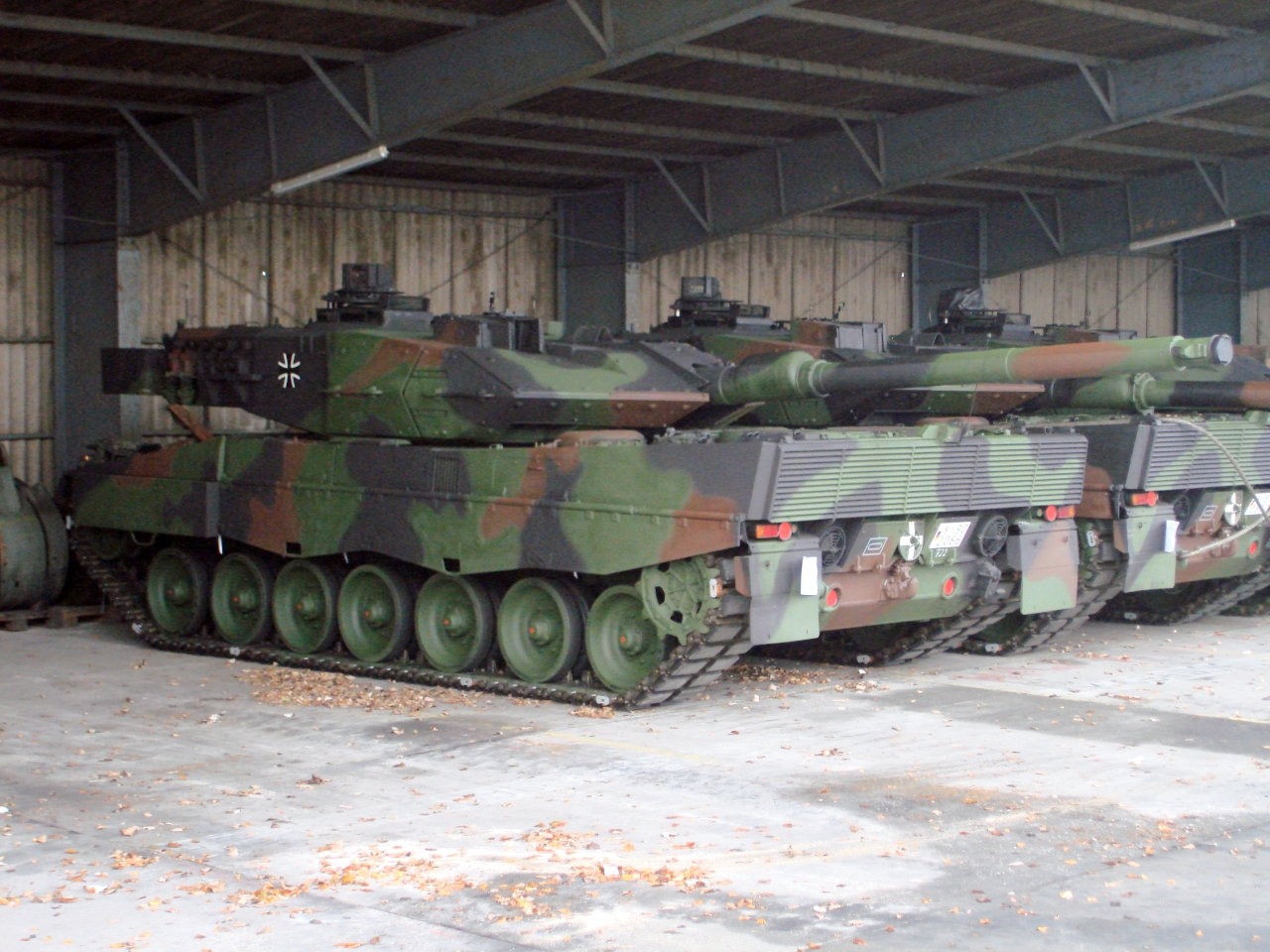
Leopard 2A6 mit neu angeordneter Nebelmittelwurfanlage und der alten leichten Kettenblende der ersten Generation

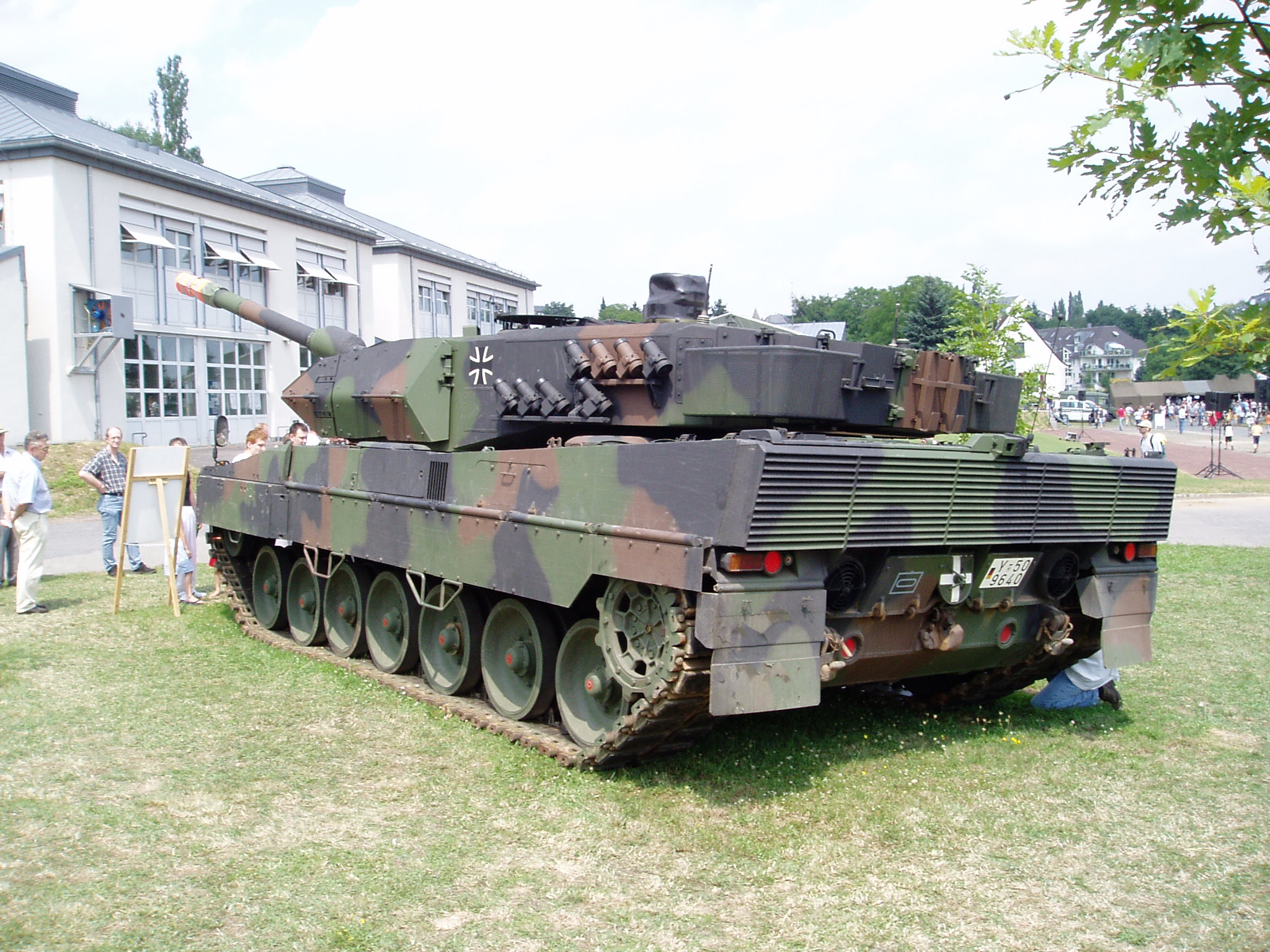
Leopard 2A6M in der Heckansicht. Die Ausführung der Kettenschürze in „D-Technologie“ und die alte Anordnung der Nebelmittelwurfanlage sind gut zu erkennen. Merkmal der Kettenschürze der dritten Generation sind die erhabenen Schrauben der hinteren leichten Kettenblende.

Der Leopard 2A6 basiert auf dem KWS-I-Programm von Krauss-Maffei, mit dem die Feuerkraft erhöht werden sollte. Die Umrüstungen am Panzer betrafen daher vorwiegend die Primärwaffe. Man verstärkte die Rohr-Rücklaufbremse und die Schildzapfenlagerung der neuen 120-mm-Glattrohrkanone L/55 und passte die Feuerleit- und Waffennachführanlage an. Von der alten Serienwaffe wurden das Wiegerohr, der Rauchabsauger, das Bodenstück und der Keilverschluss übernommen. Vollständig erneuert wurden die Feldjustieranlage, die Rohrschutzhülle und der Hülsensack. Als Basis dienten 160 Leopard 2A5 und 65 Leopard 2A4, die aus dem zweiten Los der KWS-II direkt zum A6 aufgewertet wurden. Am 7. März 2001 wurde der erste 2A6 vom Hersteller an den Nutzer übergeben und im Panzerbataillon 403 eingesetzt.
Außerdem wurde ein neues Wuchtgeschoss (auch KE-Munition genannt) eingeführt. Die als LKE-II bezeichnete Munition durchdringt je nach Entfernung bis zu 1000 Millimeter RHA und erfüllte die Forderungen der Bundeswehr zum Durchschlagen von Verbundpanzerung. Als Problem erwies sich die seit der Ausführung 2A4 bekannte Verschmutzung der Feldjustieranlage bei der Rückwärtsfahrt. Die Panzertruppenschule erprobte darauf mit einem modifizierten Panzer (2A6 mod) Frontschürzen (siehe Strv 121), die dies unterbinden sollen. Die neue Anordnung der Nebelmittelwurfanlage wurde mit dem 2A6M offiziell eingeführt und mit Wirkung zum Mai 2005 bei allen noch genutzten Varianten bei Depot-Instandsetzungen montiert.
Die Bundesregierung Scholz entschied Anfang 2023, der Ukraine 14 Kampfpanzer vom Typ „Leopard 2A6“ direkt aus Bundeswehrbeständen zu liefern. Wenig später wurde diese Zahl auf 18 erhöht.

#### Leopard 2A6M
Der 2A6M entspricht dem 2A6 mit zusätzlichem Minenschutz. Der Umbau umfasste den Einbau eines entkoppelten Kommandanten- und Richtschützensitzes, eine modifizierte Notausstiegsluke, einen adaptierbaren Minenschutz, Drehstababdeckungen (um deren Umherfliegen bei einer Minenexplosion zu verhindern), Abdeckung des Schleifringübertragers und eine geänderte Verstauung angebrachter Gegenstände auf dem Boden. Insgesamt wurden 70 der 225 2A6 auf den Rüststand 2A6M modernisiert.
Besonders umfangreich und ungewöhnlich sind die Änderungen am Fahrerplatz. So wurde der konventionelle Sitz entfernt und durch einen Suspended Dynamic Seat ersetzt. Entwickelt von der Firma Autoflug ist dieser Sitz mit integriertem Gurtzeug über vier Gurte an der Fahrzeugdecke aufgehängt, wodurch der Sitz und damit der Fahrer von der starren Fahrzeugstruktur des Panzers entkoppelt wird. Da diese Gurte über Retraktoren (Gurtaufroller) an der Fahrzeugdecke befestigt sind, kann der Fahrer seine individuelle Sitzhöhe (Augenpunkt) über und unter Luke nahezu stufenlos einstellen. Durch weitere Gurte wird der Sitz dann so verspannt, dass der Fahrer auch im Falle einer Kollision mit einem anderen Panzer bzw. beim Überrollen in seiner Position fixiert bleibt. Anhand eines Abstandskissens, das während der Fahrt verstaut wird, kann der Fahrer den notwendigen Mindestabstand zum Boden ermitteln. Dies ist unbedingt notwendig, da sich der Fahrzeugboden während einer unter der Wanne wirkenden Ansprengung sowohl plastisch als auch elastisch verformt, was bei Berührung schwerwiegende Folgen hat.
An der Entwicklung waren Deutschland, die Niederlande, Norwegen, Schweden und die Schweiz beteiligt.

#### Kampfwertsteigerung – Stufe III
Eine nicht umgesetzte KWS war die Stufe 3. So sollte ab 2008 die Kampfkraft des Leopard 2 durch eine 140-mm-Glattrohrkanone und eine Ladeautomatik im Turmheck gesteigert werden. Die Turmbesatzung sollte damit auf zwei Mann reduziert werden. Gleichzeitig sollte durch den Einbau eines Computersystems (Combat Forces Command and Control System IFIS) – im Sprachgebrauch der Bundeswehr als Führungs- und Waffeneinsatzsystem (FüWES) IFIS bezeichnet – und leistungsfähiger Datenfunkgeräte die Führbarkeit verbessert werden. Im Jahr 1995 stellte das Bundesministerium der Verteidigung bei einer Planungsbesprechung in Waldbröl die KWS III ein. Die Geldmittel wurden dem Projekt Neue Gepanzerte Plattform zugeteilt.

#### Leopard 2 UrbOp

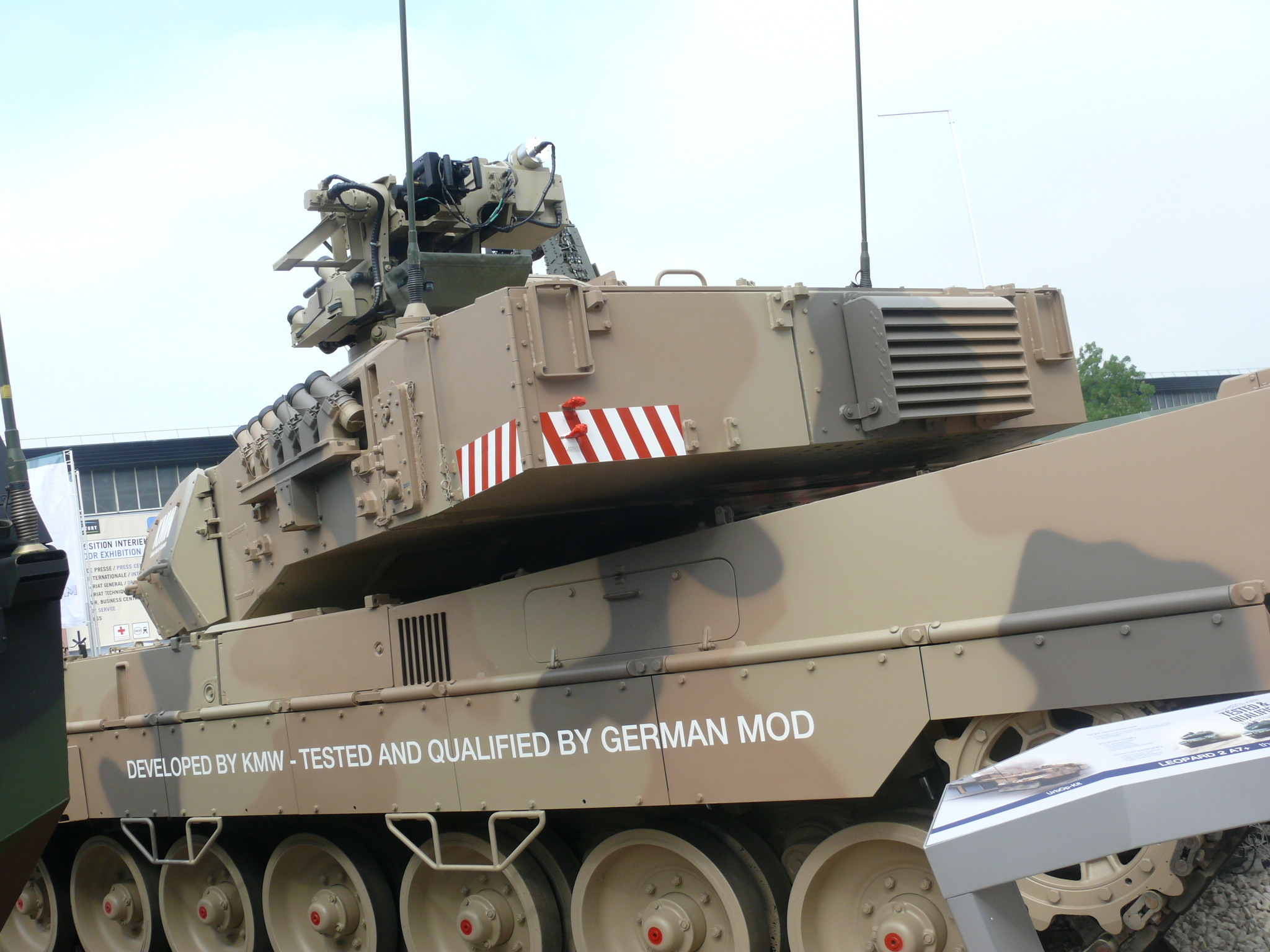
Bei der Nachrüstung einer Kampfraumkühlanlage (Klimaanlage) entfällt der rechte Staukorb im Turmheck

Diese Variante des Leopard 2 war eine in Planung befindliche Umsetzung des PSO-Konzepts von Krauss-Maffei Wegmann für die Bundeswehr. Die Bezeichnung UrbOp stand dabei für Urbane Operationen und kennzeichnete gleichzeitig die geforderten Anpassungen des Waffensystems. So waren die Wannen von 150 Leopard 2A6M als Fahrgestell vorgesehen und sollten mit Komponenten des PSO ausgerüstet beziehungsweise dafür vorbereitet werden. Darunter waren unter anderem der Räumschild, eine verbesserte Front- und Seitenpanzerung, die Außensprechanlage, das 360-Grad-Kamerasystem sowie das Hilfstriebwerk. Deren A6-Türme sollten bei einem Einsatz durch UrbOp-Module ersetzt werden. Es waren 50 A4-Türme geplant, die mit einer Zusatzpanzerung verstärkt und mit einer fernbedienbaren Waffenstation, einem Führungssystem (IFIS), dem Weißlichtscheinwerfer, einem neuen PERI mit verbessertem Wärmebildgerät und der Klimaanlage im Turmheck aufgerüstet wären. Als Waffenanlage war in der Anfangsphase weiterhin die 120-mm-Glattrohrkanone L/44 vorgesehen. Der Leopard 2 UrbOp wäre somit kein Neu-, sondern ein Umbau und nicht ständig verfügbar. Ab Juli 2009 wurde der Versuchsträger Leopard 2 PSO-VT in dieser Konfiguration erprobt. Abweichend zu den vorherigen Planungen wurde er mit der L/55-Glattrohrkanone bewaffnet.
Die ursprüngliche Zeitplanung sah vor, von 2011 bis 2018 die Leopard 2 entsprechend aufzurüsten. KMW (seit 2024 KNDS Deutschland) präsentierte ihre endgültige Konfiguration unter der Bezeichnung Leopard 2A7+ auf der Rüstungsmesse Eurosatory 2010. Die Bundeswehr verschob die Umsetzung des PSO-Konzepts zunächst auf 2019 und stellte sie später zugunsten der Aufrüstung zum A7 ein.

#### Leopard 2A7 / Leopard 2A7V

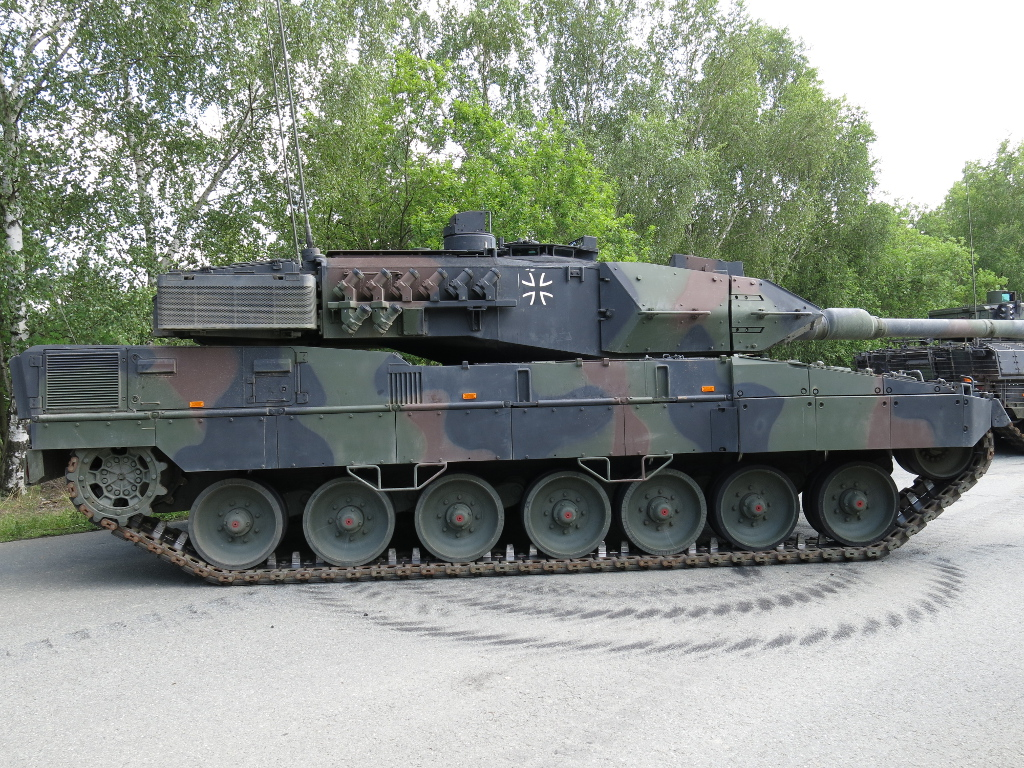
Leopard 2A7 Seitenansicht: Zu erkennen sind am Turmheck der neue Staukorb, da die turmseitige Kampfraumkühlanlage MKK6 den vorherigen Platz einnimmt (vgl. Bild des A7+) und die neu gezeichnete rechte Kettenschulter im Heckbereich des Fahrgestells für die EnergieErzeugungsAnlage (EEA, bzw. engl. APU), sowie die vorbereiteten Montagepunkte für den optionalen schweren Seitenschutz

Der erste Leopard 2A7 wurde am 10. Dezember 2014 an die Bundeswehr übergeben.
Leopard 2A7V (das „V“ im Namen steht für „verbessert“) verfügen gegenüber ihren Vorgängerversionen unter anderem über eine Klimaanlage, eine passive Zusatzpanzerung (gegen panzerbrechende Munition) an der Wannenfront, eine verbesserte Beschleunigung (durch Modifikationen am Getriebe und Seitenvorgelege), ein SPECTUS genanntes Fahrassistenzsystem (Wärmebild- und Tagsichtkameras mit Dämmerungsfunktion an Front und Heck und ein zusätzliches Wärmebildgerät für den Richtschützen, wodurch der Panzer auch in der Nacht und bei schlechter Sicht sicher geführt werden können soll), ein verbessertes Laufwerk (längere Haltbarkeit der Fahrzeugfederung), eine weiterentwickelte Bordkanone (die Ziele auf bis zu 5 Kilometer Entfernung mit High Explosive-Panzermunition bekämpfen kann), ein 360-Grad-Rundumblick-Periskop (CCD-Kamera und Laserentfernungsmesser) für den Kommandanten, eine Battle-Management-System-fähige digitalisierte Bordelektronik und einen motorunabhängigen Stromgenerator (2-Zylinder-Grundmotor des Typs „Steyr M12 TCA UI“, 20 kW DC) für den Betrieb der Bordsysteme. Die Aufrüstung umfasst außerdem das Barracuda-Tarnsystem mit Hitze-Transfer-System (SAAB BARRACUDA MCS mit HTR CoolCam), Bordnetzoptimierung mit UltraCaps im Fahrgestell- und Turmbereich, eine digitale Bordverständigungsanlage vom Typ SOTAS-IP sowie eine Erneuerung der Brandunterdrückungsanlage im Kampfraum. Außerdem verändert gegenüber den Vorgängern ist, dass die ABC-Schutzanlage in das Turmheck und Schneegreifer zum Austausch von Kettenpolstern (für mehr Grip) außen an das Turmheck verlegt wurden. Ein Leopard 2A7 wiegt 63,9 Tonnen und hat einen Fahrbereich von 450 Kilometern. Er erreicht eine Geschwindigkeit bis zu 63 km/h bei einer Motorleistung von rund 1500 PS (1100 kW).
Zum Jahr 2026 soll die Anzahl der in der Bundeswehr genutzten Leopard 2A7V (oder vergleichbar) bei 205 von insgesamt 328 geplanten Leopard 2 liegen. Der Stückpreis eines Leopard 2A7V beträgt etwa 15 Millionen Euro. Bei der Nachrüstung zum A7V und der Anpassung der bereits gebauten A7 wurde vom Bundesrechnungshof bemängelt, dass die Konditionen des Vertrags mangelhaft seien und im Endeffekt zu Lasten der Steuerzahler gehen würden.
Zum Stichtag 22. Mai 2022 verfügte die Bundeswehr über 53 Leopard 2A7V. Für 2025 gibt die Bundeswehr einen Zielbestand von 320 „Leopard 2A7V“ an.
Am 12. Oktober 2023 erhielt die Bundeswehr den letzten von 104 bestellten Leopard 2A7V.

##### Leopard 2A7A1
Der Leopard 2A7A1 basiert auf dem Leopard 2A7 bzw. Leopard 2A7V und soll mit der abstandsaktiven Schutzmaßnahme (englisch active protection system, APS) ausgestattet sein. Das System heißt Trophy-HV und ist gemeinsam von Rafael Advanced Defense Systems und Israel Aircraft Industries Elta Group entwickelt worden. Es erkennt alle Arten von anfliegenden Geschossen oder Raketen und zerstört diese. Es besteht aus einer splittergeschützten Radaranlage mit Flachantennen am Fahrzeug. Befindet sich ein Projektil auf Kollisionskurs zum eigenen Fahrzeug, wird diese Information an die abstandsaktiven Schutzsysteme weitergegeben. Trophy-HV richtet dann eine drehbare projektilbildende Ladung auf die Bedrohung aus. Die Ladung wird gezündet, wenn sich das angreifende Projektil wenige Meter vor dem Panzer befindet. Die Explosion der Ladung erzeugt einen Splitterkegel, der die angreifende Waffe zerstört (Hardkill-System). Das System wird im Merkava-Kampfpanzer (ab Version IV) der Israelischen Armee bereits verwendet.
Am 29. Oktober 2024 fand der Roll-out des ersten Leopard 2A7A1 (ein Versuchsträger) im Hauptsitz von KNDS in München statt. Die Bundeswehr hat weitere 17 Kampfpanzer dieser Version bestellt und KNDS hierfür 17 Türme Leopard 2A6A3 zur Verfügung gestellt. Die Türme mit eingebauten Trophy-Systemen werden mit Fahrgestellen „verheiratet“, die KNDS eigens für dieses Projekt überarbeitet hat. Die Überarbeitung war u. a. erforderlich, um die zusätzlich notwendige Stromversorgung unterbringen zu können. Das durch das auf 70 t gestiegene Gefechtsgewicht des Leopard 2A7A1 gesunkene Beschleunigungsverhalten wurde durch eine veränderte Übersetzung sowie einen grundüberholten Motor annähernd wieder hergestellt.

#### Leopard 2A8
Der A8 basiert auf dem A7HU, der für die ungarischen Streitkräfte entwickelt wurde. Damit würde das Gefechtsgewicht bei knapp unter 70 Tonnen liegen. Er soll mit der bekannten 120-mm-Glattrohrkanone in der Ausführung L/55A1 ausgestattet werden, womit er in der Lage wäre, programmierbare Munition zu verschießen. Des Weiteren soll ein Trophy-Hardkill-System zum Einsatz kommen und der Motor zusätzlich eine Leistungssteigerung auf 1600 PS erhalten. Außerdem soll ein Hilfstriebwerk verbaut werden, um den Panzer auch bei abgeschaltetem Motor mit Strom zu versorgen. Weitere Ausstattungsdetails sind noch unklar (Stand Juli 2023).
Die Bundeswehr bestellte im Jahr 2023 zum Kaufpreis von insgesamt etwa 525,6 Millionen Euro insgesamt 18 Leopard 2A8 als Ersatz für die an die Ukraine gelieferten A6. Der Vertrag umfasst zudem ein Paket zur logistischen Betreuung inklusive Ersatzteilen und Wartung für 5 Jahre. Für weitere 2,4 Milliarden Euro war optional die Lieferung von 105 Kampfpanzern Leopard 2A8 vereinbart, welche der Haushaltsausschuss des Deutschen Bundestages am 3. Juli 2024 genehmigte. Der Zulauf zur Truppe wird ab 2025 erwartet und soll 2030 abgeschlossen werden.
Das niederländische Verteidigungsministerium teilte Mitte Oktober 2024 mit, ebenfalls 46 Kampfpanzer (+ 6 als Option) vom Typ Leopard 2A8 beschaffen zu wollen und sich dabei der deutschen Initiative anzuschließen. Die ersten dieser Kampfpanzer sollen 2027 in Dienst gestellt werden, die letzten 2030. Ab dann soll die Koninklijke Landmacht wieder über ein komplettes Panzerbataillon mit 500 Soldaten verfügen.

### Varianten Krauss-Maffei Wegmann/KNDS

#### Leopard 2A6EX
Der 2A6EX war eine privatwirtschaftliche Weiterentwicklung des Leopards 2 von Krauss-Maffei Wegmann. Als Basis diente ein Leopard 2A4 aus dem achten Baulos, den KMW 1998/1999 als Präsentationspanzer umbaute. Der firmenintern als Demo 1 bezeichnete Kampfpanzer entsprach in der Ausstattung dem schwedischen Strv 122 mit zusätzlicher Wannen- und Turmpanzerung, Klimaanlage, Tipp-Visieren, hydraulischen Kettenspannern und einem Hilfsaggregat. KMW präsentierte seine Version eines Kampfwertsteigerungsprogramms erstmals 2002 auf der Militärausstellung Eurosatory in Paris und Defendory in Athen. Mit spanischen Markierungen versehen nahm er ebenfalls an der Parade am 12. Oktober 2002 zum Nationalfeiertag Spaniens teil. Als kommerzielles Gegenstück sind die spanischen Leopard 2E und griechischen Leopard 2HEL zu sehen.
Unter der Bezeichnung Demo 2 wurde der Kampfpanzer mit der Glattrohrkanone L/55 und mit dem Euro-Powerpack als Antrieb ausgestattet. Das Euro-Powerpack besteht aus dem Dieselmotor MT 883 von MTU und dem Schaltgetriebe HSWL 295 TM von Renk. Es benötigt bei gleicher Leistung gegenüber dem Standardtriebwerk einen Meter weniger Platz im Motorraum, kann jedoch nicht ohne große Änderungen an der Wanne ausgetauscht werden. Zusätzlich wurden Modifikationen an der Luftführung vorgenommen, die das Ansaugen von Brandsätzen verhindert; die Wärmeabstrahlung des Triebwerks wurde reduziert und ein Schalldämpfer zur Geräuschreduzierung eingebaut.

#### Leopard 2 PSO/2A7+
Eine der modernsten Varianten des Leopard 2 stellt der Leopard 2 PSO (Peace Support Operation) dar. Anfangs von KMW als eigenes Angebot für Einsätze im Ortskampf, sogenannte MOUT-Einsätze (Military Operations in Urban Terrain) entwickelt, wurde der PSO seit dem Bekunden des Interesses durch die Bundeswehr in Zusammenarbeit mit der Schule gepanzerte Kampftruppen in Munster erprobt und verbessert. Er dient im Rahmen der Show of Force speziell friedenssichernden und -erhaltenden Maßnahmen. Die komplette Ausstattung ist dabei modular und kann je nach Bedarf angepasst werden. Es gibt somit keine festgelegte Konfiguration.
Als Basis für den Demonstrator diente die Wanne des Präsentationspanzers Demo 2 sowie ein Turm des Leopard 2A5. Er wurde mit einem Minenschutz ausgestattet und einer zusätzlichen passiven Rundumpanzerung versehen. Als Bewaffnung verfügt er über die Glattrohrkanone L/44 und über eine ferngesteuerte Waffenstation mit ungekühltem Wärmebildgerät auf dem hinteren Turmdach. KMW verwendete 2002 die Autonome Waffen- und Beobachtungsstation (AWBS) aus dem WE-Programm der Schweiz, die jedoch in Bezug auf die Bewaffnung eingeschränkt war und durch die ungepanzerte FLW 200 mit Zeiss-Sensorbox ersetzt wurde. Gegenüber der AWBS ist die Waffenstation leichter, flexibler in der Waffenaufnahme (für 5,56-mm- bis 12,7-mm-MG oder die 40-mm-Granatmaschinenwaffe) und verfügt über einen größeren Höhenrichtbereich. Für Hindernisse und Barrikaden wurde der Kampfpanzer mit einem Räumschild ausgestattet. Der aus ziviler Produktion stammende Schild entspricht in der Bauweise einem Schneepflug mit Schwimmstellung und dient nur zum Räumen.
Um in allen Klimazonen, bei jeder Witterung und auch bei Nacht voll einsatzfähig zu sein, sind verbesserte Klimaanlagen („Kampfraumkühlanlage“), eine stärkere Stromversorgung und ein 360-Grad-Kamerasystem (MiniSight von Cassidian Optronics (ehemals Carl Zeiss Optronics, später Airbus DS Optronics)) zur Rundumsicht integriert – mit Wärmebildgerät und Tagsicht für Einsätze in der Nacht oder bei widrigen Wetterverhältnissen. Da der Panzer im Orts- und Häuserkampf eng mit der Infanterie zusammenarbeitet und diese bei ihren Aufgaben unterstützen soll, befindet sich eine von außen zugängliche Kommunikationsplattform am Panzer, um der Infanterie sowohl die Kommunikation mit der Panzerbesatzung als auch die Kommunikation der Soldaten untereinander zu ermöglichen.
Zur Rüstungsmesse Eurosatory 2010 präsentierte KMW ihre endgültige Modifikation anhand eines Präsentationsfahrzeugs unter der Bezeichnung Leopard 2A7+ und mit dem Werbeaufdruck „Entwickelt von KMW – getestet und abgenommen vom deutschen Bundesverteidigungsministerium“ (developed by KMW – tested and qualified by German MoD). Bei diesem Präsentationsfahrzeug war nur eine Fahrzeugseite mit der neuen Panzerung ausgestattet, die vom Fahrer aus linke Fahrzeugseite befand sich panzerungstechnisch noch auf dem Stand Leopard 2A5. Die Wannenfront war mit der vom Strv 122 bekannten Zusatzpanzerung ausgestattet, die Wannenunterseite verfügte über den Minenschutz des Leopard 2A6M. Die Ausstattung des 2A7+ wurde um ein Nachtfahrsystem ergänzt, kombiniert aus Restlichtverstärker und Wärmebildgerät (SPECTUS von Cassidian Optronics) für den Fahrer, sowie ein neues aus dem Schützenpanzer Puma abgeleitetes Kommandantenperiskop PERI RTWL. Als Bordkanone wählte man die L/55, um die Duellfähigkeit des Kampfpanzers im symmetrischen Gefecht zu erhalten.

#### Leopard VT-ETB
Der VT-ETB (Versuchsträger für die entwicklungstechnische Betreuung) wird mit dem System Trophy-HV ausgestattet sein wie der Leopard 2AX.
Dieser Panzer zeichnet sich, anders als die von der Bundeswehr bestellten Fahrzeuge, durch eine andere Anordnung der Radarantennen des Schutzsystems aus.

#### Leopard 2A-RC 3.0
KNDS (als Nachfolger von Krauss-Maffei Wegmann) präsentierte vor der Rüstungsmesse Eurosatory im Juni 2024 eine komplette Neuentwicklung des Leopard 2 mit unbemanntem Turm. Im Demonstrator „Leopard 2A-RC 3.0“ (autoloader remote-controlled) sitzt die auf 3 Personen reduzierte Besatzung gut geschützt in der Wanne. Der Turm ist unbemannt und eine Ladeautomatik übernimmt das Laden der Bordkanone, die eine maximale Feuerrate von 3 Schüssen pro 10 Sekunden ermöglicht. Das Munitionslager ist von der Besatzung getrennt. Der Turm kann mit einer Hauptwaffe im Kaliber 120 Millimeter ausgerüstet werden, aber auch die schweren 130-mm- oder 140-mm-Kanonen tragen. Der Leopard 2 A-RC 3.0 steht in direkter Konkurrenz zum Rheinmetall Panther KF51-U (unbemannter Turm). Beide Panzer gelten als Übergangslösungen zwischen dem Leopard 2 und dem geplanten Main Ground Combat System (MGCS). Der Leopard 2 A-RC 3.0 hat eine Reaktivpanzerung, wiegt wohl unter 60 Tonnen und kann auf über 65 km/h beschleunigen. Mit einer Tankfüllung erreicht der Panzer eine Reichweite von 460 Kilometern. Das neue Design wurde von Lehren aus dem Ukraine-Konflikt beeinflusst.
Der Turm ist sehr flach konstruiert und ragt nicht in die Panzerwanne hinein. Damit wird das Volumen des Turms deutlich geringer und braucht weniger Panzerung. Das reduziert das Gewicht (der Vorgänger A8 wiegt etwa 10 Tonnen mehr), bewirkt einen tieferen Schwerpunkt und macht seine Silhouette flacher. Ob der Leopard 2 A-RC 3.0 Leopard 3 genannt werden wird, war zunächst noch unklar. In der Planung wird er als Modernisierungspaket „Leopard 2AX“ geführt. Dabei ist neben dem neuen Turm auch die Integration einer 130-mm-Kanone und neuartiger Schutzsysteme geplant, die eigentlich für den MGCS vorgesehen sind. Das Konzept 2AX kann ab 2030 als Kampfwertsteigerung für die verbliebenen 105 Leopard 2 kommen, für die bisher keine Aufwertung zum Leopard 2A7/2A8 beauftragt wurde.

### Variante IBD Deisenroth Engineering
Das Unternehmen IBD Deisenroth Engineering präsentierte 2008 unter der Bezeichnung Leopard 2A4 Evolution ihr Schutzkonzept für den Kampfpanzer. Nach eigenen Angaben für einen damals nicht näher genannten ausländischen Abnehmer entwickelt, wurde die Zusatzpanzerung AMAP gewählt und ein Demonstrator damit aufgepanzert. So wurde die Variante Leopard 2A4 mit einem ballistischen Schutz (AMAP-B) kombiniert, mit dem Schutz AMAP-SC gegen Hohlladungsgeschosse und einem erweiterten Minenschutz (AMAP-M, AMAP-IED) sowie einer Innenraumverkleidung, dem Liner (AMAP-L) ausgestattet. Der Dachschutz (AMAP-R) schützt in der Erweiterung Level 2 mit einem Gewicht von 120 kg/m² gegen projektilbildende Ladungen. Das Panzerheck wurde mit einer Käfigpanzerung versehen. Als abstandsaktives Schutzsystem wurde AMAP-ADS gewählt und 2009 integriert. Das Gesamtgewicht des Demonstrators beträgt 60 Tonnen.

### Variante Rheinmetall Defence
Der Rüstungsbereich von Rheinmetall präsentierte 2010 auf der Rüstungsmesse Eurosatory ihr einsatzorientiertes modulares Konzept für den Leopard 2A4, das unter der Bezeichnung MBT Revolution vermarktet wird. Die als Baukastensystem ausgelegte Kampfwertsteigerung kann dabei an die jeweiligen Forderungen des Nutzers angepasst werden. Gemäß Rheinmetall betrifft dies den Schutz, die Wirkmittel (Munition), die Führungs- und Vernetzungsfähigkeit sowie die Aufklärungs- und Sichtsysteme.
Die Panzerung des Demonstrators wurde mit dem Evolution-Paket von Deisenroth Engineering verstärkt und bietet somit einen IED-Seitenschutz an Turm und Wanne, Schutz des Fahrgestells und Turmes gegen KE-Munition, Lenkflugkörper und Panzerabwehrwaffen, einen Dachschutz gegen Bomblets, einen erweiterten Minenschutz sowie eine Innenraumverkleidung gegen eindringende Splitter und durch ein aktives Nebelschutzsystem vom Typ ROSY Schutz gegen TV-, EO-, IR-, IIR-, LASER- und SACLOS-gelenkte Waffen. Der Turm ist vollständig digitalisiert, das bedeutet Schnittstellen wie Laserentfernungsmesser, Kommandantenperiskop und Richtschützenzielgerät wurden verbessert; bei gleichzeitiger Platzersparnis. Das Bedien- und Bekämpfungskonzept ist dabei automatisiert und bietet der Besatzung eine erweiterte Realität, die Reaktionszeiten verkürzt und die Ersttreffwahrscheinlichkeit steigert. Optional kann der Turm auch unter Beibehaltung des analogen Kernsystems teilweise digitalisiert werden.
Das Kommandantenperiskop wurde durch das von Rheinmetall stammende Sichtsystem SEOSS ersetzt. Die in zwei Achsen stabilisierte Optik verfügt über ein Wärmebildgerät vom Typ Saphir, einen Laserentfernungsmesser und einen integrierten Feuerleitrechner für sechs verschiedene Munitionstypen. SEOSS erlaubt die Zielbekämpfung auch während der Fahrt bei Tag und Nacht sowie bei eingeschränkter Sicht. Für die Rundumsicht im Nahbereich wurde ein Situational Awareness System (SAS) installiert, das durch zwei bis vier Module, die jeweils 3×60° abdecken, Ziele automatisch entdecken und verfolgen kann. Ein Interface zum Feuerleitsystem ermöglicht eine Anbindung an die fernbedienbare Waffenstation Qimek und erlaubt der Besatzung durch die automatisierte Weitergabe von erfassten Zieldaten eine unmittelbare Bekämpfung.
Zu den weiteren Umrüstungen zählen eine Klimaanlage, ein Stromerzeugungsaggregat mit 17 kW Leistung und ein Führungs- und Informationssystem der INIOCHOS-Familie. Neu und bislang einzigartig ist die „Kommandanten-Bremse“, mit der eine Voll- oder Teilbremsung des Panzers durchgeführt werden kann. Darüber hinaus bietet Rheinmetall einen Logistik- und Wartungsvertrag sowie passende Simulations- und Ausbildungssysteme an.

### Variante Aselsan
Der türkische Rüstungskonzern Aselsan präsentierte 2011 ein eigenfinanziertes Konzept einer Kampfwertsteigerung für den Leopard 2A4 unter der Bezeichnung Leopard 2 Next Generation. Die Änderungen umfassen eine neue Feuerleitanlage inklusive Bediengeräten, einen elektrischen Turm- und Waffenantrieb, eine fernbedienbare Waffenstation des Typs SARP, ein Führungs- und Informationssystem, ein neues Feuerlöschsystem, Laserwarner sowie ein Fahrersichtsystem für Tag- und Nachtsicht. Alle Komponenten werden von türkischen Unternehmen gefertigt. Als Zusatzpanzerung wird das AMAP-Paket von Deisenroth Engineering verwendet. Das Gefechtsgewicht erreicht 65 Tonnen. Als möglicher Käufer der KWS wurden laut türkischer Medien neben der Türkei auch Finnland gesehen.

## Andere Plattformen auf Leopardbasis

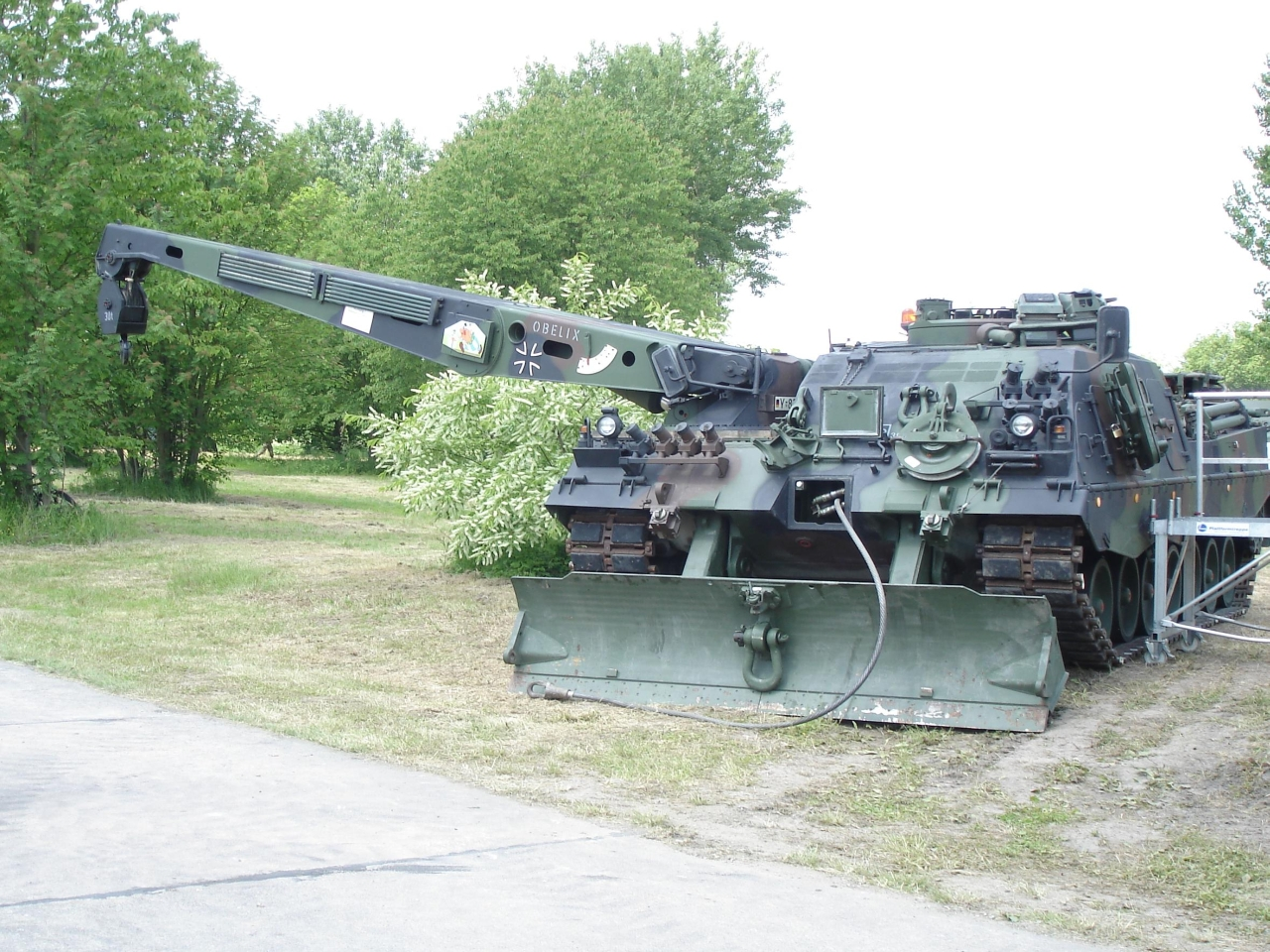
Bergepanzer Büffel

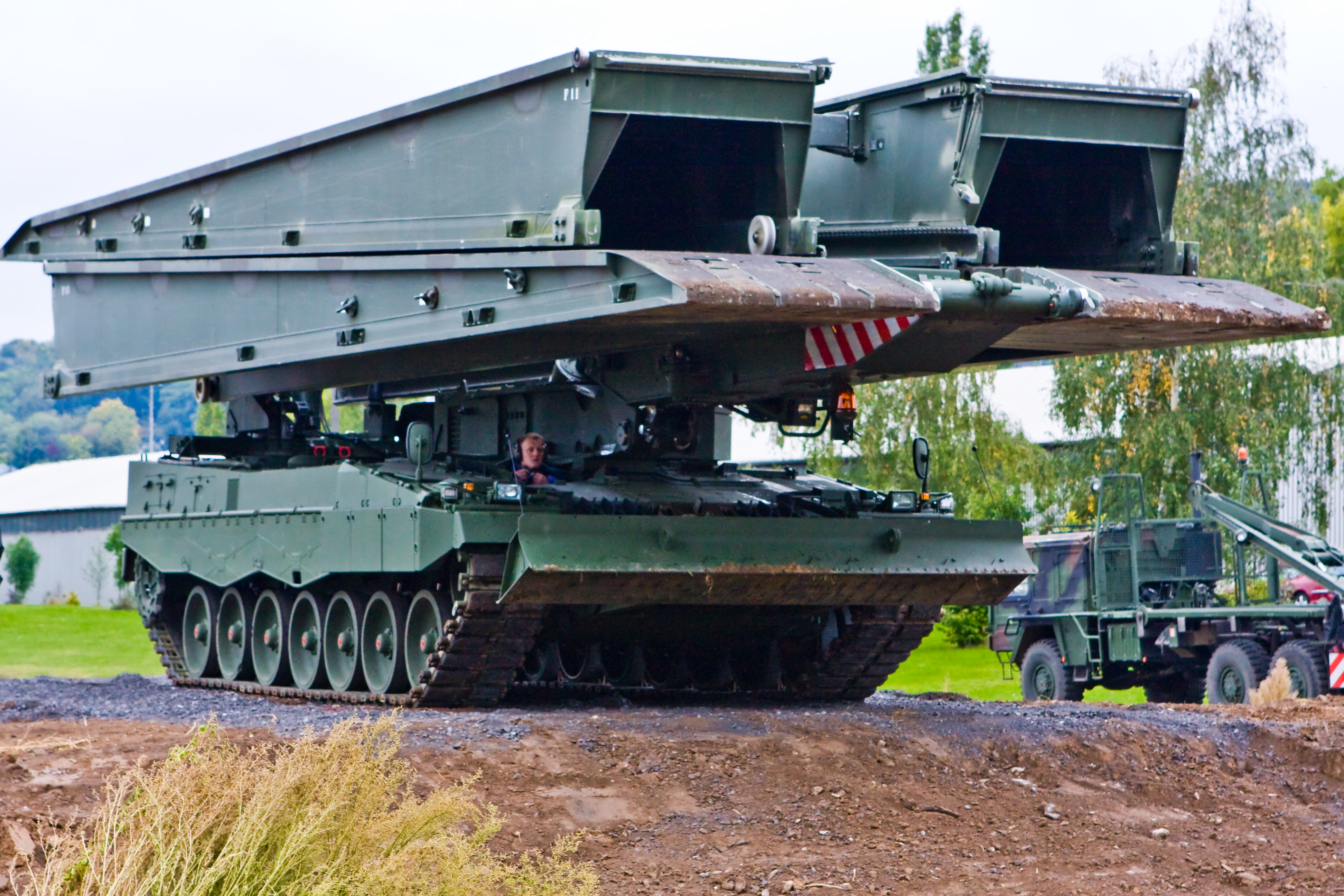
Panzerschnellbrücke LEGUAN auf Leopard-2-Fahrgestell

Auf Basis der Leopard-2-Wanne wurden weitere Fahrzeuge eingeführt:
- Fahrschulpanzer Leopard 2
- Bergepanzer Büffel (BPz 3)
- Unterstützungsfahrzeug Wisent 2 (ein von FFG angebotenes Berge- und Pionierkonzept auf Leopard-2-Fahrgestell)
- Pionierpanzer Kodiak (PiPz 3)
- Panzerhaubitze 2000 (nur die Laufrollen)
- Brückenlegerfahrzeug für die Panzerschnellbrücke 2
- Brückenlegerfahrzeug für die Panzerschnellbrücke Leguan
- Flugabwehrpanzer ItPsv 90 Marksman

## Technische Daten
| Bezeichnung                                   | Leopard 2A4 | Leopard 2A5 | Leopard 2A6/A6M |
| --------------------------------------------- | --- | --- | --- |
| Typ:                                          | Kampfpanzer mit selbsttragender Panzerwanne und geschweißtem Drehturm                                                                                  | Kampfpanzer mit selbsttragender Panzerwanne und geschweißtem Drehturm                                                                                  | Kampfpanzer mit selbsttragender Panzerwanne und geschweißtem Drehturm                                                                                  |
| Besatzung:                                    | 4 | 4 | 4 |
| Motor:                                        | MTU-Zwölfzylinder-Dieselmotor MB 873-Ka 501 mit Ladeluftkühlung und zwei Abgasturboladern                                                              | MTU-Zwölfzylinder-Dieselmotor MB 873-Ka 501 mit Ladeluftkühlung und zwei Abgasturboladern                                                              | MTU-Zwölfzylinder-Dieselmotor MB 873-Ka 501 mit Ladeluftkühlung und zwei Abgasturboladern                                                              |
| Hubraum:                                      | 47.600 cm³, Drehzahl: 2600/min | 47.600 cm³, Drehzahl: 2600/min | 47.600 cm³, Drehzahl: 2600/min |
| Leistung:                                     | 1103,25 kW (1500 PS) | 1103,25 kW (1500 PS) | 1103,25 kW (1500 PS) |
| Kühlung:                                      | Flüssigkeits-Pumpen-Umlaufkühlung | Flüssigkeits-Pumpen-Umlaufkühlung | Flüssigkeits-Pumpen-Umlaufkühlung |
| Getriebe:                                     | Hydromechanisches Schalt-, Wende- und Lenkgetriebe HSWL 354 mit kombinierter hydrodynamisch-mechanischer Betriebsbremse, 4 Vorwärts-, 2 Rückwärtsgänge | Hydromechanisches Schalt-, Wende- und Lenkgetriebe HSWL 354 mit kombinierter hydrodynamisch-mechanischer Betriebsbremse, 4 Vorwärts-, 2 Rückwärtsgänge | Hydromechanisches Schalt-, Wende- und Lenkgetriebe HSWL 354 mit kombinierter hydrodynamisch-mechanischer Betriebsbremse, 4 Vorwärts-, 2 Rückwärtsgänge |
| Fahrwerk:                                     | drehstabgefedertes Stützrollenlaufwerk mit Lamellendämpfern und hydraulischen und festen Endanschlagsdämpfern                                          | drehstabgefedertes Stützrollenlaufwerk mit Lamellendämpfern und hydraulischen und festen Endanschlagsdämpfern                                          | drehstabgefedertes Stützrollenlaufwerk mit Lamellendämpfern und hydraulischen und festen Endanschlagsdämpfern                                          |
| Länge über alles (Bordkanone auf 12 Uhr):     | 9670 mm | 9670 mm | 10.970 mm |
| Breite über alles:                            | 3700 mm | 3760 mm | 3760 mm |
| Höhe über alles:                              | 2790 mm | 3030 mm | 3030 mm |
| Bodenfreiheit:                                | 540 mm, nach hinten auf 500 mm abfallend | 540 mm, nach hinten auf 500 mm abfallend | 540 mm, nach hinten auf 500 mm abfallend |
| Watfähigkeit o. Aufbau:                       | 1200 mm | 1200 mm | 1200 mm |
| Tiefwaten m. Tiefwat-Schacht:                 | 2250 mm | 2250 mm | 2250 mm |
| Unterwasserfahren m. Unterwasserfahr-Schacht: | 4000 mm | 4000 mm | 4000 mm |
| Grabenüberschreitfähigkeit:                   | 3000 mm | 3000 mm | 3000 mm |
| Kletterfähigkeit:                             | 1100 mm | 1100 mm | 1100 mm |
| Steigfähigkeit:                               | 60 % | 60 % | 60 % |
| Querneigung:                                  | 30 % | 30 % | 30 % |
| Leergewicht:                                  | 52.000 kg | 57.300 kg | 57.600 kg A6M 60.200 kg |
| Gefechtsgewicht:                              | 55.150 kg | 59.500 kg | A6 59.900 kg (zGG 61.700 kg), A6M 62.500 kg |
| Spezifischer Bodendruck:                      | 0,83 kg/cm² | 9,3 N/cm² (0,92 kg/cm²) | |
| Bauartbedingte Höchstgeschwindigkeit:         | 72 km/h; rückwärts 31 km/h | 72 km/h; rückwärts 31 km/h | 72 km/h; rückwärts 31 km/h |
| Kraftstoffmenge:                              | 1160 Liter (im Frieden auf 900 Liter begrenzt) | 1160 Liter (im Frieden auf 900 Liter begrenzt) | 1160 Liter (im Frieden auf 900 Liter begrenzt) |
| Wendekreis:                                   | je nach Gang 7 bis 27 m | je nach Gang 7 bis 27 m | je nach Gang 7 bis 27 m |
| Drehen um die Hochachse (360°):               | 10 Sekunden | 10 Sekunden | 10 Sekunden |
| Bewaffnung:                                   | Rheinmetall 120-mm-Glattrohrkanone L/44 2 × 7,62-mm Maschinengewehr                                                                                    | Rheinmetall 120-mm-Glattrohrkanone L/44 2 × 7,62-mm Maschinengewehr                                                                                    | Rheinmetall 120-mm-Glattrohrkanone L/55 2 × 7,62-mm Maschinengewehr                                                                                    |
| Munition:                                     | 42 Patronen, Standardbeladung dabei 30 Wuchtgeschosse und 12 Mehrzweckgeschosse                                                                        | 42 Patronen, Standardbeladung dabei 30 Wuchtgeschosse und 12 Mehrzweckgeschosse                                                                        | 37 Patronen |
| Turmgewicht:                                  | 16 t | 21 t | 21 t |
| Richten des Turms:                            | 360° in 9 Sekunden (elektrisch) | 360° in 9 Sekunden (elektrisch) | 360° in 9 Sekunden (elektrisch) |

|                     | L/44    | L/55 (bei A6) |
| ------------------- | ------- | ------------- |
| Kaliber:            | 120 mm  | 120 mm        |
| Rohrlänge:          | 5280 mm | 6600 mm       |
| Masse Rohr:         | 1190 kg | 1347 kg       |
| Rohranbauteile:     | 50 kg   | 65 kg         |
| Masse Waffenanlage: | 3780 kg | 4160 kg       |

## Der Leopard 2 in anderen Streitkräften
Neben den aus Bundeswehrbeständen kommenden Leopard-2-Kampfpanzern wurden auch Neufahrzeuge für Staaten neben der Bundesrepublik Deutschland gefertigt.
| Erste Lieferung | Stückzahl | Variante       | Nutzer       |
| --------------- | --------- | -------------- | ------------ |
| 1981            | 445       | Leopard 2A4NL  | Niederlande  |
| 1987            | 380       | Pz 87          | Schweiz      |
| 1995            | 120       | Strv 122       | Schweden     |
| 2004            | 219       | Leopard 2E     | Spanien      |
| 2007            | 170       | Leopard 2A6HEL | Griechenland |
| 2013            | 62        | Leopard 2A7Q   | Katar        |
| 2018            | 44        | Leopard 2A7HU  | Ungarn       |
| 2022            | 54        | Leopard 2A7NOR | Norwegen     |
| Summe           | 1.494     |                |              |

Ein deutscher Militärhistoriker schätzte die Zahl der Anfang 2023 weltweit im Dienst stehenden „Leopard 2“-Panzer auf etwa 2670, darunter etwa 1000 der Version A4.

### Chile

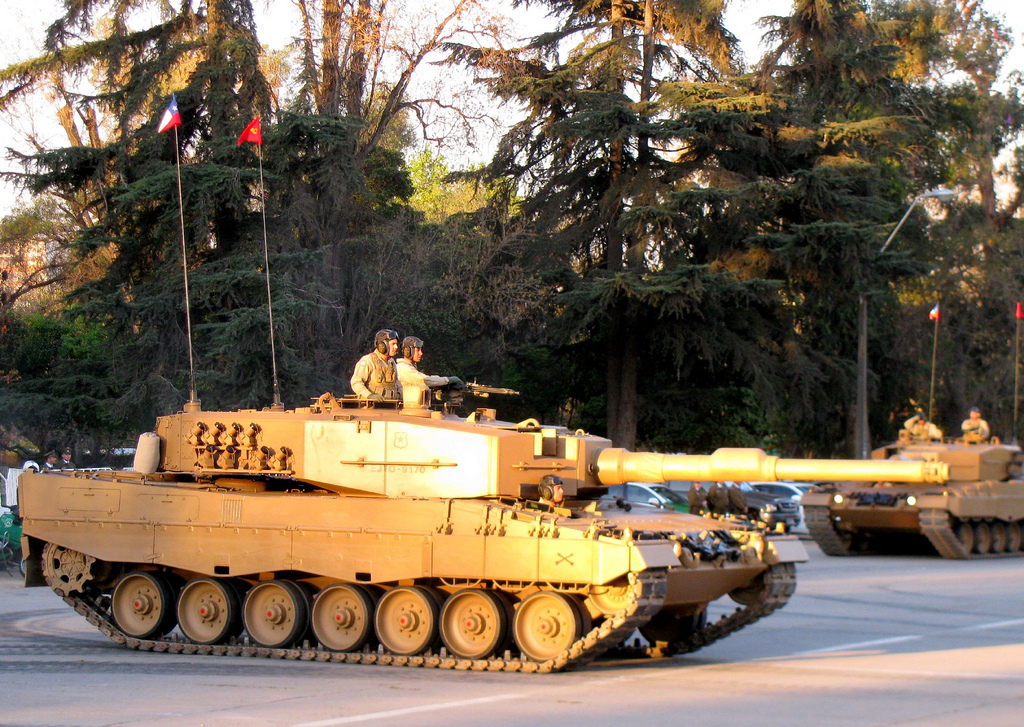
Leopard 2A4CHL

Die chilenische Armee verfügt seit dem 14. November 2007 über die ersten Kampfpanzer der Leopard-2-Serie. Die aus dem Bestand der Bundeswehr kommenden Fahrzeuge wurden von KMW generalüberholt und auf chilenische Bedürfnisse umgerüstet. Während der Vertragsverhandlungen wurde die Stückzahl mehrfach gesteigert. Waren es am Anfang 118, steigerte sich die Zahl später auf 140, dann auf 172. Als Kaufpreis werden 88 Millionen Euro genannt. Rund 140 Panzer sind im Einsatz, die restlichen dienen als Fahrschulpanzer oder Ersatzteilspender. Der Vertrag umfasst auch die Lieferung von Sonderwerkzeugen, Prüfmitteln und Ausbildungsunterstützung; letztere wurde von der Bundeswehr im Zeitraum von 2006 bis 2008 durchgeführt. Insgesamt wurden drei Bataillone mit dem 2A4CHL ausgestattet. Als Bergepanzer dienen niederländische Bergepanzer 2, die vom Unternehmen Flensburger Fahrzeugbau zum Bergepanzer 2000 kampfwertgesteigert werden.

### Dänemark

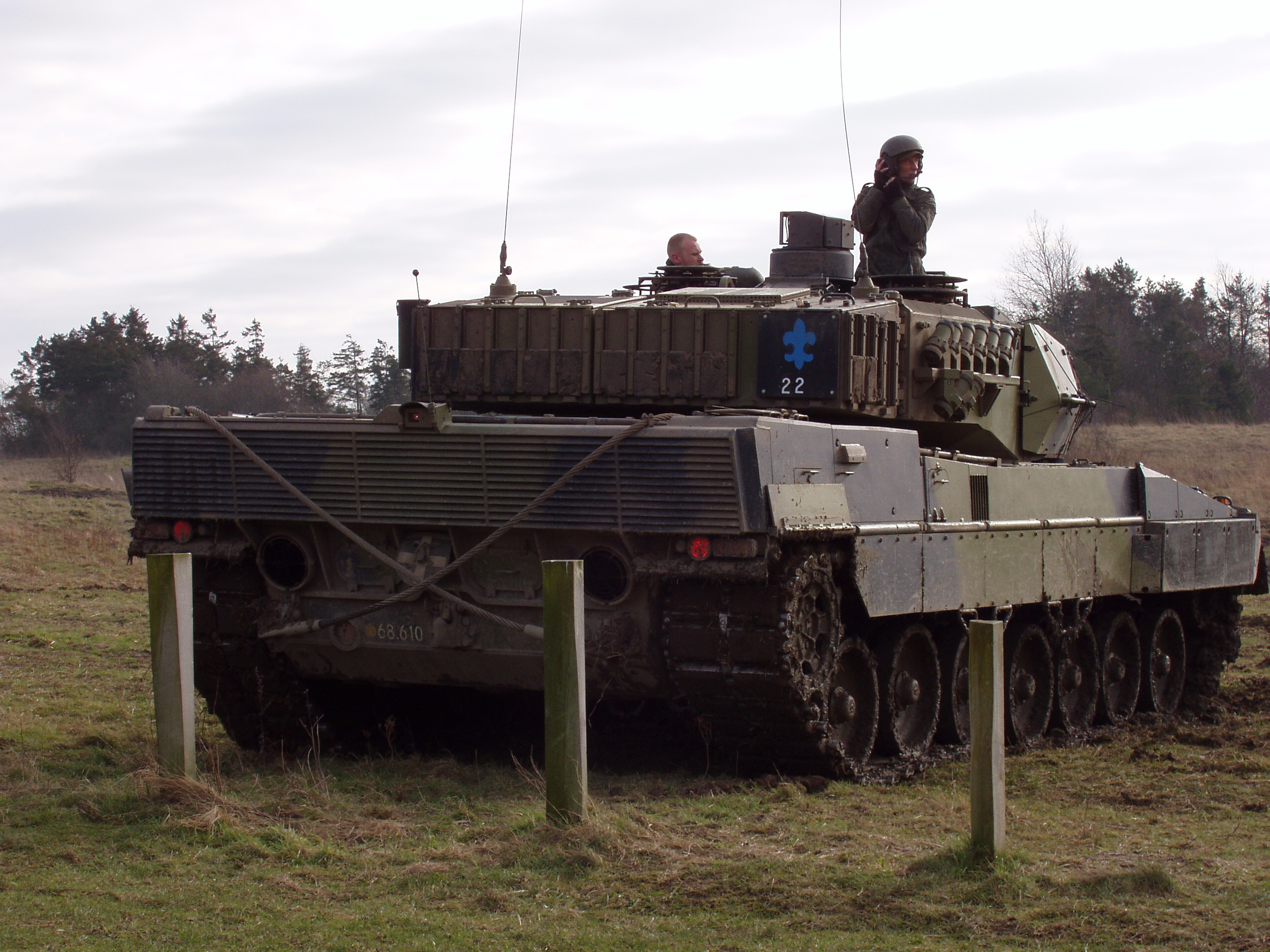
Rückansicht eines dänischen Leopard 2A5DK. Das Turmheck mit den Schneegreifern ist eines der Merkmale der dänischen und schwedischen Leopard-Variante.

Das dänische Militär suchte Mitte der 1990er-Jahre nach einer Ablösung seiner Leopard-1A5-Bestände. Die Einsätze bei UNPROFOR, SFOR und KFOR bestimmten den Forderungs- und Fähigkeitskatalog des neuen Kampfpanzers. Es wurden keine praktischen Tests mit anderen länderspezifischen Rüstsätzen unternommen, sondern unter anderem auf die Erfahrungen Schwedens zurückgegriffen.
Die dänische Kampftruppenschule Hærens Kampskole in Oksbøl empfahl darauf der Regierung, den Leopard 2 mit Modifikationen zu kaufen. Im Dezember 1997 wurden 51 Leopard 2A4 aus dem Bestand der Bundeswehr gekauft, die Kampfwertsteigerung (KWS) war schon grob festgelegt. Die Kampfpanzer wurden mit dänischen Funkgeräten und dänischen Markierungen versehen.
Gemäß dem schon geplanten KWS-Programm wurden ab 2002 die Fahrzeuge auf den Stand 2A5DK gebracht. Die Maßnahmen waren ein Mix aus der Mannheimer Konfiguration und den Änderungen des schwedischen Strv 122. So erhielten die Panzer die Bugzusatzpanzerung und das Turmheck des Strv 122, das durch die Klimaanlage MKK3 ergänzt wurde. Als erster Leopard 2 erhielten sie das 10-kW-Zusatzaggregat (APU) im rechten Wannenheck, das dafür leicht erhöht wurde. Der israelische Suchscheinwerfer auf der Kanonenblende wurde aufgrund der Erfahrungen bei den UN-Einsätzen installiert, um möglichen Konfliktparteien zu zeigen, dass sie unter Beobachtung stehen. Auf dem Turmdach wurden ein zusätzlicher Staukasten und Bereitschaftshalterungen für das Gewehr M96 (M16-Derivat) montiert sowie das Verstaukonzept der Ausrüstung angepasst. Nach einer Umstrukturierung der Streitkräfte im Jahr 2004 wurden weitere 18 Leopard 2A4 aus dem Bestand der Bundeswehr gekauft, von denen sechs auf den Stand 2A5DK gebracht wurden.
Wie auch Schweden entschied sich das Militär nach Hitzetests in Spanien, das Barracuda-Tarnsystem mit Hitze-Transfer-System (HTC – Heat Transfer Reduction System) einzusetzen, um die Innenraumtemperaturen zu senken und so die Leistungsfähigkeit von Technik und Besatzung zu erhalten. Die 2007 aufgestellte Quick Reaction Force (schneller Eingreifverband) für Irak und Afghanistan wurde als erste Einheit damit ausgestattet.
Nach dem Tod eines Soldaten bei einem Anschlag auf einen der in Afghanistan eingesetzten Panzer wurden diese nachträglich mit einem Minenschutz des Unternehmens IBD Deisenroth Engineering ausgestattet. Ebenfalls umgesetzt wurde die Käfigpanzerung. Als Munition sind neben der üblichen KE- und MZ-Munition PELE und Canister im Einsatz.
2016 begannen im dänischen Militär die Vorbereitungen zur zweiten Kampfwertsteigerung der Panzer. 2017 wurde das Midlife-Update-Programm gestartet. Mit dem im Jahr 2019 absolvierten Factory Acceptance Test, wobei u. a. die Harmonisierung zwischen dem dänischen Leopard 2A7 und dem deutschen Leopard 2A7V, das Verstausystem und die dänischen elektronischen Benutzerschnittstellen geprüft wurden, erfolgte im Oktober die offizielle Übergabe an das dänische Heer. Bis 2022 sollen insgesamt 44 Panzer zum 2A7 aufgerüstet werden.

### Finnland

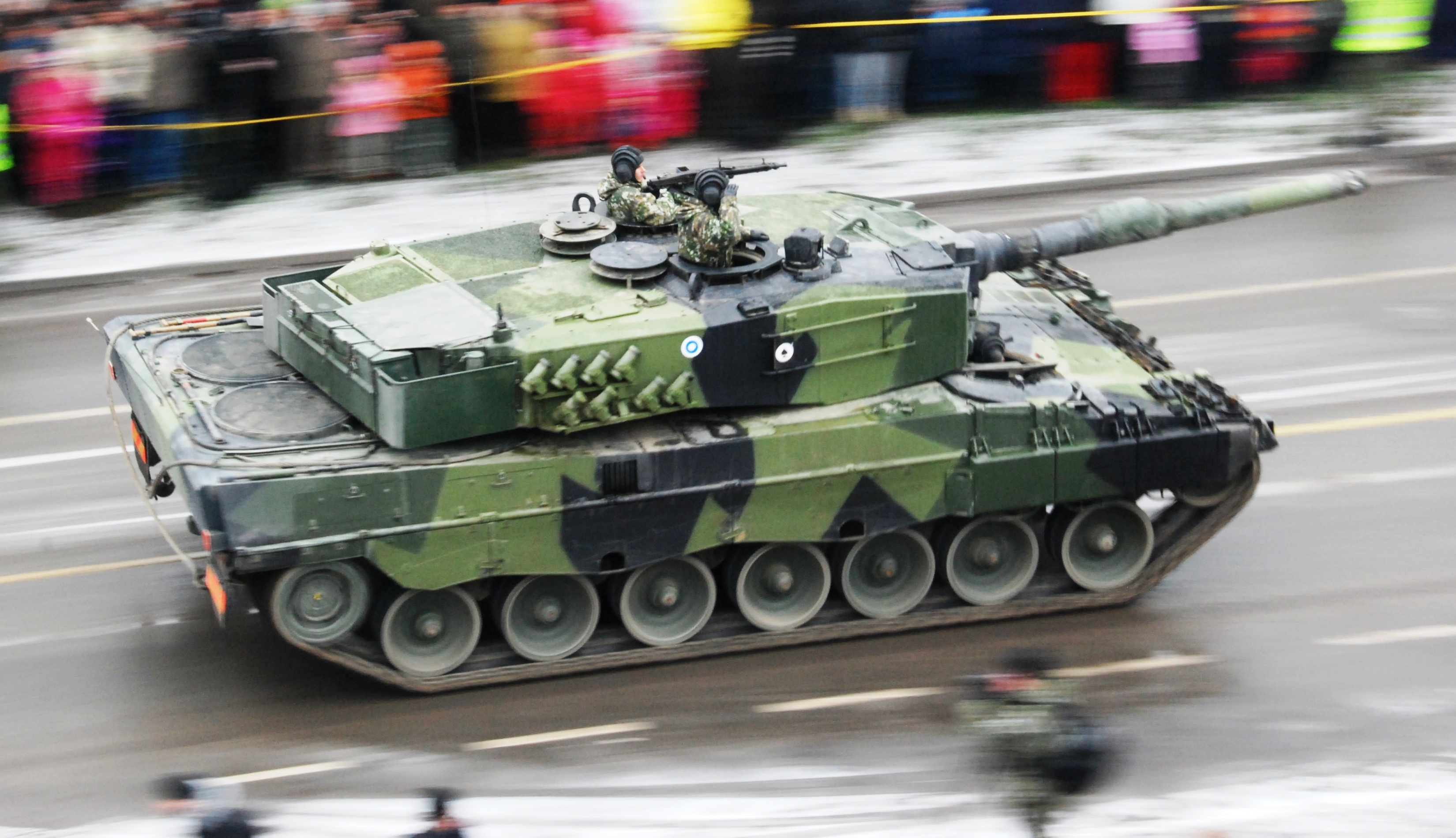
Leopard 2A4FIN der finnischen Armee

Finnland erhielt zwischen 2002 und 2003 deutsche Leopard 2A4 aus Bundeswehrbeständen zur Ablösung der T-55 und T-72GM1. Von den 124 Kampfpanzern dienen sechs als Brückenleger mit der Panzerschnellbrücke Leguan (Leopard 2L; L=Leguan), sechs als Minenräumpanzer (Leopard 2R; R=Raivaamis für brechen) und zwölf zur Ersatzteilgewinnung. Die zu einem späteren Zeitpunkt gekauften 15 Leopard 2 dienen ebenfalls der Ersatzteilgewinnung oder als Austauschfahrzeuge.
Mit Stand Anfang 2023 hatte Finnland 100 Leopard 2A4 eingelagert.
Der Leopard 2A4FIN entspricht technisch dem deutschen Standard. Zusätzlich erhielten die Fahrzeuge weitere Staukörbe, das Funkgerät Tadrin VRC-959, zusätzliche Antirutschbeläge, eine andere Dreifarbtarnung und Modifikationen an den bestehenden Staukästen. Die Klappe des EMES 15 erhielt eine kleine Bohrung, die dem Richtschützen ein Beobachten bei geschlossener Klappe ermöglicht. Als KE-Munition wird die LKE-2 eingesetzt.
Im Januar 2014 wurde ein Liefervertrag über 100 A6NL und ein Zehn-Jahres-Vertrag zur Ersatzteillieferung mit den Niederlanden abgeschlossen. Neben den Kampfpanzern werden zwischen 2015 und 2019 Munition, Simulatoren und Werkzeuge geliefert. Bereits seit Juni 2009 untersuchte Finnland die Möglichkeit einer Kampfwertsteigerung ihrer bestehender Leopard 2. Seit 2016 wird das britische Marksman-Flugabwehrsystem auf dem Leopard-2-Fahrgestell genutzt. Zuvor war es bis 2010 auf T-55AM montiert.

### Griechenland

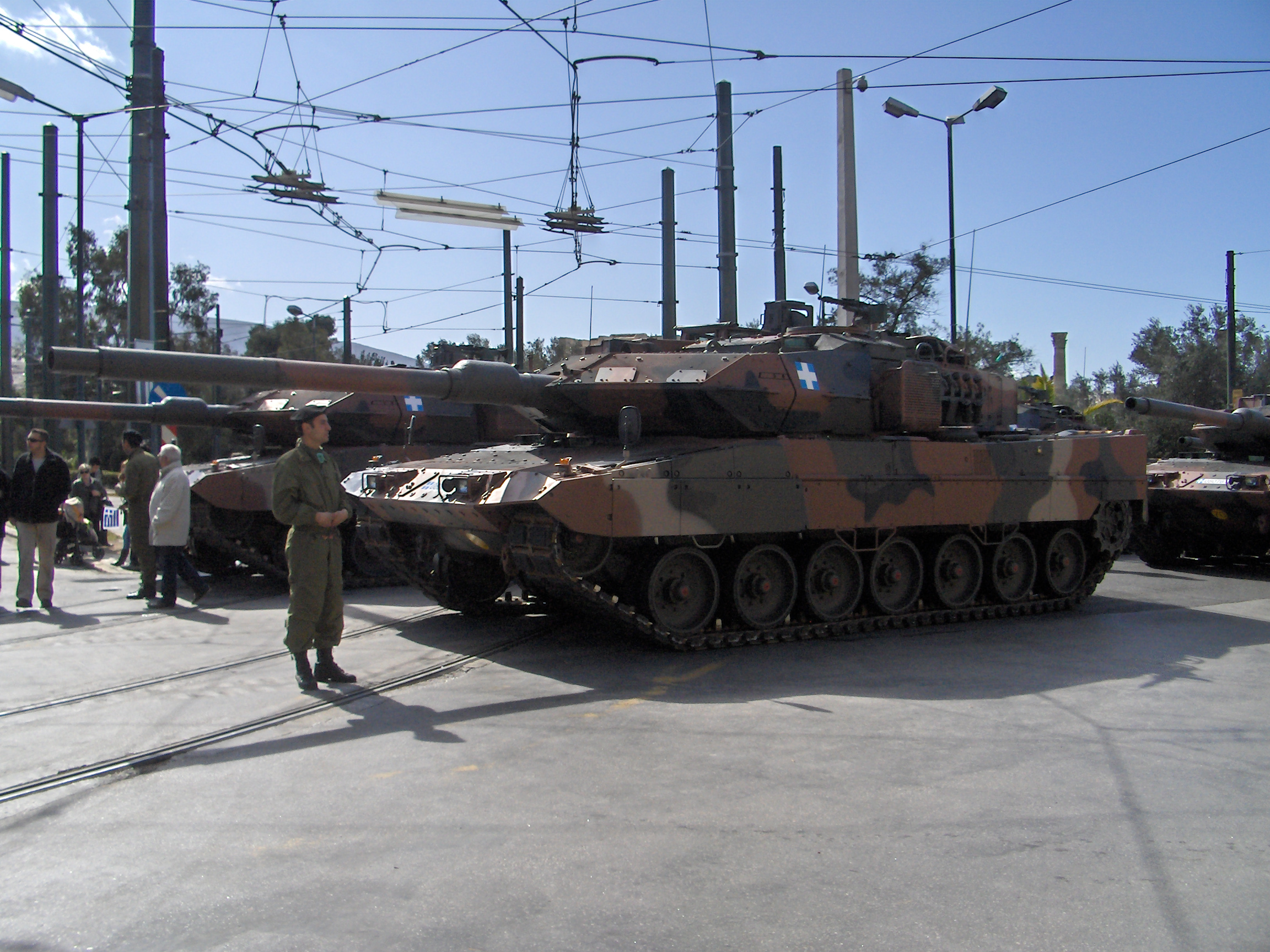
Leopard 2A6 HEL des griechischen Heeres

Griechenland ist ein weiteres NATO-Mitglied, das den Leopard 2 nutzt. Nach Tests in den Jahren 1998 oder 1999 verhandelte die griechische Regierung (Ministerpräsident von 1996 bis 2004 war Konstantinos Simitis) mit Deutschland (Kabinett Schröder I) über den Kauf von bis zu 250 Leopard-Panzern.
Die griechische Regierung bestellte im März 2003 bei Krauss-Maffei Wegmann (heute KNDS Deutschland) 170 Leopard 2A6. Der Preis von 1,7 Milliarden Euro beinhaltete zwölf Bergepanzer Büffel, acht Brückenlegepanzer Leguan auf Leopard-1-Fahrgestell, zwei Fahrsimulatoren, einen Schusssimulator sowie technische Unterstützung und Ersatzteile für zwei Jahre. Die Fahrzeuge entsprachen dem Konstruktionsstand A6 und galten als modernste Leopard 2 zum Zeitpunkt der Auslieferung der Erprobungsträger ab dem Jahr 2005 (Serie: 2006). Die Panzer haben eine Klimaanlage, ein Hilfstriebwerk (engl. auxiliary power unit, APU), Zusatzpanzerung sowie länderspezifische Ausstattung wie Funkgeräte und Tarnanstrich. Insgesamt fertigte KMW 30 Panzer in Deutschland, die übrigen 140 wurden bis 2009 in Griechenland von ELBO, (transkr.: Elliniki Biomichania Ochimaton, deutsch: Griechische Fahrzeugindustrie), hergestellt, was einem Auftragsvolumen von 557 Millionen Euro für die einheimische Rüstungsindustrie entsprach. Die Kennzeichnung der Panzer lautet Leopard 2A6 HEL. Eine weitere eingesetzte Variante ist der Leopard 2A4 aus Bundeswehrbeständen. Insgesamt verfügt Griechenland über 183 Panzer, von denen 130 durch KMW und Rheinmetall Landsysteme modernisiert wurden. Die Änderungen umfassen die Instandsetzung, einen neuen Tarnanstrich, neue Funkgeräte und weitere kleine Änderungen. Im Zuge der Umrüstung lieferte Rheinmetall Defence Electronics ebenfalls elektronische Prüfausstattungen, Führungssysteme für Bataillonsgefechtsstände und ergänzte die Depot-Prüfanlage im griechischen Velestino. Insgesamt zahlte Griechenland 270 Millionen Euro für den Kauf, der zusätzlich 150 Leopard 1A5 als Überbrückung bis zur Auslieferung der A6 beinhaltete.
2008 wurde bekannt, dass KMW offene Forderungen in Höhe von 480 Millionen Euro an Griechenland hatte. So lieferte das Unternehmen 100 Panzer, von denen lediglich 20 bezahlt wurden. Laut dem Geschäftsführer Frank Haun bereitete das fehlende Geld zunehmend Liquiditätsengpässe.
Nach Angaben griechischer Medien wurden die Zahlungen an KMW eingestellt, weil Risse an den Turmluken von 40 Leopard 2A6HEL entdeckt wurden. Das Wehrwissenschaftliche Institut für Werk- und Betriebsstoffe (WIWeB) des BWB wurde mit der Untersuchung der Risse beauftragt. Zur Fehlerbehebung der in Deutschland und Griechenland gefertigten Leopard 2 werden die Risse mit Harz ausgegossen und die Schadstelle durch einen Stahlring verstärkt. Darüber hinaus wurden an 39 Geschützrohren des Subunternehmers Rheinmetall Roststellen gefunden. Die offenen Forderungen betrugen darauf im August 2010 100 Millionen Euro.

### Indonesien

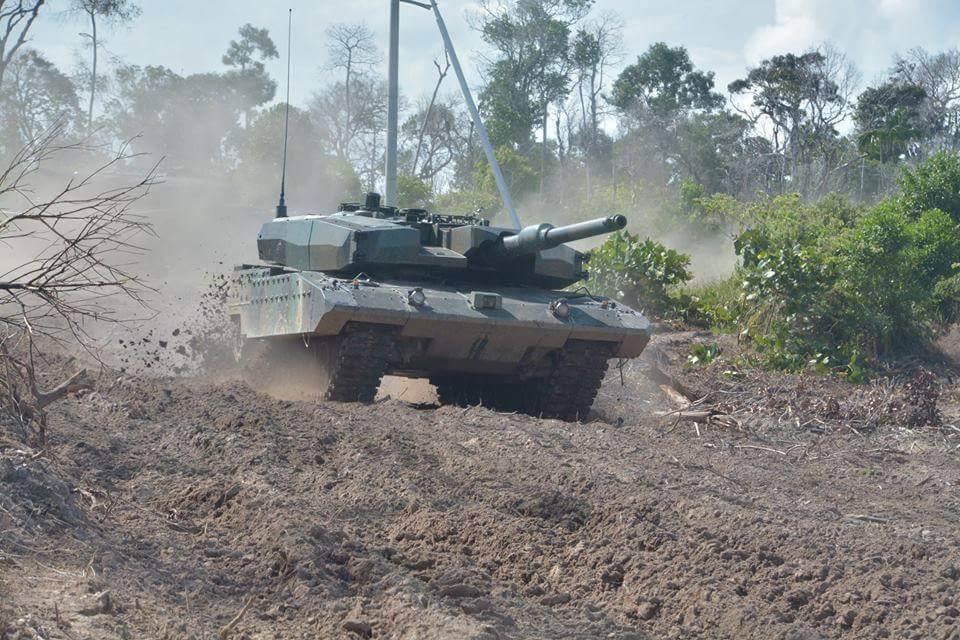
Indonesischer Leopard 2 MBT Revolution (2016)

Am 7. Mai 2013 gab die Bundesregierung (Kabinett Merkel II) bekannt, dass der Bundessicherheitsrat der Lieferung von 104 gebrauchten Leopard 2, 4 Bergepanzern, 3 Brückenlegepanzern und 3 Pionierpanzern sowie 50 älteren Marder-Modellen (Marder 1A3) nach Indonesien zugestimmt hat. Im Sommer 2012 hatte Staatschef Susilo Bambang Yudhoyono Merkel getroffen. Die endgültige Liefervereinbarung mit Rheinmetall umfasste 103 instandgesetzte und modernisierte Fahrzeuge der Ausbaustufe A4. Der im Dezember 2012 unterschriebene Vertrag mit einem Gesamtvolumen von 216 Millionen Euro enthält neben den Kampfpanzern 43 überholte Marder 1A3, 11 Berge- und Pionierfahrzeuge sowie zugehörige Dokumentation, Ausbildungsgeräte und Logistikunterstützung sowie eine Anfangsausstattung an Übungs- und Gefechtsmunition. Für 61 Panzer war eine Aufrüstung mit dem Revolution-Paket von Rheinmetall geplant. Die Änderungen umfassten den Turmantrieb, den ballistischen Schutz, ein Hilfstriebwerk, Klimaanlage, Nacht- sowie Rückfahrhilfe für den Fahrer und eine Anpassung der Waffenanlage an die HE-Munition.

### Italien
Italien wollte im Zuge der Erneuerung seines Heeres Leopard 2A8 IT beschaffen, die in La Spezia produziert werden sollten. Das Projekt hatte ein Volumen von 132 Kampfpanzern und 140 Spezialpanzern für 8,2 Milliarden Euro. Am 11. Juni 2024 wurde bekannt, dass KNDS und Leonardo die Verhandlungen diesbezüglich abgebrochen haben, weil sie sich nicht über die Konfiguration der italienischen Leopard 2A8-Variante, den verbundenen Arbeitsanteil und die damit verbundene langfristige strategische Kooperation der beiden Unternehmen einigen konnten.
Am 3. Juli 2024 verkündeten Rheinmetall und Leonardo die Gründung eines Joint Venture zur Produktion von 200 KF51 Panther Kampfpanzern und 350 KF41 Lynx Schützenpanzern.

### Kanada

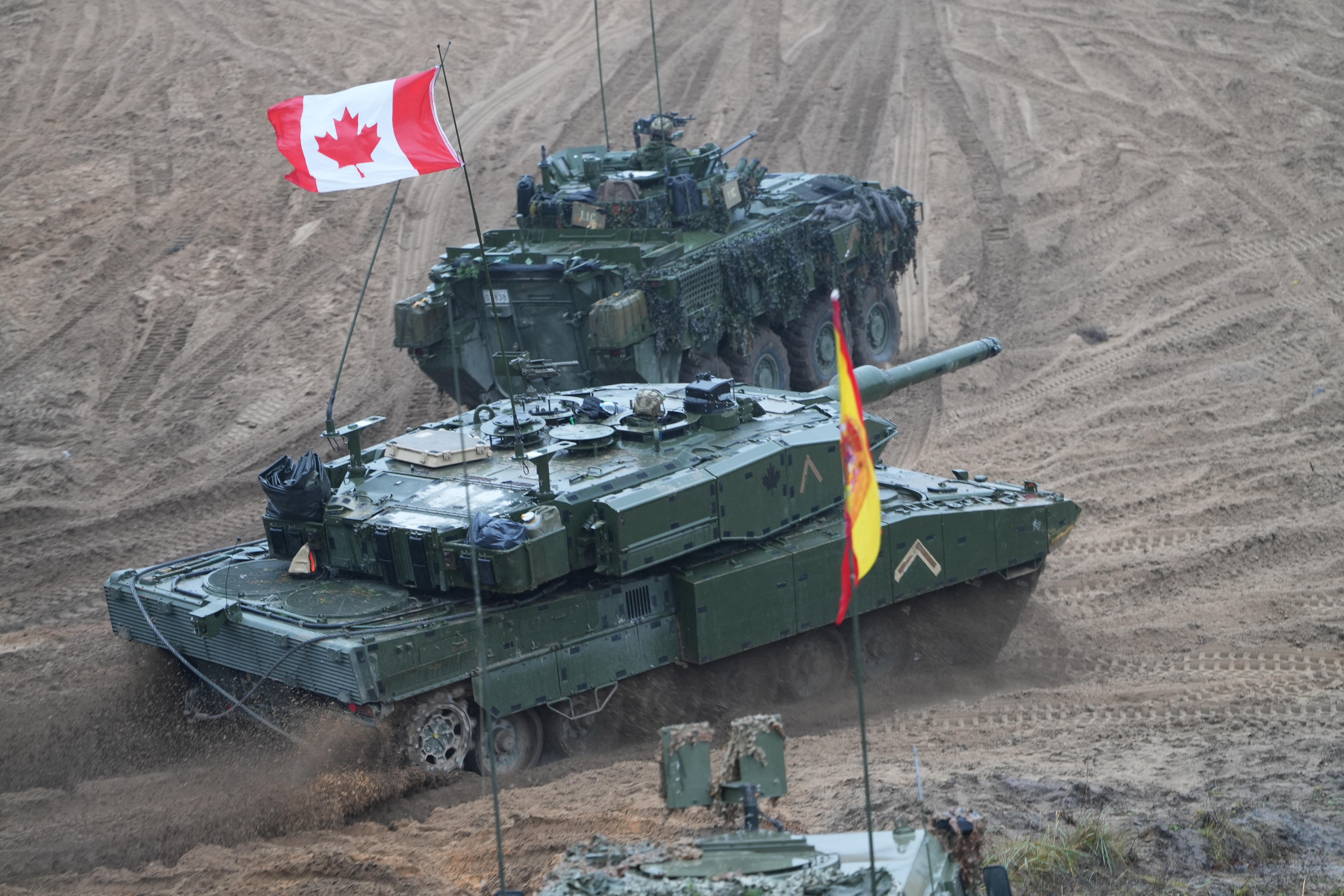
Leopard 2A4M CAN der Canadian Army während der NATO-Übung Resolute Warrior 2024 in Litauen.

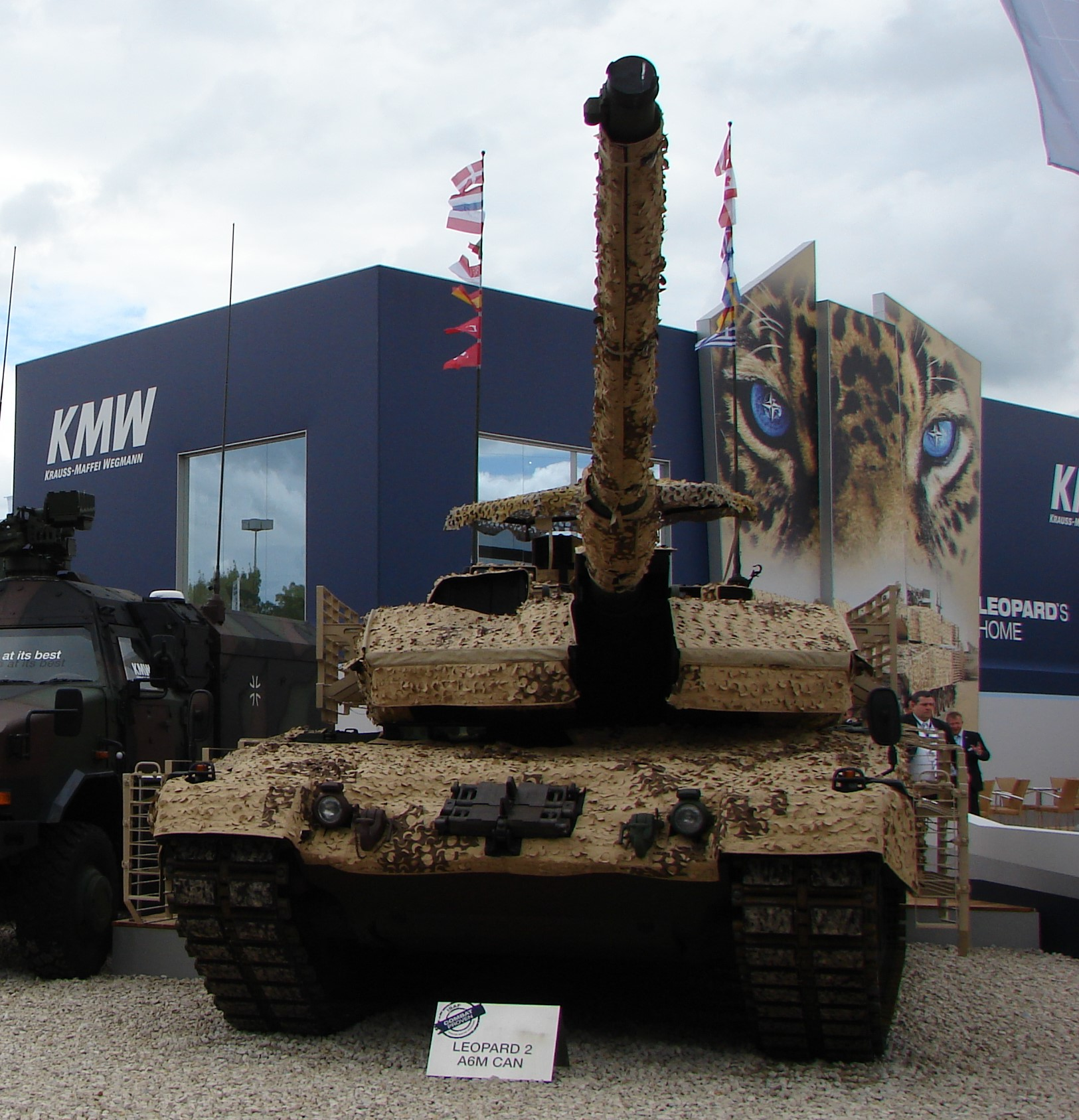
Leopard 2A6M CAN auf der Rüstungsmesse Eurosatory

Kanada hat seit 2007 den Leopard 2 und entschied sich damit gegen die Beschaffung eines Radpanzers mit 105-mm-Kanone. Ursprünglich sollte der M1128 Stryker MGS die restlichen Leopard C2 (eine Variante des Leopard 1) ersetzen. Die späte Einsatzreife des Stryker MGS und die seit 2006 positiven Einsatzerfahrungen mit dem Leopard C2 in Südafghanistan (ISAF) veranlassten die Regierung, einen Nachfolger zu suchen.
Sie schickte im Februar 2007 eine Anfrage an die Regierung Merkel und leaste später für zwei Jahre 20 Leopard 2A6M und zwei Bergepanzer 3 aus den Beständen der Bundeswehr, um den einsatzbedingten Sofortbedarf zu decken. Der Vertrag umfasste auch eine Vereinbarung über logistische Unterstützung für den Betrieb, darunter die Ausbildung kanadischer Panzerbesatzungen und Instandsetzungspersonal durch die Bundeswehr. Die ursprünglich im September 2009 abgelaufene Vereinbarung wurde bis Ende 2010 verlängert.
Die Kampf- und Bergepanzer wurden bei Krauss-Maffei Wegmann und Rheinmetall Landsysteme modifiziert und im August und September 2007 mit der Strategic Airlift Interim Solution nach Afghanistan verlegt. Der erste durch Krauss-Maffei Wegmann modifizierte Leopard 2 wurde am 2. August 2007 vorgestellt. Die Bezeichnung lautet Leopard 2A6M CAN.
Am 12. April 2007 teilte das kanadische Verteidigungsministerium mit, im Rahmen des Tank Replacement Projekt aus den Beständen der Niederlande 100 Leopard 2 (80 A4NL, 20 A6NL) für 650 Millionen Dollar zu kaufen. Die Option zum Kauf von 80 deutschen A4 wurde nicht weiterverfolgt. Der Kaufvertrag wurde im Dezember 2007 unterzeichnet. Die ersten Leopard 2 der Niederlande kamen Ende 2008 in Kanada an. Kanada kaufte 2011 weitere zwölf Leopard 2A4 von der Schweiz. Sie dienen als Plattform für geschützte Spezialfahrzeuge.
Kanada ließ die A6NL auf den deutschen Rüststand A6M bringen und gab sie anstelle der geleasten Panzer an Deutschland zurück. Statt der ursprünglich geplanten Umrüstung von 20 A4NL auf den Stand A6M CAN wurde einer Hybridlösung der Vorzug gegeben. Ziel dieses Konzeptes war es, Panzer für das asymmetrische Gefecht und das symmetrische Gefecht zu erhalten. Der Auftrag an KMW erfolgte am 16. Juni 2009 und wurde ab Juli 2009 mit dem Eintreffen der Panzer umgesetzt. Die Modifikationen wurden in den Werken Kassel (Turm) und München (Wanne) durchgeführt.
Die ersten Konzepte mit der Bezeichnung 2A4 (Ops)CAN+ definierten die L/55-Bordkanone, den elektrischen Turmantrieb, einen IED-Schutz und eine Aufpanzerung als mögliche Modifikation. Auf den Einsatz der Käfigpanzerung am kompletten Fahrzeug sollte verzichtet werden, weil diese im Einsatz auf engen Wegen oft hinderlich gewesen waren. Sie sollten auch das Standardmaschinengewehr C6 GPMG als Sekundärbewaffnung erhalten. Für weitere 42 A4NL, die vorwiegend dem Training dienen, wurde eine teilweise Umrüstung vorgesehen. Die von Rheinmetall Kanada ausgeführten Änderungen an diesen Trainingsfahrzeugen wurden bis Anfang 2012 abgeschlossen und brachten die Panzer auf kanadischen Ausrüstungsstandard. Die Gesamtkosten für Modernisierung und Instandsetzung betrugen 17 Millionen Euro. Die restlichen Fahrzeuge, inklusive der oben genannten schweizerischen Fahrzeuge, waren für die Umrüstung zu Pionier- und Bergepanzern vorgesehen. Diese sind 18 Pionierpanzer (ursprünglich 13 + 5 weitere als Option im Force-Mobility-Enhancement-Programm, das 2012 ausgelöst wurde) vom Typ Wisent 2 sowie 12 kampfwertgesteigerte Bergepanzer 3 (davon vier (zwei als Option) aus dem Force Mobility Enhancement Programm).
KMW übergab im Oktober 2010 den ersten von 20 modernisierten Leopard-Panzern. Die endgültige Bezeichnung lautet Leopard 2A4M CAN und kennzeichnet die Panzervariante Kanadas für das asymmetrische Gefecht. Die Panzer haben die L/44-Bordkanone, hydraulische Kettenspanner, einen Staukasten für Handwaffen auf dem Turmdach, eine Käfigpanzerung an Turm- und Wannenheck und einen digital-elektrischen Turmantrieb. Die Zusatzpanzerung an den Turmseiten, der Turmfront, den Wannenseiten und auf der Wannenoberseite haben das Schutzniveau des 2A7+. Die Turmvorsatzmodule sind erneut keilförmig ausgebildet.
Der Minenschutz wurde wie auch beim A6M durch eine Minenschutzplatte, Drehstababdeckungen und vom Boden entkoppelte Sitze realisiert. Panzerungselemente hinter den Laufrollen verstärken zusätzlich den Schutz gegen Minen. Ein System für elektronische Gegenmaßnahmen (Electronic Counter Measure System – ECM), mit der sich Funk- und Mobilfunkfrequenzen stören lassen, schützt gegen ferngezündete Unkonventionelle Spreng- und Brandvorrichtung (Radio controlled improvised explosive device – RCIED). Das Feuerlöschsystem wurde von Halon auf Stickstoff umgestellt; das Kommandantenbediengerät, das Ladeschützenbediengerät und die Zentrallogik/Hauptverteilung der Feuerleitanlage wurden durch neue Systeme ersetzt. Der Kraftfahrer kann den Panzer dank einer Wärmebildkamera an Front und Heck auch bei schlechten Witterungsverhältnissen oder völliger Dunkelheit steuern. Das Barracuda-Tarnsystem mit Hitze-Transfer-System, wie es auch Dänemark nutzt, wird ebenfalls verwendet. Kühlwesten, eine Klimaanlage und landestypische Funkgeräte gehören ebenfalls zur Ausstattung. Als Blenden- und Fliegerabwehrmaschinengewehr dient das C6 GPMG. Das Gefechtsgewicht erreicht 61,8 Tonnen.
Eine Pioniergeräteschnittstelle an der Front für Minenroller, Minenpflug oder Räumschild erweitert das Einsatzspektrum und ermöglicht die Weiternutzung eingeführter Systeme.
Die Panzer für das symmetrische Gefecht werden mit den A6M der Bundeswehr sichergestellt. Die Panzer erhielten eine zusätzliche Bugplatte, eine Käfigpanzerung, das Barracuda-Tarnsystem mit Hitze-Transfer-System, kanadische Funkgeräte mit Antennenanlage, einen Staukasten für das Diemaco-C8-Sturmgewehr (M16-Derivat) auf dem Dach, einen Störsender (Counter-IED) und eine Kühlhutze für die EWNA. Auf eine Klimaanlage wurde verzichtet, weil deren Einbau zu umfangreich gewesen wäre. Die Besatzung wurde mit Kühlwesten ausgestattet. Als Sekundärbewaffnung blieb es beim MG3, wobei im Einsatzland durch die kanadischen Panzersoldaten als Fliegerabwehr das C6 GPMG genutzt wurde, da der Lukenring des Ladeschützen beim Leopard 1 und 2 baugleich ist. Eine Modifikation, die im Einsatzland erfolgte, ermöglicht es den Streitkräften, die Anbauvorrichtung des Leopard 1 zu nutzen, um Minenroller, TWMP-Minenpflug und das Räumschild an einigen Leopard 2 einzusetzen. Kanada verschießt neben der üblichen Panzermunition auch Kartätschenmunition.
Wie auch beim Kampfpanzer erhielten die geleasten Bergepanzer Büffel eine Kampfwertsteigerung. Die Umrüstung umfasste einen Minenschutz, ballistischen Schutz, die Käfigpanzerung, die landestypische Funkanlage, Kühlwesten und eine Verbreiterung des Räum- und Stützschildes.
Eingesetzt wurden die Leopard 2 von der Task-Force Kandahar. In der Anfangszeit noch mit den Leopard C2 zusammen genutzt, waren sie die Einsatzreserve und schneller Eingreifverband (Quick Reaction Force) der Task-Force (TF) im vorgeschobenen Militärstützpunkt Masum Ghar, Distrikt Panjwai. Gemäß den kanadischen Streitkräften wurde der Panzer in allen größeren Operation der TF eingesetzt. Der Einsatz endete 2011 mit dem Abzug der Kampftruppen. Insgesamt unterhielten die Streitkräfte 2012 112 Leopard-2-Fahrzeuge (20 A6M CAN, 20 A4M CAN, 42 A4 CAN (Trainingsfahrzeuge), 12 Bergepanzer 3 und 18 Pionierpanzer Wisent 2).
Im Februar 2023 schickte Kanada den ersten von vier der Ukraine zugesagten Leopard 2 per Transportflugzeug.

### Katar
Im Jahr 2009 wurde bekannt, dass Katar den Kauf von 36 Leopard-2-Panzern beabsichtigt. Die damalige schwarz-rote Koalition Deutschlands stimmte dieser Anfrage zu. Waffengeschäfte dieser Art mit arabischen Staaten waren aus Rücksicht auf Israel bislang nicht erfolgt. Im Vorfeld wurde Israel über die Verkaufsabsichten informiert, es gab jedoch keine Einwände. 2012 gab Katar an, Interesse an 200 Leopard-2-Panzern zu haben.
Am 18. April 2013 veröffentlichte KMW eine Pressemitteilung, die den Verkauf von 62 Leopard 2A7+ an Katar ankündigt. Das Rüstungsgeschäft, das ebenfalls 24 Panzerhaubitzen 2000, Peripheriegerät, Ausbildungseinrichtungen und Dienstleistungen umfasst, hat einen Auftragswert von 1,89 Milliarden Euro. Bis Ende 2016 wurde ca. die Hälfte der bestellten Einheiten ausgeliefert.

### Kroatien
Ende Oktober 2024 kündigte der Stellvertretende Premierminister und Verteidigungsminister Kroatiens, Ivan Anušić, die Beschaffung von bis zu 50 Kampfpanzern Leopard 2A8 für die Streitkräfte seines Landes an. Zuvor hatten Bundesverteidigungsminister Boris Pistorius und Anušić einen Ringtausch zur Ausstattung der ukrainischen Armee vereinbart. Kroatien wird mit finanzieller Unterstützung Deutschlands in einer ersten Tranche 30 Kampfpanzer M-84A4 und 30 Schützenpanzer BVP M-80 jugoslawischer Bauart sowie Ersatzteile und Munition aus kroatischen Beständen an die Ukraine liefern. Die Vereinbarung sieht vor, dass Kroatien diese finanzielle Unterstützung für die künftige Beschaffung von Kampfpanzern Leopard 2A8 verwenden wird. Die ersten neuen Panzer sollen bereits 2026 ausgeliefert werden. Die Bundesrepublik Deutschland hatte Kroatien dazu eingeladen, sich dem Projekt der gemeinsamen Beschaffung von Kampfpanzern des Typs Leopard 2A8 anzuschließen.

### Litauen
Im Januar 2024 beschloss der Nationale Verteidigungsrat Litauens die Beschaffung von Kampfpanzern des Typs Leopard 2. Das litauische Verteidigungsministerium wurde angewiesen, mit den Verhandlungen über die Beschaffung der Kampfpanzer zu beginnen. Die Entscheidung zu Gunsten des Leopard 2 erfolgte nach der Bewertung der Aussichten für die Interoperabilität mit der deutschen Panzerbrigade 45, die ab 2027 einsatzbereit und dauerhaft in Litauen stationiert werden soll. Mit den Kampfpanzern will Litauen die noch zu schaffende mechanisierte Division ausstatten. Am 16. Dezember 2024 unterschrieb die litauische Verteidigungsministerin Dovilė Šakalienė schließlich die Purchase Confirmation für den Erwerb von 44 Kampfpanzern des Typs Leopard 2A8. Grundlage für den Vertrag ist der deutsche Rahmenvertrag mit KNDS Deutschland.

### Niederlande

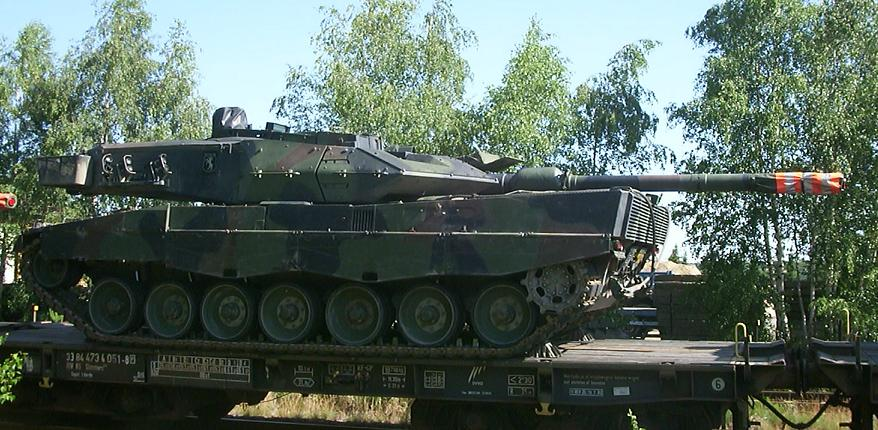
Leopard 2A6 der Koninklijke Landmacht

Am 2. März 1979 entschieden sich die Niederlande als erster ausländischer Abnehmer für die Beschaffung des Leopard 2. Die Panzer entsprachen dem Baulos 2 und 3, jedoch mit geänderter Funkanlage, neuer Nebelwurfanlage (NL-Standard), Fla-MG, TMG von FN Belgien und BIV-Fahrgerät aus niederländischer Produktion. Aufgrund der engen Kooperation zwischen Deutschland und den Niederlanden erfolgte darüber hinaus ein Technologieaustausch, dessen Ergebnisse bei der Panzerproduktion der deutschen Modelle berücksichtigt wurden. Die Beschaffung der 445 Fahrzeuge war im Juli 1986 abgeschlossen. Aufgrund der Transformationen im Heer folgte ein Verkauf von 114 Leopard 2 (NL) an Österreich, 330 wurden im Rahmen des KWS-II-Programms auf den Stand A5 (NL) umgerüstet. Wie auch bei der Bundeswehr wurden 180 Leopard 2 A5 (NL) auf den Stand A6 kampfwertgesteigert und 37 A6NL an Portugal, sowie 20 A6NL und 80 A4NL an Kanada, und 52 A4NL an Norwegen verkauft. Der aktive Bestand lag bei rund 73 A6NL. Zehn Leopard 2A4NL wurden durch Rheinmetall Landsysteme zum Pionierpanzer Kodiak umgebaut. Unter der Bezeichnung Bergingstank 600kN wird auch der Bergepanzer Büffel in der länderspezifischen Ausstattung genutzt. Im April 2011 verkündete die niederländische Regierung, aufgrund von Sparmaßnahmen auf alle Leopard 2 zu verzichten. Die Panzer wurden an Finnland verkauft.
Mit Unterstellung der 43. niederländischen mechanisierten Brigade in die deutsche 1. Panzerdivision erhält das Land die Möglichkeit, weiter den Leopard 2 zu nutzen. Die verbliebenen 16 A6NL wurden in den deutschen Gefechtsfahrzeug-Pool integriert und zur Version A7 aufgerüstet. Insgesamt wird von den Niederlanden eine Kompanie im Panzerbataillon 414 gestellt.
Das niederländische Verteidigungsministerium teile Mitte Oktober 2024 mit 46 Kampfpanzer vom Typ Leopard 2A8 beschaffen zu wollen und sich dabei an eine deutsche Initiative anzuschließen. Die ersten dieser Kampfpanzer sollen 2027 in Dienst gestellt werden, die letzten 2030. Ab dann sollen die Streitkräfte wieder über ein komplettes Panzerbataillon mit 500 Soldaten verfügen. Das Verteidigungsministerium prüft laut Mitteilung mit Deutschland die Möglichkeit, das Bataillon in Bergen-Hohne aufzustellen. Sollte ein Projekte zum Schließen von Fähigkeitslücken – auch der Landstreitkräfte – mit unbemannten Systemen nicht erfolgreich sein, besteht eine Option auf den Kauf weiterer sechs Leopard 2A8. Im Mai 2025 wurde schließlich ein Kaufvertrag mit KNDS-Deutschland über die Lieferung von 46 Leopard 2A8 sowie vier Fahrschulpanzer zur Auslieferung in den Jahren 2028–2031 abgeschlossen. Bis 2027 soll darüber hinaus die Entscheidung über die Optionsausübung zur Beschaffung der sechs weiteren Kampfpanzer getroffen werden.

### Norwegen

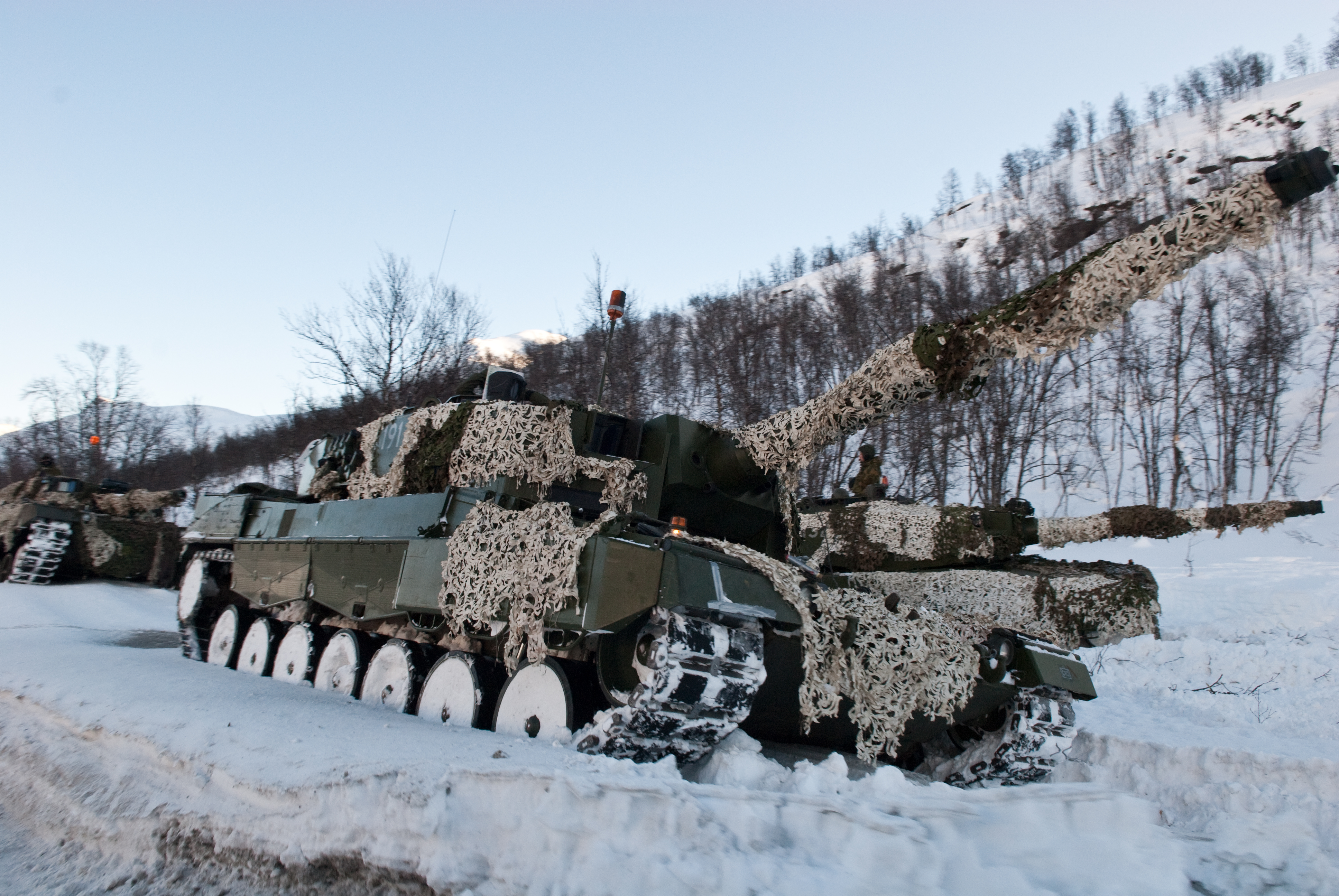
Norwegischer 2A4NO

Norwegen kaufte zwischen 2001 und 2002 gebrauchte Fahrzeuge, die aus den Niederlanden übernommen wurden. Die 52 Leopard 2A4NL ersetzten die ausgemusterten Leopard 1A1NO. Die Panzer erhielten wieder die ursprüngliche Mehrfachwurfanlage und nationale Funkgeräte und Bordverständigungsanlagen. Zusätzlich wurde ein Führungssystem mit entsprechenden Datenfunk- und GPS-Antenne integriert sowie ein größerer Staukasten am Turmheck angebracht. Die als 2A4NO bezeichneten Leopard 2 sind darüber hinaus technisch unverändert. Eine erste Kampfwertsteigerung wurde ursprünglich für das Jahr 2009 geplant, jedoch aus unbekannten Gründen nicht begonnen.
Am 23. April 2015 veröffentlichte das norwegische Verteidigungsministerium weitere Pläne zur Modernisierung seiner Panzer auf den damals letzten Stand der Technik. Das 1,7 Milliarden US-Dollar teure Programm beinhaltete die Aufrüstung zur vernetzten Operationsführung C⁴ISR sowie eine Verbesserung der Feuerkraft, der Panzerungen und des Minenschutzes. Im Juni 2018 wurde jedoch bekannt, dass das geplante Modernisierungsprogramm verschoben und stattdessen in den Jahren 2025 bis 2028 neue Kampfpanzer erworben werden sollen. Nach Zustimmung durch das Parlament, dem Storting, wurden Krauss-Maffei Wegmann mit dem Leopard 2A7 und Hyundai mit dem K2 Black Panther aufgefordert, Angebote vorzulegen und Erprobungsmuster zu liefern.
Ende 2021 lagen die Angebote vor und im Februar 2022 wurden die gelieferten Muster gründlichen Wintertests unterzogen. Bei den Tests standen Mobilität und Feuerkraft im Vordergrund. Am 3. Februar 2023 gab der norwegische Ministerpräsident Jonas Gahr Støre schließlich die Entscheidung zugunsten des deutschen Herstellers bekannt. 54 neue „Leopard 2“ sollen gekauft und ab 2026 geliefert werden. Für weitere 18 Kampffahrzeuge liege eine Option vor.
Norwegen verfügte Anfang 2023 über 36 Leopard 2A4.

### Österreich

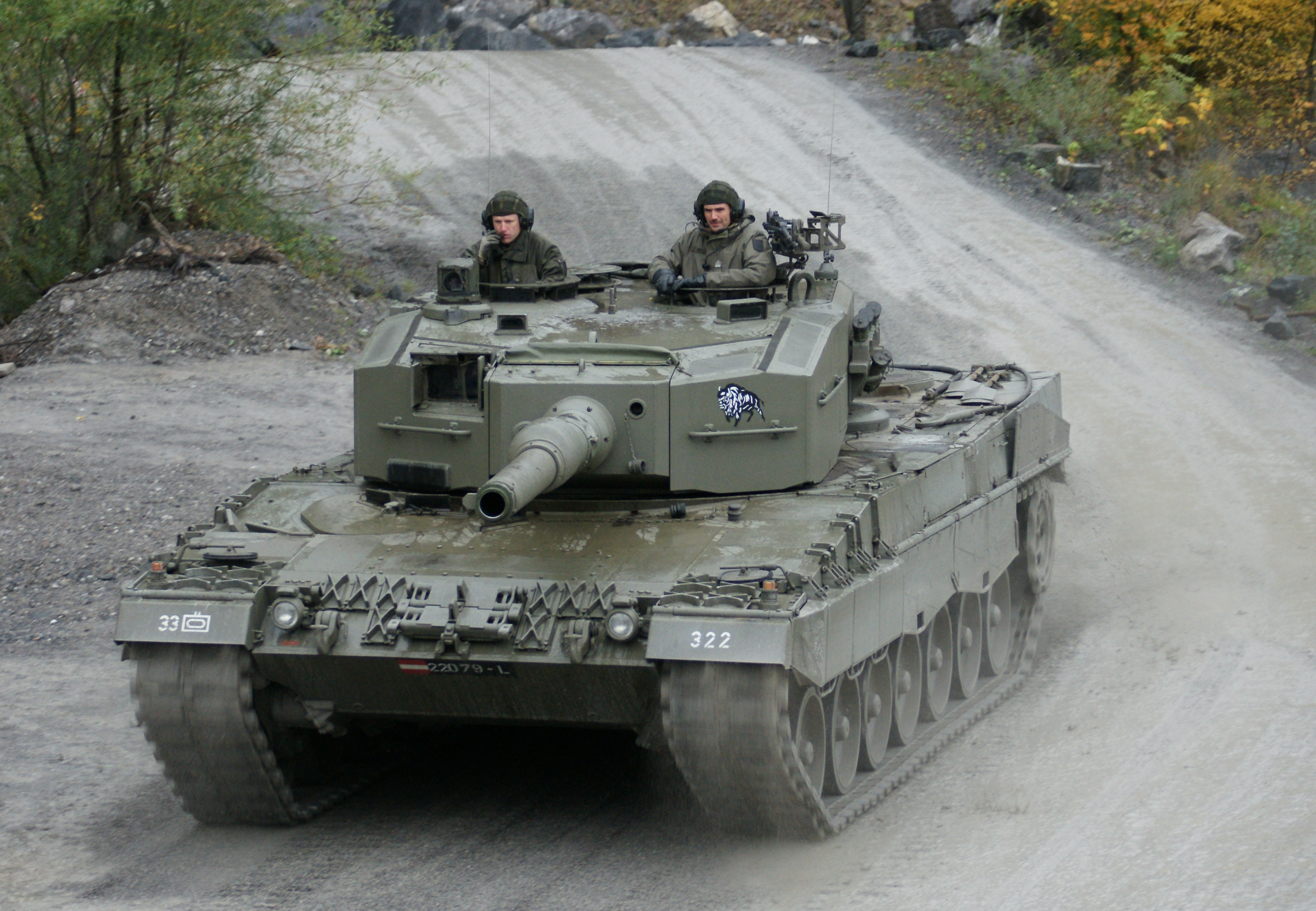
Österreichischer Leopard 2A4

Die österreichische Regierung beschloss 1996 im Rahmen des Mech-Paketes den Ankauf von 114 gebrauchten Leopard 2A4 der niederländischen Armee und rüstete damit drei Panzerbataillone des Bundesheeres aus. Es handelte sich um Panzer, die zwischen Dezember 1984 und Dezember 1985 gebaut und als Leopard 2A3 an die niederländische Armee geliefert wurden. Merkmal dieser Serie ist die verschweißte Munitionsluke an der linken Turmseite. Die Fahrzeuge wurden mit der niederländischen Nebelwurfanlage, einer niederländischen Funkausstattung und einem belgischen 7,62-mm-FN-MAG-MG für den Ladeschützen ausgerüstet. Mittlerweile wurden einige Fahrzeuge mit einer neuen Nebelwurfanlage und neuen Antennen ausgerüstet. Ebenfalls wurden die Panzer mit dem Bordsprechsystem VIC-3-0 von Rovis ausgestattet. 2006 wurde die Zahl auf zwei Panzerbataillone reduziert und 40 der überschüssigen Leopard-Panzer 2011 an den Hersteller KMW zurückverkauft. Kanada, ein weiterer Interessent, wurde dabei überboten. In einem weiteren Schritt erfolgte die Reduzierung der österreichischen Panzertruppe auf lediglich ein Panzerbataillon (Panzerbataillon 14 in der 4. Panzergrenadierbrigade) mit zwei Kampfpanzerkompanien und insgesamt 40 Leopard 2.
In den Jahren 2017–2019 wurde im Panzerbataillon 14 eine 3. Kompanie mit Leopard 2A4 aufgestellt und die Anzahl der aktiven Panzer durch die Reaktivierung von 16 als Ersatzteilspender genutzten Exemplaren wieder auf 56 erhöht.
Die österreichische Regierung plante ab 2021 eine umfassende Modernisierung der Leopard-2-Kampfpanzer.
Diese Modernisierung wurde im Februar 2023 öffentlich bekanntgegeben. Alle vorhandenen Leopard 2A4 sollen auf die Version A7 aufgerüstet werden.

### Polen

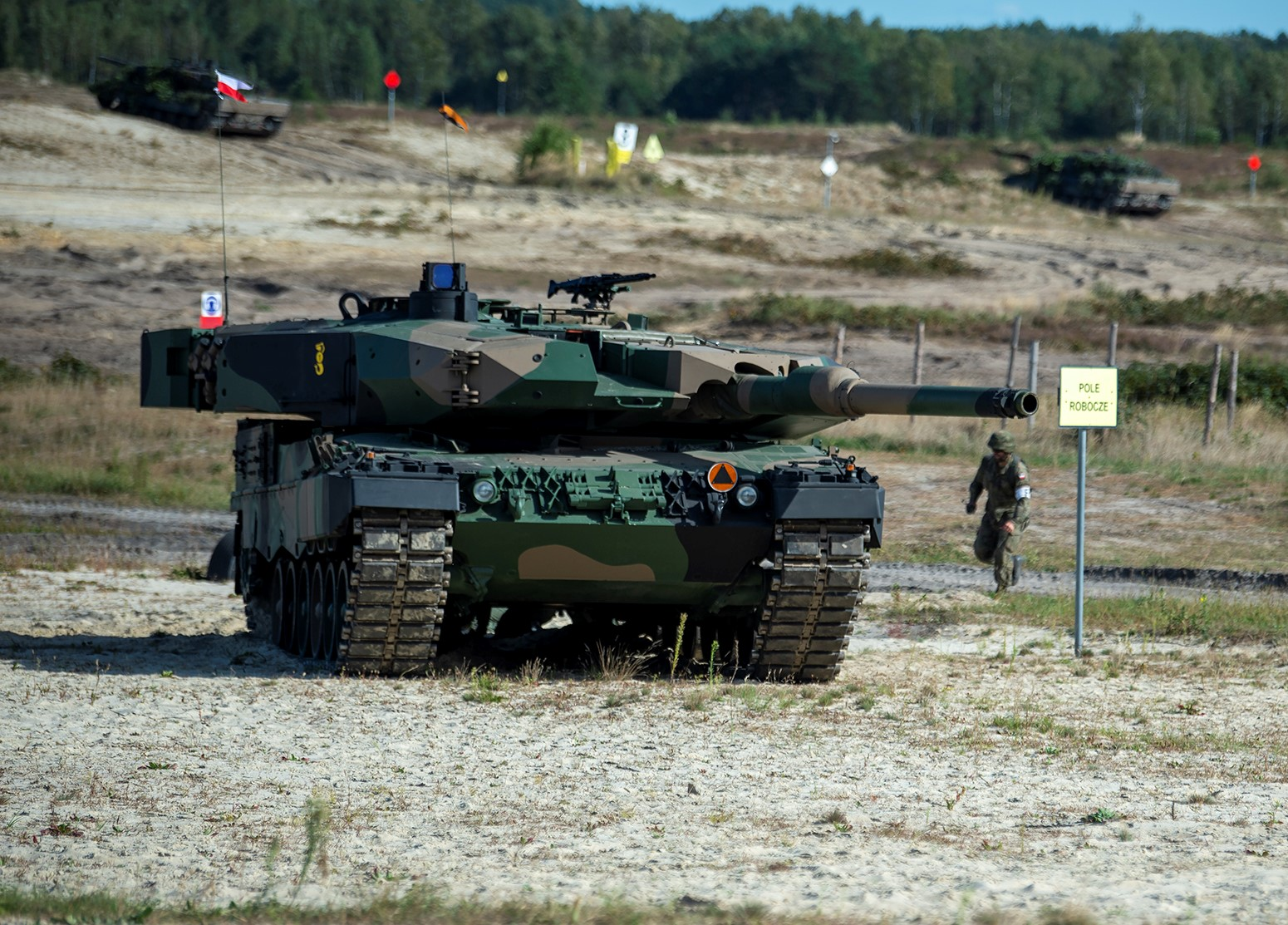
Leopard 2PL

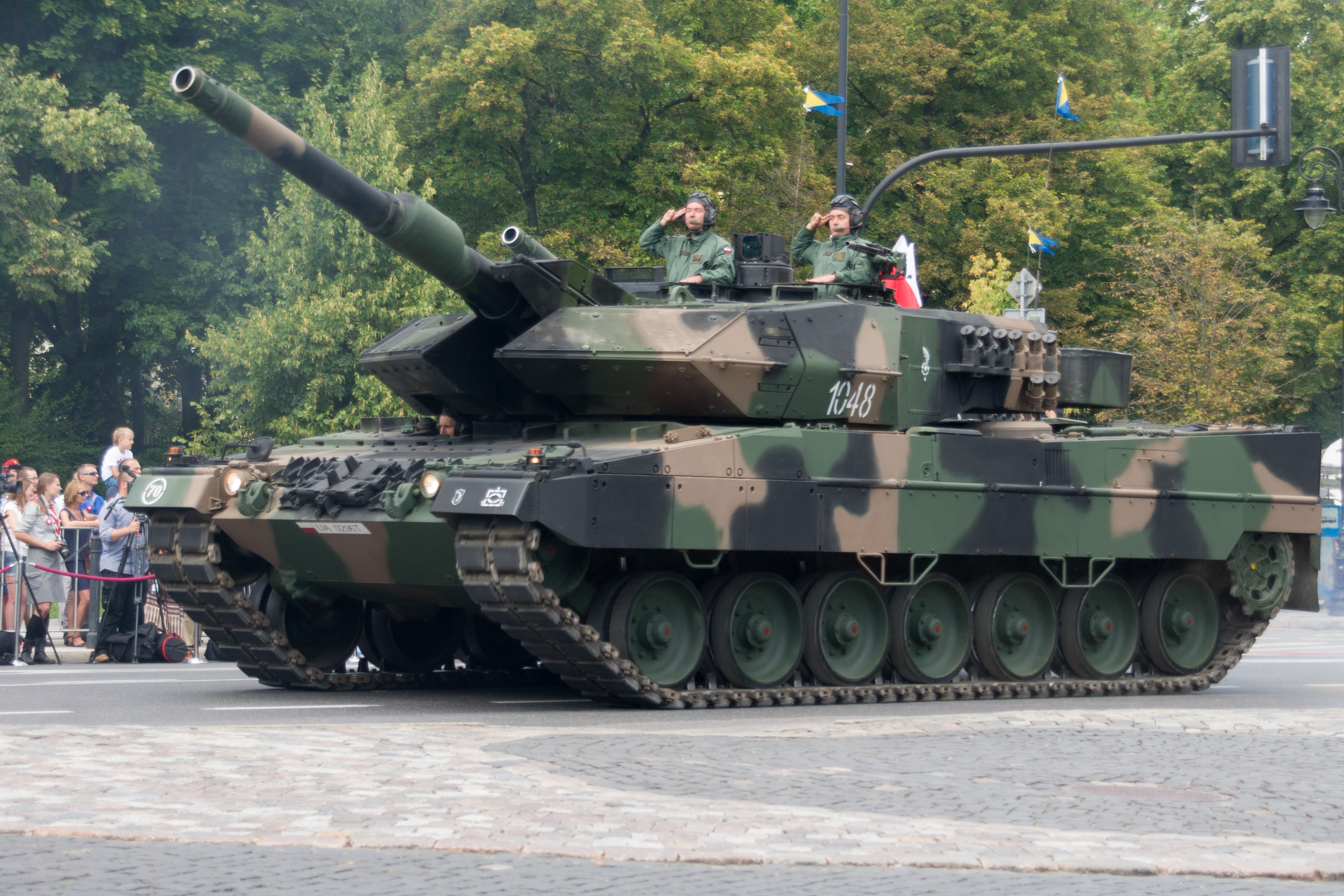
Polnischer Leopard 2A5

Das polnische Heer verfügt seit 2002 über den Leopard 2A4. Die 128 Fahrzeuge stammen aus Bundeswehrbeständen, zum Großteil aus den aufgelösten Panzerbataillonen 294 und 304. Die überholten Panzer wurden technisch unverändert eingeführt. Eingesetzt werden die 2A4PL im 1. und 2. Panzerbataillon der polnischen 10. Panzer-Kavalleriebrigade, die zu den Krisenreaktionskräften der NATO zählt. Ein Vertrag zur Auslieferung weiterer 119 Leopard 2, darunter 105 Panzer des Typs 2A5 wurde im November 2013 von den jeweiligen Verteidigungsministern unterzeichnet. Insgesamt verfügt Polen über 249 Fahrzeuge. 105 Version 2A5, 142 Version 2A4 (modernisierter Leopard-2PL-Standard) und 2 Fahrschulpanzer.
Am 28. Dezember 2015 unterzeichneten die Rüstungsinspektion und ein Konsortium, bestehend aus PGZ und Zakłady Mechaniczne Bumar-Łabędy, eine Vereinbarung über die Modernisierung von 128 Leopard-2-Panzern mit der Option auf weitere. Der deutsche Partner des Konsortiums ist das deutsche Unternehmen Rheinmetall Landsysteme, das in der Vergangenheit bereits Leopard 2 produziert hat. Das Auftragsvolumen betrug 2,415 Mrd. PLN. Am 20. Juni 2018 wurde ein Anhang mit der Option zur Modernisierung von 14 Panzern der Version A4 des Heeres unterzeichnet. Das Upgrade des Leopard 2A4 auf den 2PL-Standard umfasst die Erhöhung des ballistischen Schutzes des Turmes auf ein Niveau, das über dem der Leopard-2A5-Version liegt. Hierfür wurden zusätzliche, externe Panzerungsmodule am Turm montiert. Wanne und Fahrgestell wurden nicht zusätzlich gepanzert, um die Gewichtszunahme in Grenzen zu halten und Kosten zu sparen. Im Kampfraum wurden Gewebematten (Spall-Liner) installiert, um die Besatzung im Falle eines Treffers vor Splittern zu schützen. Die Hauptbewaffnung des Panzers ist nach wie vor die Rheinmetall 120-mm-Glattrohrkanone Rh-120 L/44, die jedoch modifiziert wurde, um neue Munitionstypen aufzunehmen. Die MG3-Maschinengewehre wurden beibehalten. Weiterhin wurden folgende Änderungen vorgenommen:
- Installation eines neuen Feuerleitrechners mit neuen Ballistikdaten
- Umstellung des Turmantriebs und der Waffenrichtanlage auf elektrische Antriebe
- Modernisierung der Optiken des Kommandanten und des Richtschützen durch Integration von Wärmebildkameras der 3. Generation aus polnischer Produktion
- Verbesserung der Übersicht des Fahrers durch Installation einer Rückfahrkamera
- Installation eines Monitors inkl. Bedienfeld, auf dem sowohl das Bild der Richtschützenoptik als auch der Kommandantenoptik darstellbar ist.[161][162][163][164]

### Portugal

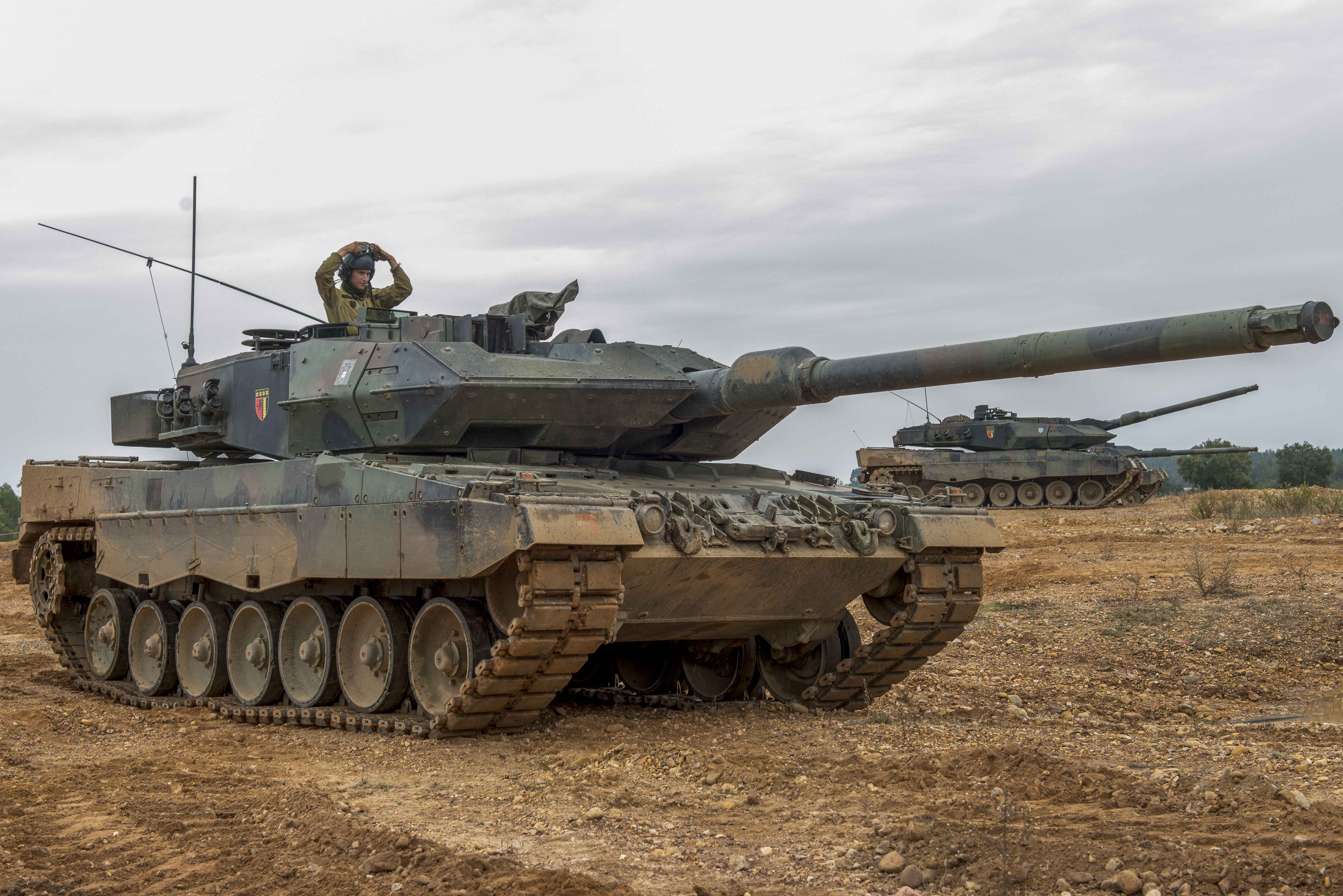
Portugiesischer Leopard 2A6PRT im Oktober 2015

Portugal verfügt seit 2008 über 37 Leopard 2 A6 aus dem Bestand der Niederlande. Der 2001 in Lissabon unterschriebene Vertrag der Staatssekretäre für Verteidigung Cees van Kamp und João Mira Gomes sieht neben den Fahrzeugen Ausbildungsunterstützung, Ersatzteil- und Munitionslieferung durch die Niederlande vor. Die Lieferung wurde 2009 abgeschlossen. Aufgeteilt in drei Schwadronen ersetzen die 2A6PRT die Kampfpanzer des Typs M60A3 TTS.

### Saudi-Arabien
Bereits in den 1980er-Jahren beabsichtigte das saudische Militär, den Leopard 2 zu kaufen. Allerdings kam das Geschäft trotz der Zusagen von Helmut Schmidt (Bundeskanzler bis 1982) und Franz Josef Strauß nicht zustande, weil sich die Widerstände innerhalb der damaligen Bundesregierung als zu groß erwiesen. Die Bundesregierung unter Helmut Kohl hielt an ihrem 1983 gefassten Beschluss fest, das Waffensystem nicht an einen potentiellen Gegner Israels zu liefern.
Seit Juli 2011 lag eine entsprechende Voranfrage von KMW beim Bundessicherheitsrat. Anfang Juli 2011 wurde die Genehmigung des Bundessicherheitsrates zu einem möglichen Export von zweihundert Leopard 2A7+ nach Saudi-Arabien Gegenstand einer öffentlichen Debatte, unter anderem im Deutschen Bundestag. Gegner des Rüstungsexports verwiesen auf die Menschenrechtslage in Saudi-Arabien, dessen undemokratische Regierungsform und Gegnerschaft zu Israel sowie die Beteiligung von saudischen Streitkräften bei der Niederschlagung der Proteste in Bahrain 2011. Die Bundesregierung verwies auf die Geheimhaltung der Beschlüsse des Bundessicherheitsrates, das Nichtbestehen von Einwänden zum Export seitens der israelischen Regierung sowie auf die Rolle Saudi-Arabiens in der Terrorismusbekämpfung.
Im Mai 2012 wurde bekannt, dass Saudi-Arabien 200 bis 300 Panzer der vom spanischen Rüstungskonzern Santa Bárbara Sistemas in Lizenz gefertigten E-Variante kaufen will. Der von König Juan Carlos eingefädelte Waffendeal sollte über das spanische Verteidigungsministerium abgewickelt werden, das die Wartung der Panzer garantiert, die notwendige Munition liefert und bei möglichen Reklamationen haftet. Der der von 2013 bis 2017 amtierenden Bundesregierung angehörende Bundeswirtschaftsminister Gabriel verweigerte Spanien jedoch die erforderliche deutsche Zustimmung für die Lieferung der Panzer an die Saudis.
Laut Medienberichten wollte Saudi-Arabien außerdem bis zu 270 Leopard-2-Panzer im Wert von mindestens fünf Milliarden Euro, nach anderen Angaben sogar bis zu 800 Exemplare im Wert von bis zu 18 Milliarden Euro von Krauss-Maffei Wegmann kaufen. Die schwarz-gelbe Regierungskoalition (2009 bis 2013) wollte dem zustimmen, letztlich platzte der Deal aber: Aufgrund der weitreichenden Kritik in der deutschen Öffentlichkeit, der Ablehnung dieser Panzerlieferung auch in Kreisen der ab 2013 im Kabinett Merkel III regierenden Parteien CDU und SPD sowie der abermaligen Weigerung von SPD-Wirtschaftsminister Gabriel reagierten die Saudis verärgert, sagten, nachdem ihre Voranfrage für die Panzerlieferung bereits zwei Jahre lang bei der deutschen Regierung vorlag, den Kauf der „Leopard 2“ ab und wandten sich den USA zwecks der Lieferung weiterer M1 Abrams zu. Die für Ausbildung, Wartung und Betrieb in Saudi-Arabien nötige Infrastruktur sei zudem für den Abrams bereits vorhanden gewesen. Für den Leopard hätte sie erst noch errichtet werden müssen.

### Schweden

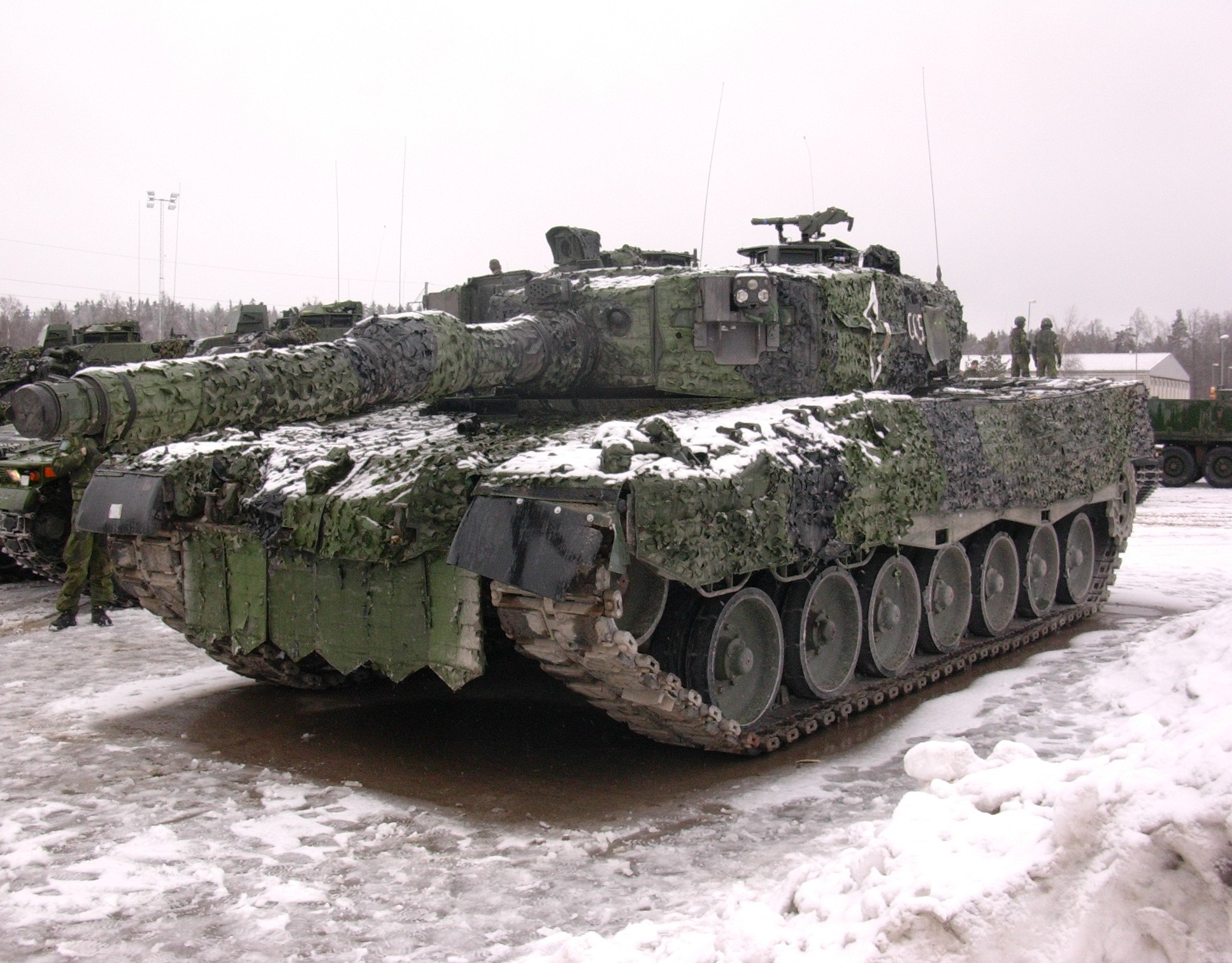
Stridsvagn 121

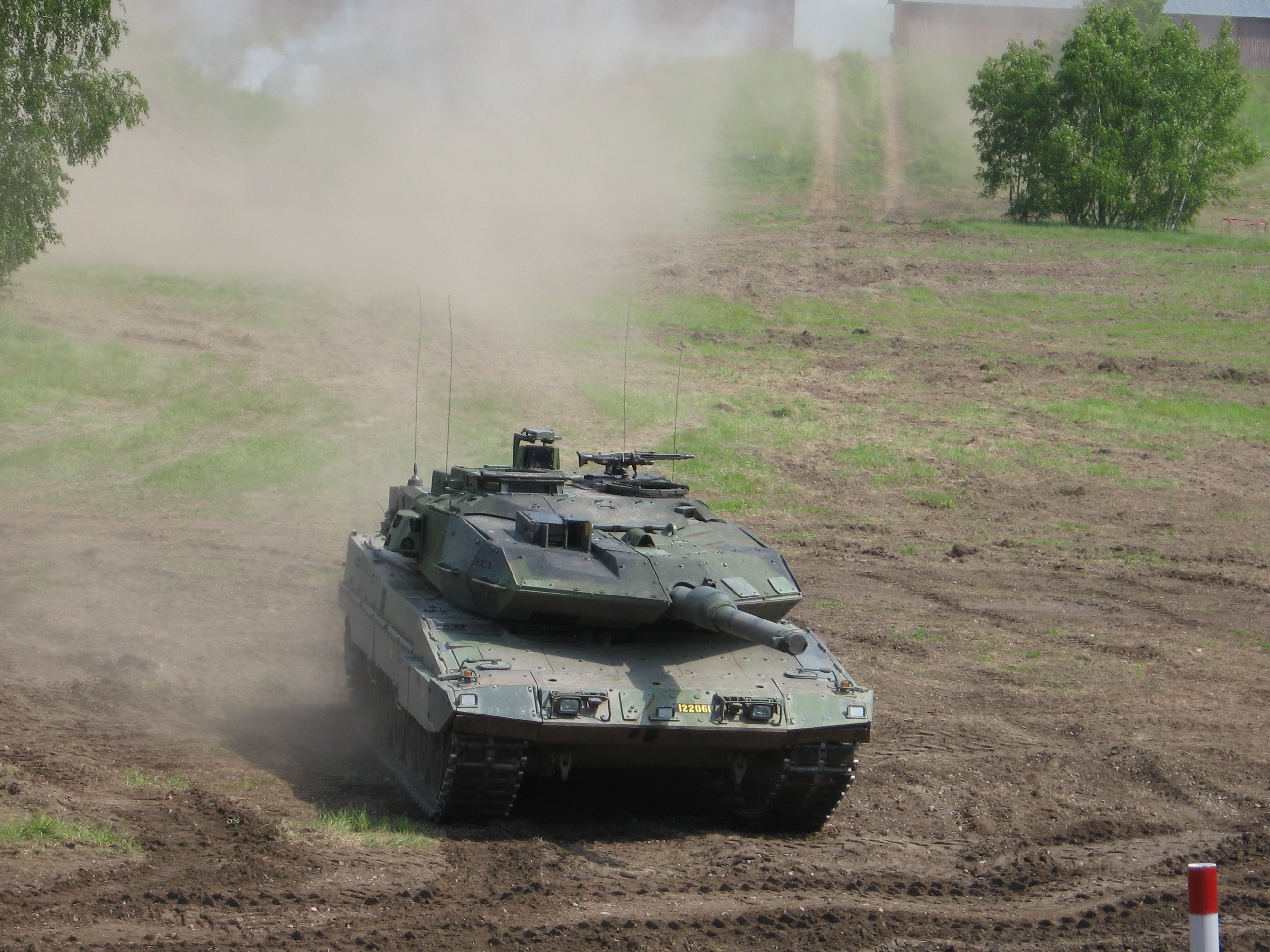
Stridsvagn 122

Ein weiterer Rüstungsexport ist der Stridsvagn 121 und 122 nach Schweden. In den Jahren 1984 bis 1987 suchte das schwedische Militär im Rahmen des MBT-2000-Programms eine Ablösung ihrer 350 Centurions sowie der Stridsvagn 103. Der eingeschlagene Weg der Eigenentwicklung Strv 2000 wurde 1989 als zu teuer aufgegeben.
Das schwedische Beschaffungsamt Försvarets materielverk (FMV) untersuchte ab 1993 den Leclerc, den M1A2 Abrams und den Leopard 2 in der kampfwertgesteigerten Variante. Als Muster diente das Truppenversuchsmuster maximum (Leopard 2 improved) aus dem Programm der Bundeswehr. Nach umfangreichen Fahrversuchen sowie Wintertests erfüllte der Leopard 91 % der Anforderungen, der Abrams 86 % und der Leclerc 63 %. Im Januar 1994 wurde der Kaufvertrag unterschrieben, wobei 160 Leopard 2A4 (Stridsvagn 121) für 15 Jahre angemietet wurden. Als Munitionslieferant wurde die Israel Military Industries gewählt. Die Stridsvagn 121 (erste Ausführung) waren unveränderte Leopard 2 aus den Baulosen 1 bis 5 mit der Funkanlage SEM 25/35 der Bundeswehr. Die Umrüstung umfasste lediglich schwedische Standardfunkgeräte.
Der Stridsvagn 122 (zweite Ausführung) ist ein stark verbesserter Leopard 2A5. Die Gesamtstückzahl beläuft sich auf 120 Fahrzeuge mit Optionen für weitere Kampf- und Bergepanzer. Wie auch beim schweizerischen Panzer 87 wurde der Hauptteil der Fahrzeuge im Empfängerland gefertigt. Als Vertragspartner dienten Hägglunds und Bofors (seit 2005 mehrheitlich bei BAE Systems), Generalunternehmer blieb jedoch Krauss-Maffei Wegmann.
Der Stridsvagn 122 unterscheidet sich vom A5 durch eine zusätzliche Gesamtpanzerung (Mexas-Heavy) an der Fahrzeugfront inklusive Bombletschutz für das Turmdach, ein Führungssystem (Tank Command and Control System (TCCS)), modifizierte Kettenblenden und das GALIX-Nebelmittelwurfsystem. Der digitale Feuerleitrechner wurde auf zwölf Speicherplätze für die Munitionssorten erweitert, die Motorkühlanlage geändert, um das Ansaugen von Brandsätzen zu unterbinden und die Drehstäbe dem erhöhten Gefechtsgewicht von 62,5 t angepasst. Eine Frontschürze verringert Beschädigungen der Feldjustieranlage und reduziert ebenfalls die Schlagschattenbildung. Das Barracuda-Tarnnetzsystem (MCS; Multispectrum Cover System) reduziert die IR- und Wärmeabstrahlung des Panzers und bricht seine Konturen.
Die Version Stridsvagn 122B verfügt über den zusätzlichen Minenschutz und wurde eingelagert. Das Gefechtsgewicht beträgt 65 t. Mit der Bezeichnung Bärgningsbandvagn 120 wird auch der Bergepanzer Büffel genutzt. Erheblich modifiziert, verfügen die 14 leistungsgesteigerten Varianten über das TCCS, GPS, eine Heckbergeeinrichtung, eine Rückfahrkamera, eine zusätzliche Winde, Liner für den Kampfraum und das GALIX-Nebelmittelwurfsystem.
Im Oktober 2023 beauftragte das schwedische Beschaffungsamt Försvarets materielverk (FMV) KNDS Deutschland mit einer umfangreichen Modernisierung für 44 Stridsvagn 122. Nach Angaben von FMV umfasst das Upgrade unter anderem den Austausch praktisch aller elektronischen Komponenten im Turm, damit das System mit anderen modernen Leopard 2 übereinstimmt, eine neue Kanone im Kaliber 120 mm L55A1 mit der Möglichkeit, Munition zu programmieren, neue Nachtsichtgeräte für Richtschütze und Kommandant sowie ein neues Fahrersichtgerät. KNDS nannte darüber hinaus ein höheres Schutzniveau, neue Fahr- und Bedienerkonzepte, eine APU (Auxiliary Power Unit) und weitere Digitalisierungsmaßnahmen. Im Januar 2025 folgte die Beauftragung über die Lieferung von 44 neuen Kampfpanzern Leopard 2A8 sowie der Modernisierung aller 110 Stridsvagn 122. Die modernisierten Kampfpanzer erhalten die Bezeichnung Stridsvagn 123A und entsprechen dem Standard A7. Die Auslieferung soll 2027 beginnen und bis 2030 abgeschlossen sein. Die 44 neuen Panzer sollen im Zeitraum 2028 bis 2031 geliefert und unter der Bezeichnung Stridsvagn 123B in die Truppe eingeführt werden. Mit der Beschaffung der neuen Kampfpanzer wird u. a. die Abgabe von zehn Stridsvagn 122 an die Ukraine kompensiert.

### Schweiz

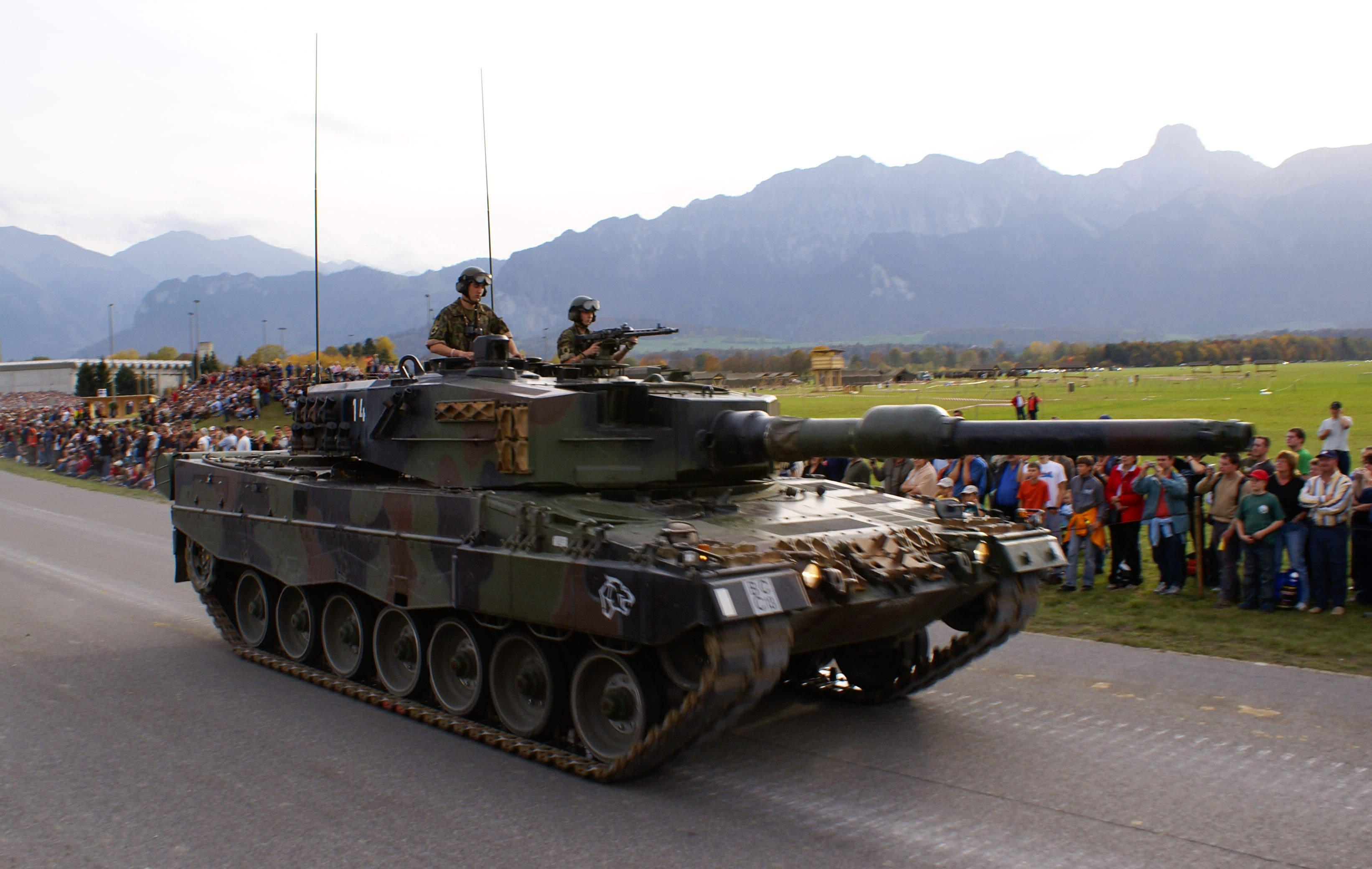
Panzer 87 Leopard

Während der Entwicklung des Leopard 2 in Deutschland untersuchte die Schweizer Armee die Möglichkeiten, ihre veralteten Panzer-68/88-Bestände abzulösen. Es bestanden die Optionen der Neuentwicklung, des Nachbaus oder des Ankaufs eines ausländischen Serienfahrzeuges. Unter der Führung der Firma Contraves (jetzt Rheinmetall Defence) untersuchte die Schweizer Rüstungsindustrie die Möglichkeit eines Neuen Kampfpanzers (NKPZ). Das Projekt wurde am 3. Dezember 1979 eingestellt. Die Risiken dieser Neuentwicklung und die damit verbundenen Kosten wurden als zu hoch eingestuft. Daraufhin wurden je zwei Fahrzeuge der Typen M1 Abrams und Leopard 2 angemietet und erprobt. Am 9. März 1981 wurden die Leopard 2 aus den Beständen der Bundeswehr mit leichten Änderungen übergeben. So erhielten die Fahrzeuge eine 71-mm-Vorfeldbeleuchtungsanlage vom Typ Lyran sowie eine VRC-Funkanlage mit Sende- und Empfangsantennen vom Typ HX 101 A1. Nach umfangreichen Vergleichserprobungen – die von August 1981 bis Juni 1982 dauerten – wurde beschlossen, den Leopard 2 zu kaufen. Gründe waren unter anderem dessen frühere Serienreife und die direkte Beteiligung der Schweizer Industrie und damit eine kostengünstigere Beschaffung als beim M1. Im Mai 1983 legte die Firma Contraves ein Angebot für den Lizenzbau vor, das am 11. Dezember 1984 vom Schweizer Nationalrat gebilligt wurde. Die Gesamtstückzahl belief sich auf 380 Leopard 2, von denen 35 direkt bei Krauss-Maffei produziert werden sollten. Die Endfertigung der restlichen 345 erfolgte durch die Eidgenössische Konstruktionswerkstätte in Thun. Die Endbezeichnung lautete Panzer 87 Leopard.
Der Panzer 87 entspricht dem Konstruktionsstand A4 des fünften Bauloses der Bundeswehr. Er unterscheidet sich durch drei zusätzliche Halterungen für zehn Schneegreifer am Turm, eine US-Fahrzeugfunkanlage AN/VRC 12, Schweizer Mg 87, Konturänderungen am Turmheck durch eine Außenbordsprechstelle, hydraulische Kettenspanner und eine modifizierte ABC-Schutzbelüftungsanlage. Ein Hauptmerkmal ist der Abgas-Schalldämpfer am Heck. Dieser reduziert den Geräuschpegel und erfüllt die EG-Richtlinie 70/157. Ebenfalls genutzt werden 25 Bergepanzer Büffel sowie 12 Pionierpanzer Kodiak, die von RUAG auf überschüssigen Leopard-2-Fahrgestellen aufgebaut werden.
Seit 2006 werden 134 Panzer einem Werterhaltungsprogramm (Kampfwertsteigerung) unterzogen. Die Umrüstungen umfassen die Verbesserung der Führungsfähigkeit, eine Rückfahrkamera mit Fahreranzeige, einen elektrischen Turm- und Waffenantrieb sowie ein neues Kommandantenperiskop mit Wärmebildgerät. Die Gesamtkosten belaufen sich auf 395 Millionen Schweizer Franken. Die Bezeichnung ändert sich zu Panzer 87 Leopard WE. Die im Jahr 2006 geplante Waffenstation und die Zusatzpanzerung am Turm sowie der Minenschutz werden nicht umgesetzt. Weiter beabsichtigt die Schweizer Armee die Beschaffung der modernen DM53- oder DM63-Munition. Die gesamte Auslieferung erstreckt sich von 2008 bis 2011.
Von den restlichen nicht modernisierten Panzern wurden zwölf zu Genie- und Minenräumpanzern umgebaut. Weitere 42 Stück wurden Ende 2010 an Rheinmetall verkauft, wo die Panzer ebenfalls in Spezialversionen umgebaut und dann exportiert werden sollen.

### Singapur

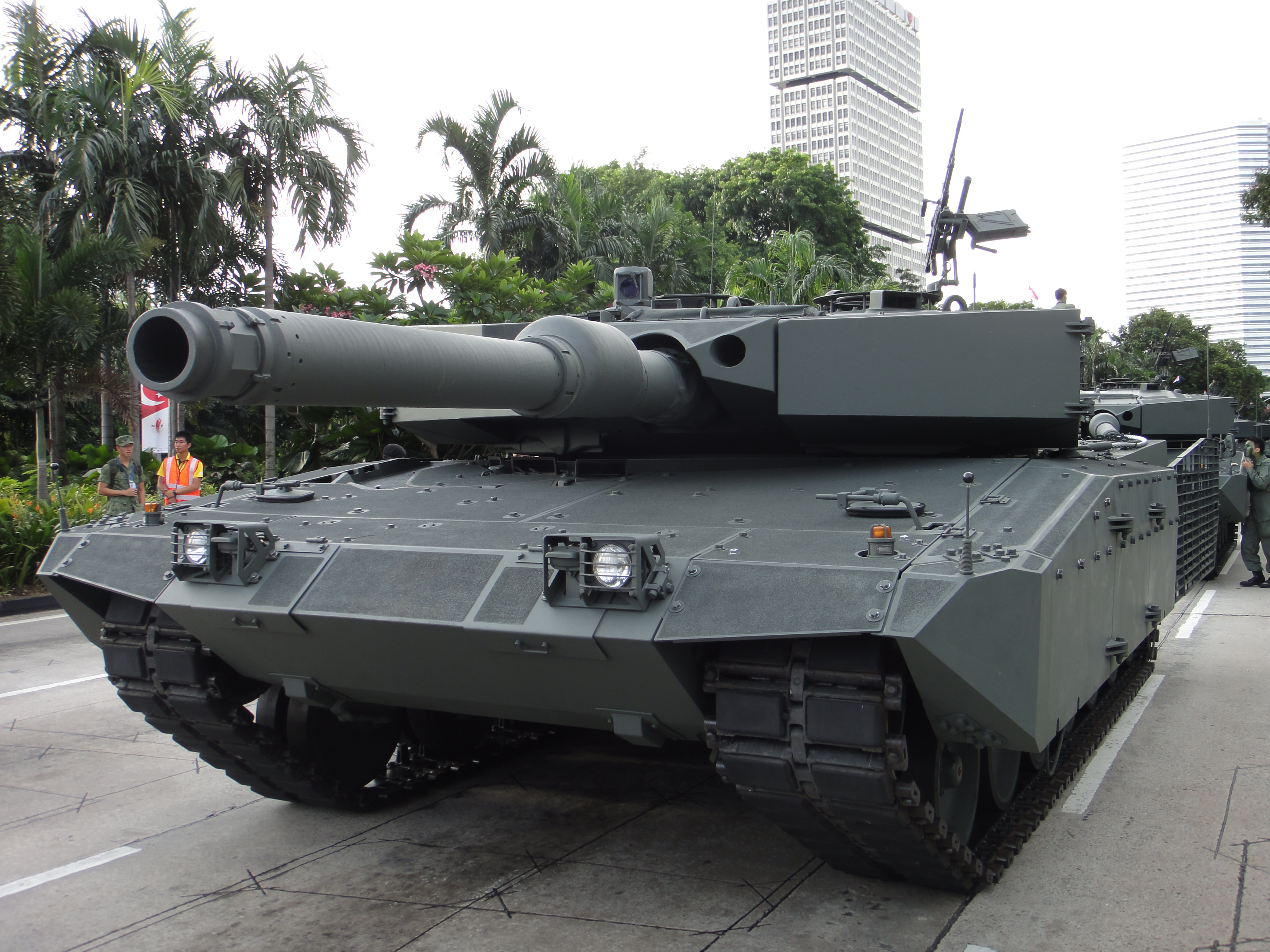
Leopard 2A4 der Singapore Army in der zusatzgepanzerten Variante

Singapur verfügt seit Mitte 2007 über den Leopard 2. Die gebrauchten 2A4 stammen aus Bundeswehrbeständen und ersetzten den AMX-13. Ursprünglich wurde beim Vertragsabschluss Ende 2006 eine Gesamtstückzahl von 96 Fahrzeugen, davon 30 zur Ersatzteilgewinnung, vereinbart. Mit dem Zulauf der Einsatzfahrzeuge wurde die Stückzahl gesteigert, so dass damals 102 Kampfpanzer im Dienst standen. Im Mai 2014 wurde bekannt, dass weitere Panzer dieses Typs seit 2012 nach Singapur exportiert wurden. Die Stückzahl dieser Lieferung wurde vom Bundestag als VS-VERTRAULICH eingestuft und an die Geheimschutzstelle des Deutschen Bundestages übermittelt. Gemäß dem Stockholm International Peace Research Institute erhöhte sich die Gesamtanzahl dadurch auf 182 Kampfpanzer.
Die unter der Kennung Leopard 2SG laufenden Fahrzeuge verfügen über das Maschinengewehr FN MAG von FN Herstal, ein Stromerzeugeraggregat im Wannenheck, einen elektrischen Turmantrieb, eine verbesserte Nebelmittelwurfanlage, länderspezifische Funkgeräte sowie ein Führungs- und Informationssystem. Eingesetzt wurden die Leopard 2 erstmals bei der Übung Wallaby in Australien Ende 2008. Zur Erhöhung des Schutzkonzeptes wurden die Panzer nachträglich mit dem Evolution-Paket von IBD Deisenroth Engineering ausgestattet und am Nationalfeiertag Singapurs 2010 der Öffentlichkeit präsentiert.
In der Nutzung befinden sich ebenfalls Bergepanzer sowie Brückenleger auf Leopard-2-Chassis. Die Bergepanzer (Leopard Armoured Recovery Vehicle – LARV) und Brückenleger (Armoured Vehicle-Launched Bridge – L2-AVLB) basieren auf umgebauten A4-Kampfpanzerwannen, wobei die Bergepanzer als die ersten Umbauten gelten, die von Rheinmetall verwirklicht wurden. Der LARV ähneln optisch dem Bergepanzer 3, unterscheidet sich aber im Bereich der Nebelmittelwurfanlage, der Beleuchtungsanlage an Front und Heck sowie bei den Aufbauten grundlegend vom deutschen Modell. Das Gefechtsgewicht erreicht 63 Tonnen. Der Brückenleger ist mit der Panzerschnellbrücke LEGUAN ausgestattet, die eine Tragfähigkeit bis zur militärischen Lastenklasse MLC 70 aufweist.

### Slowakei
Nach der Weitergabe von T-72-Panzern aus den eigenen Armeebeständen an die Ukraine im Jahr 2022 wurde vonseiten der deutschen Bundesregierung die Lieferung von 15 Leopard 2A4-Kampfpanzern zugesagt. Die Fahrzeuge stammten aus Beständen der deutschen Rüstungsindustrie. Der erste Leopard 2 A4 wurde Ende 2022 übergeben und die weiteren folgten 2023.

### Spanien

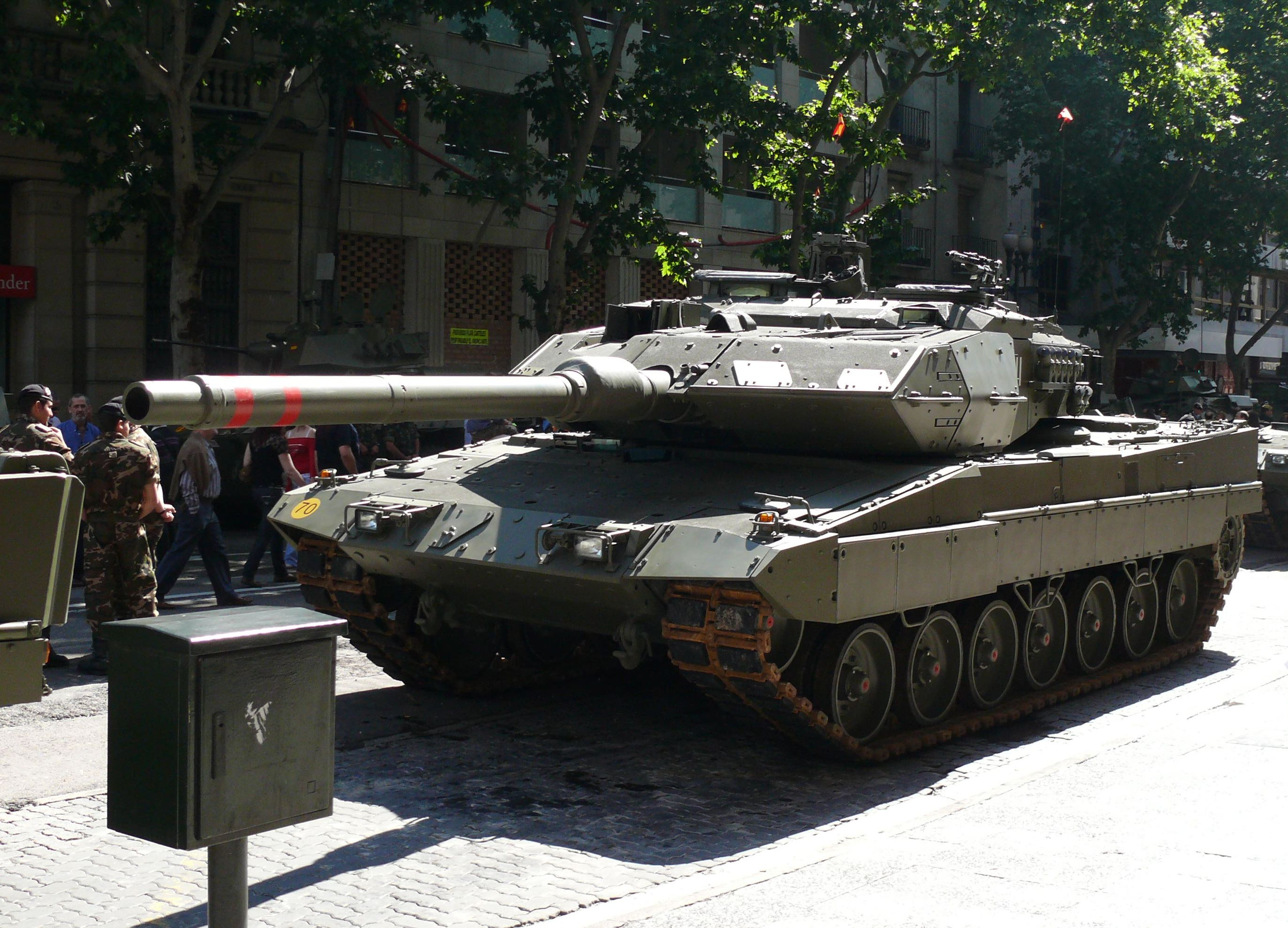
Leopard 2E der spanischen Armee bei einer Parade in Saragossa im Jahr 2008. Gut erkennbar sind die zusätzliche Wannenpanzerung und der Bombletschutz auf dem Turmdach.

Mitte der 1980er-Jahre suchte Spanien nach einem neuen Kampfpanzer, der durch deutsche Firmen entwickelt werden sollte. So konzipierte der Rüstungskonzern Krauss-Maffei unter dem Arbeitsbegriff Lince einen 49-Tonnen-Panzer mit einer 120-mm-Glattrohrkanone, der äußerlich dem Leopard 2 ähnelte. Mit diesem Konzept beteiligte sich das Unternehmen 1984 an der öffentlichen Ausschreibung, an der auch GIAT (AMX-40 und Leclerc), General Dynamics (M1 Abrams), Vickers (Valiant) und Oto Melara (C-1 Ariete) teilnahmen. Nach weiteren zehn Jahren, in denen keine Entscheidung getroffen wurde, brachten im November 1994 Gespräche am Rande des Ministertreffens der Westeuropäischen Union (WEU) in Noordwijk (Niederlande) erneut Bewegung in den Kauf eines neuen Kampfpanzers für Spanien. So wurde eine Absichtserklärung unterzeichnet, die kurzfristig 108 Leopard 2 über fünf Jahre als Leihgabe und ab 1998 den Kauf von 390 neuen Leopard 2 vorsah. Wegen fehlender Haushaltsmittel und der Privatisierung des staatlichen Rüstungskonzern Santa Bárbara Sistemas wurde die Kaufabsicht nicht umgesetzt. Im Jahr 1998, also zwei Jahre später, beschloss das spanische Kabinett den Kauf von nunmehr 219 Leopard 2E, 16 Bergepanzern 3 und die Übernahme der 108 Leopard 2A4 aus den Beständen der Bundeswehr. Santa Bárbara Sistemas fungierte als Generalunternehmer.
Einen weiteren Dämpfer erhielt das Geschäft im Jahr 1999 nach der Übernahme von Santa Bárbara Sistemas durch den US-Konzern General Dynamics. Krauss-Maffei und die deutsche Bundesregierung befürchteten den Ausverkauf der deutschen Technik. Bedingt durch die Übernahme wurde mit der Produktion 2003 begonnen; diese erstreckte sich bis in das Jahr 2008.
Der Leopard 2E entspricht im Aufbau dem Leopard 2A6 der Bundeswehr, besitzt aber zahlreiche Verbesserungen und Änderungen unter Nutzung der verfügbaren Technologie. So verfügt der Panzer über die L/55-Glattrohrkanone, ein Wärmebildgerät der 2. Generation von Raytheon für Kommandant und Richtschütze, eine neue Gleiskette, Funkgeräte von Thales, eine Kühlanlage im Turmheck, ein Stromerzeugeraggregat rechts im Wannenheck, ein verbessertes Nachtsichtgerät für den Fahrer, ein auf spanische Anforderungen zugeschnittenes Führungs- und Informationssystem LINCE (Leopard Information and Communication Equipment) und eine zusätzliche Wannen- und Turmpanzerung.

### Türkei
Im Jahr 1999 wurde bekannt, dass die Türkei beabsichtige, 1000 Leopard 2 zu kaufen. Daraufhin stellte Krauss-Maffei Wegmann einen Exportantrag bei der Bundesregierung, der zu einer schweren Koalitionskrise (SPD/Bündnis 90/Die Grünen) führte. So weigerte sich der Koalitionspartner Bündnis 90/Die Grünen, einem Export zuzustimmen. Winfried Nachtwei, ein Verteidigungsexperte der Grünen, sagte gegenüber der Tageszeitung Die Welt, eine Lieferung würde von den Kurden als „mißtrauensbildende Maßnahme“ angesehen, „und insofern würde so was nicht in den Reformprozeß in der Türkei passen“. Daraufhin wurde entschieden, der Türkei den Präsentationspanzer Demo 1 (1999 ein 2A5) von KMW für die Vergleichserprobung zu überlassen, dessen Nutzung zeitlich begrenzt war, was ausdrücklich am 29. November 1999 in einer Sitzung des Deutschen Bundestages von Ruprecht Polenz (CDU/CSU) mit den Worten „Er kommt wieder zurück!“ bekräftigt wurde. Der geplante Kauf kam nicht zustande.
Nach Vergleichserprobungen in Ost- und Zentralanatolien im Jahr 2001 entschied sich die türkische Armee, gegenüber den Alternativen aus den USA (M1A2 Abrams), Frankreich (Leclerc) und der Ukraine (T-84-120 Yatagan) den Leopard 2 zu bevorzugen.
Im November 2005 teilte die deutsche Bundesregierung mit, dass aus den Beständen der Bundeswehr 298 Leopard 2A4 an die Türkei geliefert würden. Als Begründung wurde der positive Wandel der Türkei angegeben. Das Auftragsvolumen belief sich auf 365 Millionen Euro, von denen etwa 70 Millionen Euro für die Modernisierung der Panzer auf die deutsche Rüstungsindustrie entfielen. Das Geschäft wurde 2007 abgeschlossen. Weitere 56 Fahrzeuge des Typs A4 folgten zwischen 2010 und 2013. Damit erhöhte sich die Gesamtanzahl auf 354 Fahrzeuge. Mitte 2007 entschied sich die Türkei allerdings, die Beschaffung der weiteren geplanten Kampfpanzer durch einen heimisch produzieren Panzer zu realisieren, den Altay, welcher maßgeblich auf in Lizenz gefertigter Technik des südkoreanischen K2 Black Panther beruht. Für die bestehenden Leopard 2A4 wurde Ende Januar 2017 ein Kampfwertsteigerungsprogramm im Gesamtwert von umgerechnet 500 Millionen US-Dollar ausgeschrieben. Ein Regierungsbeamter gab an, dass die derzeitigen Kampfwertsteigerungsmaßnahmen insbesondere „aktive Schutzsysteme“ gegen Panzerabwehrwaffen zum Ziel haben. Das Programm werde mit Priorität vorangetrieben, nachdem mehrere türkische Leopard-2A4-Kampfpanzer von der ISIS-Terrormiliz während der Militäroperation Schutzschild Euphrat in Syrien beschädigt oder zerstört wurden.

### Tschechien
Im Mai 2022 kündigte das tschechische Verteidigungsministerium an, dass es 14 Leopard 2A4 sowie einen Bergepanzer Büffel aus Deutschland erhalten werde. Diese sollten T-72 ersetzen, die Tschechien an die Ukraine zur Unterstützung im Krieg gegen Russland geliefert hatte. Gleichzeitig wurde bekannt, dass Tschechien über den Kauf von bis zu 50 Leopard 2A7+ verhandelt. Gemäß Beschluss der tschechische Regierung im Mai 2023 wurde die Planung geändert und es sollten rund 70 Kampfpanzer der neuen Version 2A8 erworben werden. Im Februar 2024 teilte die tschechischen Verteidigungsministerin Jana Černochová mit, das die Deutsche Bundesregierung Tschechien 14 weitere Kampfpanzer Leopard 2 A4 sowie einen Bergepanzer 3 als Gegenleistung für eine nicht weiter spezifizierte Unterstützung der Ukraine angeboten hat. Darüber hinaus schloss Tschechien im Dezember 2024 mit Rheinmetall einen Vertrag über den Kauf von weiteren 14 Kampfpanzern Leopard 2 A4 ab. Ergänzt würden diese zusätzlichen 28 Fahrzeuge durch zwei weitere Bergepanzer. Der Zulauf der insgesamt 42 Leopard 2 A4 und 3 Bergepanzer Büffel soll bis Ende 2026 abgeschlossen sein und ermöglicht es Tschechien ein komplettes mit Kampfpanzern Leopard 2 A4 ausgestattetes Panzerbataillon aufzustellen.
In einem weiteren Schritt genehmigte die tschechische Regierung Mitte Juni 2024 die Beschaffung von bis zu 77 Leopard 2 (61 + eine Option von 16) in 6 Versionen (Kampfpanzer, Führungspanzer, Bergepanzer, Brückenlegepanzer, Pionierpanzer, Panzer mit Fahrschulkabine). Grundlage ist ein bereits im Mai 2023 durch Deutschland mit KNDS abgeschlossener Rahmenvertrag über insgesamt 123 Leopard 2A8. Zielgröße für das tschechische Heer ist ein Bestand von 122 Kampfpanzern in v. g. 6 Versionen nach 2030. Mit der Entscheidung des Haushaltsausschusses des Deutschen Bundestages am 3. Juli 2024, mit dem die Bundeswehr alle optionalen Kampfpanzer Leopard 2A8 aus dem mit KNDS geschlossenen Rahmenvertrag abrufen wird, würde eine tschechische Beschaffung einen neu zu verhandelnden Vertrag erfordern. Das tschechische Verteidigungsministerium beauftragte im August 2025 schließlich 44 Leopard 2A8 im Rahmen eines Nachtrags zum genannten Rahmenvertrag. Es besteht eine Option auf 14 weitere Kampfpanzer. Die tschechischen Streitkräfte sollen die ersten Panzer im Jahr 2028 erhalten. Die Lieferungen sind bis 2031 geplant. Bis zu 19 Panzer in vier weiteren Versionen (s. o.) sollen über separate Verträge beschafft werden, sobald Deutschland die Verhandlungen mit KNDS abgeschlossen hat.

### Ukraine

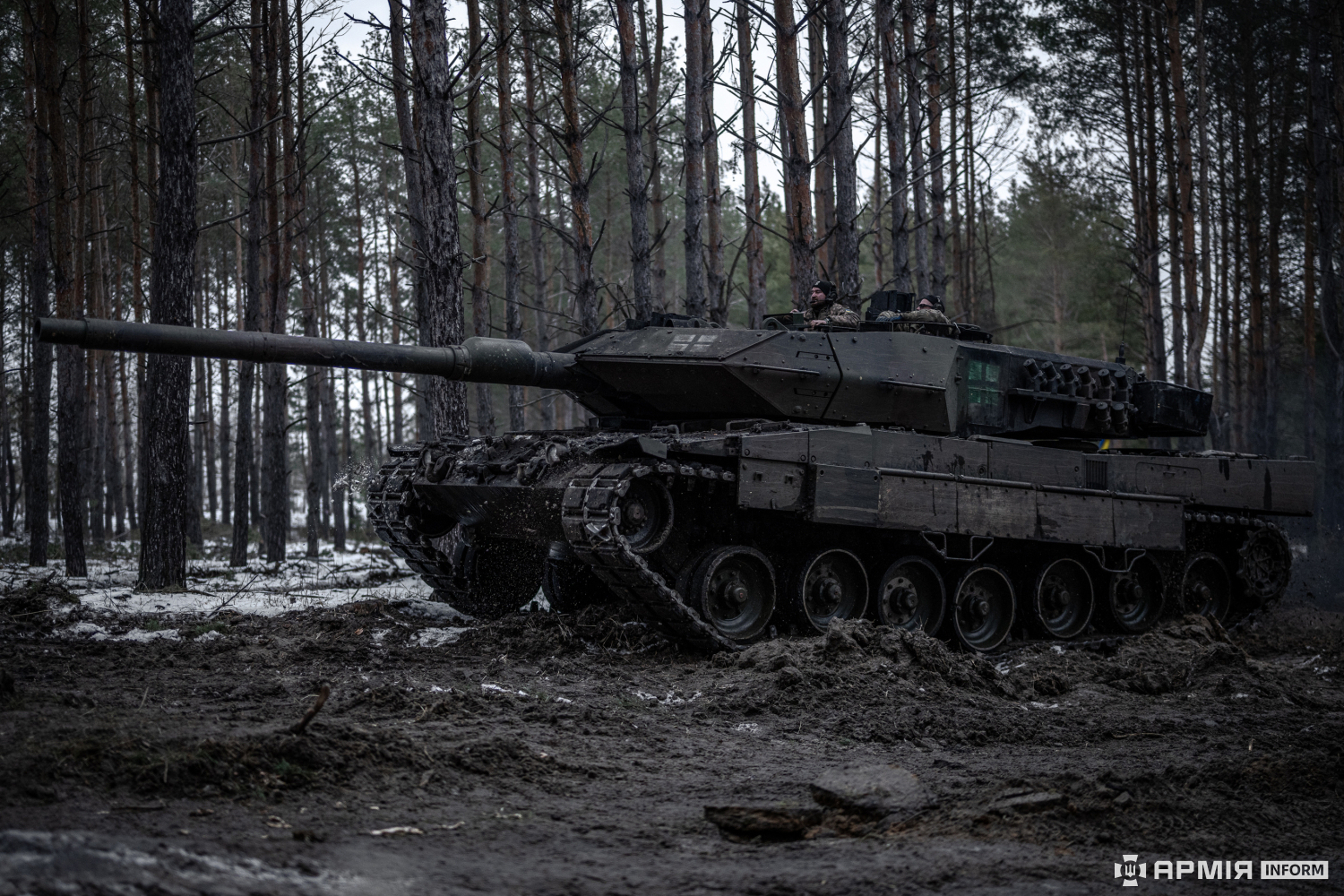
Ein ukrainischer Leopard 2A6 im März 2024

Nachdem die Ukraine bereits kurz nach Beginn des Russischen Überfalls auf die Ukraine die deutsche Regierung um die Lieferung von Kampfpanzern gebeten hatte und Polen, Tschechien und weitere Staaten bereits ab April 2022 einige hundert modernisierte sowjetische Kampfpanzer an die Ukraine geliefert hatten, nahm der innen- und außenpolitische Druck auf Bundeskanzler Olaf Scholz, zumindest die Lieferung von Leopard-2-Kampfpanzern unter anderem aus Beständen der polnischen Armee zu genehmigen, bis Januar 2023 stark zu. Mitte Januar 2023 hatte Großbritannien die Lieferung von 14 Challenger-2-Kampfpanzern an die Ukraine verkündet. Erst nachdem auch die USA der Lieferung von 31 M1-Abrams-Kampfpanzern zustimmten, gab die Bundesregierung Ende Januar 2023 bekannt, der Ukraine 14 Leopard 2A6 aus Bundeswehrbeständen zur Verfügung zu stellen und ebenso die Weitergabe von im Besitz anderer Länder befindlicher Leopard 2 an das überfallene Land zu genehmigen.
Insgesamt sollten der Ukraine Panzer zur Ausstattung von mindestens zwei Panzerbataillonen zur Verfügung gestellt werden. Ein solches Bataillon umfasst in der Ukraine typischerweise 31 Kampfpanzer. Durch die Erhöhung der deutschen Zusage auf insgesamt 18 Kampfpanzer des Typs Leopard 2A6 und der Zusage Portugals von 3 Leopard 2A6 sowie 10 zugesagten Panzern der Typen Leopard 2A4 (Stridsvagn 121) und verbesserten A5 (Stridsvagn 122) aus Schweden war das von Deutschland organisierte eine Panzerbataillon bis Ende Februar 2023 vollständig zugesichert. Die 18 deutschen Panzer wurden laut Bundeskanzler Olaf Scholz Ende März 2023 an die Ukraine geliefert. Das von Polen organisierte zweite Panzerbataillon, bestehend aus verschiedenen Leopard-2A4-Varianten, war bereits zuvor durch die Zusagen von 14 Panzern aus Polen, 8 aus Norwegen, 8 aus Kanada und 6 aus Spanien vollständig ausgestattet. Somit waren der Ukraine insgesamt 67 Leopard-2-Kampfpanzer zugesagt worden (Stand: 26. Februar 2023).
Dänemark und die Niederlande gaben am 20. April 2023 bekannt, dass sie gemeinsam weitere 14 Leopard 2A4 aus deutschen Industriebeständen kaufen, aufarbeiten lassen und der Ukraine ab Anfang 2024 kostenlos zur Verfügung stellen werden.

### Ungarn
Im Dezember 2018 wurde ein Vertrag mit Krauss-Maffei-Wegmann (heute KNDS Deutschland) über die Lieferung von 44 neu zu fertigenden Leopard 2A7+ (A7HU) unterzeichnet. Außerdem sollen 12 gebrauchte Leopard 2A4 aus Beständen von KMW als Ausbildungsfahrzeuge geleast werden.

## Einsatzerfahrungen

### KFOR

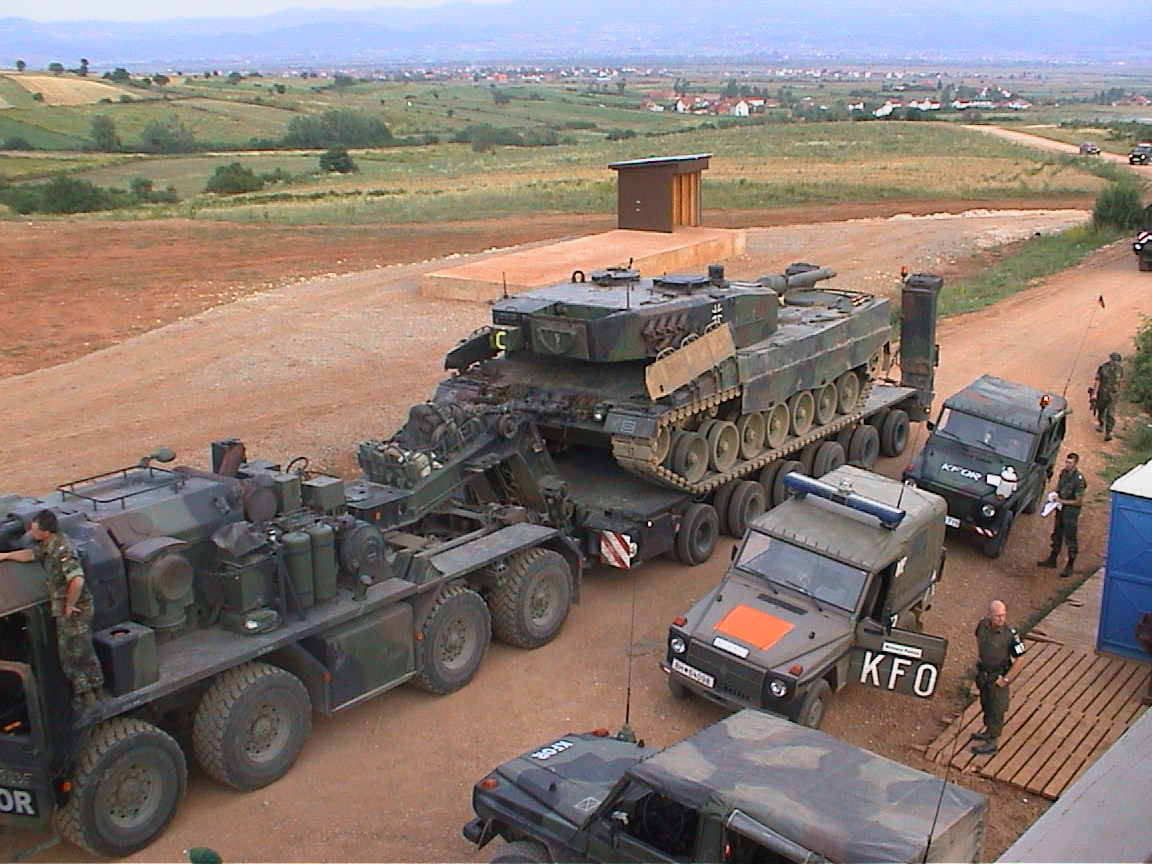
Leopard 2A4 auf einem Sattelauflieger eines SLT 50-3 im Kosovo, 2002

Im Juni 1999 wurden von der Bundeswehr 28 Leopard 2A5 beim Einmarsch der KFOR-Truppe im Kosovo eingesetzt. Die Fahrzeuge der Panzerbataillone 33 und 214 wurden von Mazedonien aus nach Prizren entsandt. Sie dienten als Objektschutz- und Patrouillenfahrzeuge sowie an den Kontroll- und Beobachtungspunkten im Rahmen der Show of Force als Sicherungsfahrzeug. In den Nachrichten erschien der Kampfpanzer bei einem Zwischenfall am 13. Juni 1999, bei dem zwei serbische Paramilitärs aus einem Lada einen dieser Kontrollpunkte in Prizren beschossen. Da sich die Besatzung nur teilweise an Bord befand, wurde kein Schuss aus den Bordwaffen abgefeuert, sondern durch abgesessene Kräfte anderer Fahrzeuge. Einen Einsatz der Bordkanone gab es dagegen am 26. Juni 1999, als die Besatzung eines 2A5 vier Warnschüsse über den Ort Orahovac abgab. Problematisch für den Einsatz des Leopard 2 war immer wieder die zu geringe Tragfähigkeit der Brücken im Einsatzgebiet.
Wegen der sinkenden Bedrohungslage wurden die 2A5 zum Jahreswechsel 2000/2001 gegen Leopard 2A4 ausgetauscht. Einen weiteren Einsatz hatten einige A4 bei den Unruhen 2001 in Mazedonien. Die Kampfpanzer dienten als Objektschutzfahrzeuge für das dortige Logistiklager der Bundeswehr. Bis zum Abzug am Jahresende 2004 waren die Panzer im österreichisch-schweizerischen Camp „Casablanca“ stationiert.

### ISAF
Seit August 2007 nutzte Kanada 20 Leopard 2A6M-CAN beim ISAF-Einsatz in Afghanistan. Bei einem Anschlag mit einer großen Sprengfalle auf einen kanadischen Leopard am 2. November 2007 überlebte die gesamte Besatzung. „Meine Crew stieß auf ein IED und ging in die Geschichte als erste Besatzung ein, die das M-Paket getestet hat. Es funktionierte so, wie es sollte“, schrieb ein kanadischer Offizier an das deutsche Verteidigungsministerium und sagte, dass es in einem anderen Fahrzeug wohl keine Überlebenden gegeben hätte. Lediglich der Fahrer des Panzers erlitt einen Bruch der Hüfte, die restliche Besatzung kam mit Prellungen davon. Der Chef des kanadischen Generalstabes, General Rick Hillier, reagierte auf Presseberichte und dementierte, dass der durch die Explosion beschädigte Leopard 2 zerstört sei. Stattdessen sei der Panzer repariert worden und inzwischen wieder im Einsatz. „Die Taliban haben in mehreren Hinterhalten die neuen Leopard-2-Panzer angegriffen“, und als Ergebnis hätten die Taliban „einige sehr harte Lektionen gelernt“ und „den Kampf sehr schnell und sehr gewaltsam verloren“.
Auch Dänemark hatte einen Zug Leopard 2A5DK nach Afghanistan verlegt und dort in der Provinz Helmand im Einsatz. Am 5. Januar 2008 bewährten sich die Panzer in einem ersten Feuergefecht bei der Unterstützung britischer Truppen gegen Talibankämpfer. Am 26. Februar 2008 wurde ein dänischer Leopard 2 von einer Sprengladung getroffen. Eine Kette des Fahrzeugs wurde beschädigt, die Besatzung blieb unverletzt. Der Panzer konnte trotz der beschädigten Kette aus eigener Kraft ins Lager zurückkehren und dort repariert werden. Am 25. Juli 2008 wurde ein weiterer dänischer Leopard in Afghanistan von einer Sprengladung getroffen und der Fahrer kam dabei ums Leben. Der 2A5DK verfügte zu der Zeit nicht über eine zusätzliche Minenschutzausstattung.

### OffensiveSchutzschild Euphrat
Mit dem Fortschreiten der türkischen Militäroffensive in Nordsyrien („Schutzschild Euphrat“) gegen Daesch (siehe Islamischer Staat) und nachdem sich der Kampfpanzer M60 sowie dessen Weiterentwicklung Sabra als unzureichend erwiesen hatten, schickte die Türkei 50 Leopard 2A4 in den Kampf. Sie wurden von der 5. Panzerbrigade und der 172. Panzerbrigade der türkischen 2. Armee eingesetzt.
Die Türkei behauptete, Einsatzbeschränkungen Deutschlands, die einen Einsatz des Leopard 2 nur zur Landesverteidigung, aber nicht im Inland oder gegen die PKK vorsehen und daher gegen einen Einsatz in Syrien sprechen, seien 2009 in beiderseitigem Einvernehmen aufgehoben worden.
Die Terrormiliz Daesch gab an, bei den Kämpfen um al-Bab mindestens zehn Leopard 2A4 getroffen und diese kampfunfähig gemacht zu haben. Eine nicht verifizierte im Internet verbreitete Liste behauptete, zehn Panzer seien ausgefallen. Ein Panzer soll Medienberichten zufolge Ende Dezember 2016 erbeutet worden sein. Im Internet tauchten später Fotos auf, die belegen sollen, dass der Panzer zerstört wurde – durch ein F-16-Kampfflugzeug der türkischen Luftwaffe.
Die türkischen Streitkräfte hatten die Leopard-Panzer allerdings nicht für bewegliche Gefechte eingesetzt, sondern als statische Artillerie. Dadurch hatten Islamisten die Möglichkeit, in dem unübersichtlichen Gelände hinter einige Leopard-Panzer zu gelangen, was allgemein eine Schwachstelle bei Kampfpanzern ist.

### Olivenzweig
Leopard-2A4-Panzer wurden 2018 in der Region Afrin in Syrien vom türkischen Militär im Kampf gegen die YPG eingesetzt. Der Einsatz wurde der deutschen Bundesregierung gegenüber bestätigt. Seit dem Beginn ihres Einmarsches in Syrien mussten die türkischen Streitkräfte eine unbekannte Anzahl ihrer Leopard 2A4 als Totalverlust verbuchen. Es wird darüber spekuliert, dass mindestens zehn Leopard 2A4 entweder außer Gefecht gesetzt oder vollständig zerstört wurden. Als Gründe dafür wurde von Experten angeführt, dass bestimmte Schwachstellen der Panzer vom Feind ausgenutzt wurden, zum Beispiel durch Treffer in die schwächere Seiten- oder Heckpanzerung und das Nichtvorhandensein von Reaktivpanzerung oder abstandsaktiven Schutzmaßnahmen. Zudem setzte die türkische Armee die Panzer nicht im beweglichen Gefecht, sondern als statische Artillerie ein, so dass sich gegnerische Kämpfer von hinten nähern konnten.

### Russisch-Ukrainischer Krieg
Im Russisch-Ukrainischen Krieg wird der Leopard 2 von drei Brigaden des ukrainischen Heeres eingesetzt. Dabei wurden seit ihrem ersten Einsatz Anfang Juni 2023 während der ukrainischen Sommeroffensive bis Juni 2025 mindestens 27 Leopard 2A4, 13 Leopard 2A6 und 9 Stridsvagn 122 (verbesserter Leopard 2A5) zerstört, beschädigt oder (vorübergehend) zurückgelassen. Zudem wurden vier der sechs von Finnland gelieferten Minenräumpanzer Leopard 2R zerstört oder beschädigt.
Demgegenüber gab ein ukrainischer Panzerkompaniechef zu Protokoll, dass die Überlebensrate der Leopard 2 im Vergleich zu anderen Panzern hoch ist und dass es seiner Kompanie gelungen sei, alle beschädigten und vorübergehend im Feld zurückgelassenen Leopard 2 rechtzeitig zu bergen. Andererseits wurde von einem hohen Wartungsaufwand, damit verbundenen langen Reparaturarbeiten, fehlenden Ersatzteilen und fehlenden am Leopard 2 geschulten ukrainischen Technikern berichtet.
Am 21. April 2024 wurde bekannt, dass ein Leopard 2A6 von der russischen Armee bei Awdijiwka erbeutet wurde. Der Leopard 2A6 ist seit Ende April im „Park des Sieges“ ausgestellt, dabei wurde ihm nachträglich durch einen Kran mithilfe eines Gewichts die hochstehende 120-mm-Glattrohrkanone nach unten gedrückt.
Die OSINT-Website Oryx dokumentiert, wie viele Panzer der beiden Kriegsparteien beschädigt, zerstört oder erobert wurden. Elf Leopard 2A6 wurden demnach bis August 2024 zerstört oder waren nicht mehr einsatzbereit.
Rheinmetall eröffnete im Juni 2024 in der Ukraine ein Werk, in dem Leopard-Panzer und Schützenpanzer vom Typ Marder repariert werden können.
Mit Stand August 2025 geht Oryx davon aus, dass von den insgesamt 104, an die Ukraine gelieferten Leopard-2-Kampfpanzervarianten, mindestens 22 zerstört und 31 aufgegeben oder durch den Feind erbeutet wurden.